# Dom Quixote (Gustave Doré)
Dom Quixote é uma série de 370 gravuras em metal e xilogravuras criada por Gustave Doré, eminente artista francês do século XIX, para a ilustração de Dom Quixote de La Mancha de Miguel de Cervantes na edição em francês de 1863.
As ilustrações da obra foram tão influentes que determinaram a representação de Quixote e Sancho Pança em muitas versões ilustradas subsequentes, produções teatrais e cinematográficas e na imaginação dos leitores, ainda que outros grandes artistas tenham sido atraídos pela obra como por exemplo Honoré Daumier, Pablo Picasso, e Salvador Dalí.
Na edição em inglês de 1868 do Dom Quixote com ilustrações de Gustave Doré, é referido que “em todas as casas de língua inglesa onde se pode soletrar a palavra arte encontram-se edições de Doré”, o que demonstra a enorme popularidade das ilustrações de Doré.
A ilustração por Gustave Doré da obra de Cervantes não era inédita, pois já havia os exemplos de Coypel e Tony Johannot, e dos ilustradores espanhóis da grande edição de Ibarra publicada em Madrid em 1780. Mas Gustave Doré enfrentou o desafio de forma soberba pois se no início pretenderia apenas 40 desenhos, o livro de Cervantes captou a sua imaginação, tendo acabado por criar quase quatro centenas de ilustrações de várias dimensões.
Do total das gravuras de Gustave Doré para ilustração de D. Quixote é apresentada a seguir uma selecção ilustrativa dos sucessivos capítulos, imagens que foram inseridas na edição em inglês de 1880 editado por J. W. Clark e integradas no ebook "Don Quixote" do Project Gutenberg, que utiliza a tradução de John Ormsby de 1885.

## Resumo da história e descrição das imagens

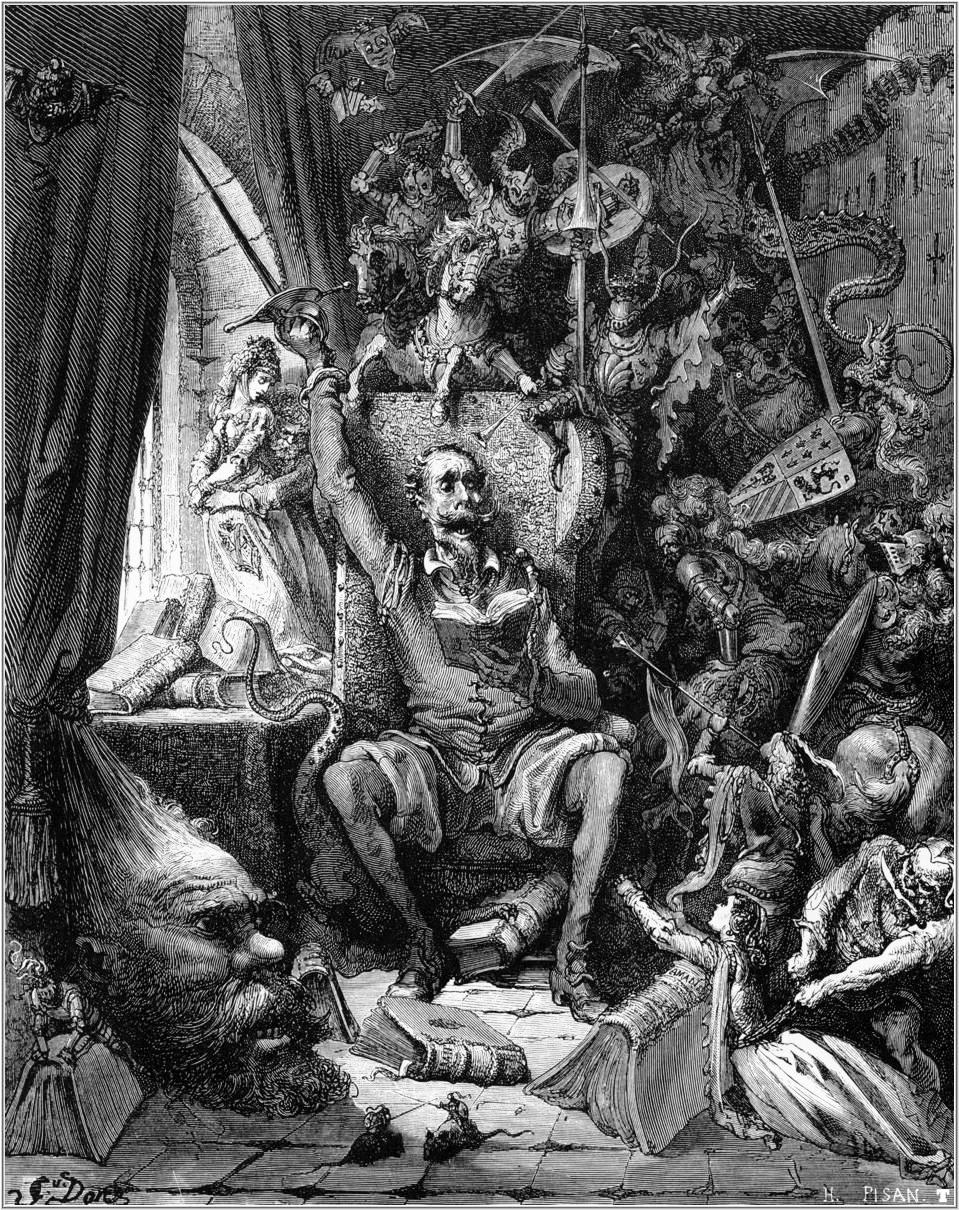
"D. Quixote na sua biblioteca" (1863), de Gustave Doré

### Capítulo I Que trata da condição e exercício do famoso e valente fidalgo Dom Quixote de La Mancha
"Num lugar da Mancha, de cujo nome não quero lembrar-me, ...":43
"É, pois, de saber que este sobredito fidalgo, nos períodos em que estava ocioso - que eram os mais do ano - era dado a ler livros de cavalarias, com tanto apego e gosto, que esqueceu quase por inteiro o exercício da caça e também a administração de sua fazenda; e nisto a tanto chegou a sua curiosidade e desatino que vendeu muitos hectares de terra de semeadura para comprar livros de cavalaria para ler, e assim, levou para sua casa todos quantos pôde haver deles.":43

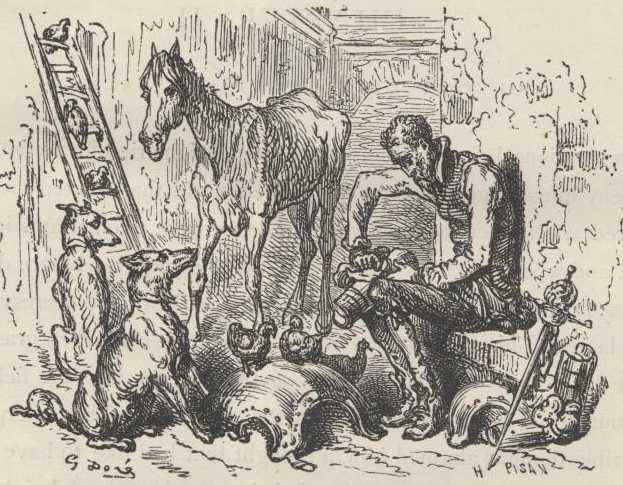
"D. Quixote a dar lustre à sua armadura" (1863), de Gustave Doré

"Em suma, enfrascou-se tanto da sua leitura, que se lhe iam as noites lendo de uma assentada, e os dias de sol a sol; e assim, do pouco dormir e do muito ler, se lhe secou o cérebro de maneira que acabou por perder o juízo".:45
"E o que primeiro fez foi limpar umas armas que haviam sido de seus bisavós, que cobertas de ferrugem e cheias de mofo, estavam haviam longos séculos postas e esquecidas a um canto. Limpou-as e reparou-as o melhor que pôde".:47

### Capítulo II Que trata da primeira saída de sua terra do engenhoso Dom Quixote

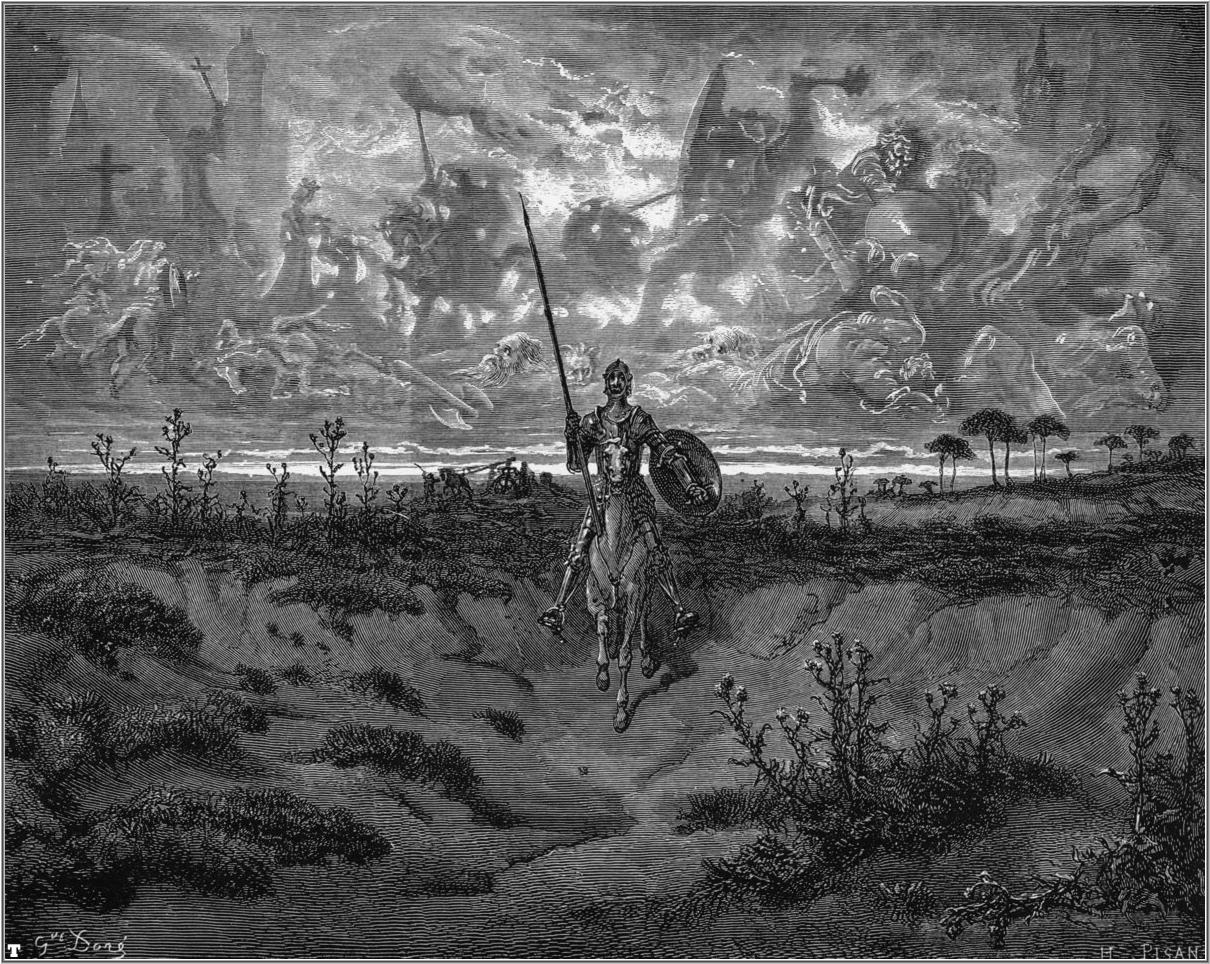
"Indo, pois, caminhando o nosso flamante aventureiro, ia falando consigo mesmo" (1863), de Gustave Doré

"E assim, sem avisar ninguém e sem que ninguém o visse, uma manhã, ainda de noite,...armou-se de todas as suas armas, montou em Rocinante, enfiou o escudo no braço, pegou na lança e saiu para o campo pela porta furtada do pátio...   ":51
"Com estes ia desfiando outros disparates, todos à maneira daqueles que os seus livros lhe haviam ensinado, imitando sempre que podia a linguagem deles. Com o que, caminhava tão devagar, e o sol subia tão depressa e com tanto calor, que teria bastado para derreter-lhe os miolos, ainda tivesse alguns.":53
"...e, ao anoitecer, seu cavalo e ele estavam cansados e mortos de fome,...viu, não longe do caminho por onde ia, uma estalagem....Estavam por acaso à porta duas mulheres moças, dessas a que chamam de frete,...".:53:54

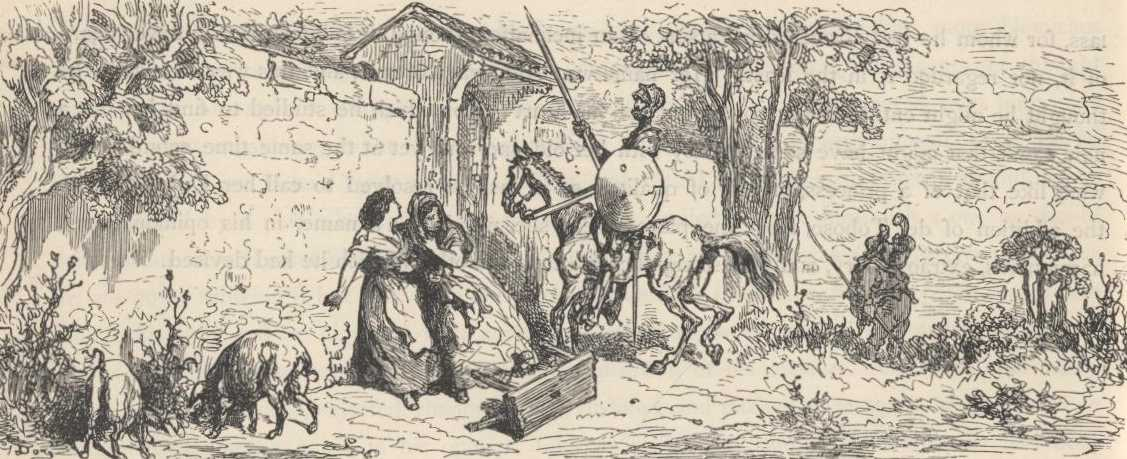
"Chegada de Quixote a uma estalagem" (1863), de Gustave Doré

"...Acudiu a segurar o estribo a Dom Quixote, o qual se apeou com muita dificuldade e trabalho, como alguém  que passara o dia todo sem comer.... nunca souberam nem puderam desencaixar-lhe o capacete que trazia preso por umas tiras verdes, e que seria preciso cortar, ao que ele não autorizou, de maneira alguma, e assim ficou com ele posto toda a noite.":55:57

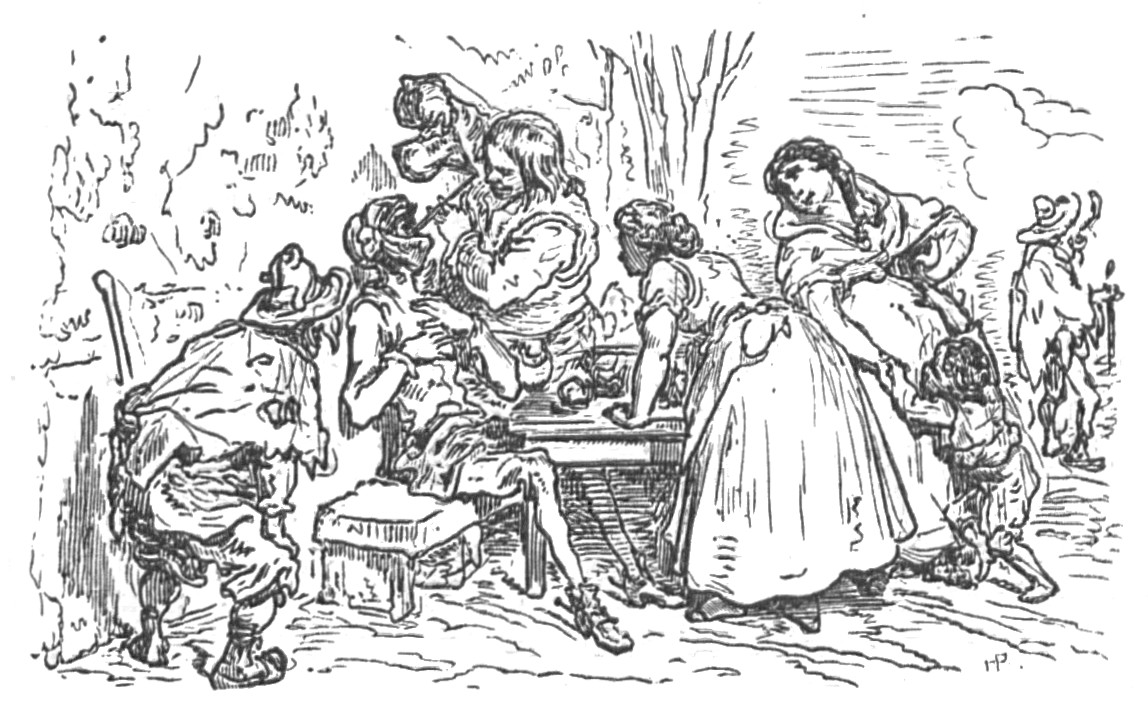
"Beber vinho por uma cana" (1863), de Gustave Doré

"Puseram-lhe a mesa à porta da estalagem, à fresca, e trouxe-lhe o estalajadeiro uma porção de mal demolhado bacalhau e um pão tão escuro e sujo como as suas armas; mas vê-lo comer era matéria de grande riso, pois tinha o capacete na cabeça e apenas com a viseira levantada,....Mas dar-lhe de beber não fora possível se o estalajadeiro não tivesse furado uma cana e com uma ponta na boca despejava o vinho pela outra ponta, e tudo isto ele suportava com paciência porque não queria cortar as fitas com que amarrara o capacete.":58
"Nisto, passou pela estalagem um castrador de porcos e quando chegou tocou uma gaita de canas quatro ou cinco vezes, o que para Dom Quixote foi confirmação de estar num castelo e que o serviam ao som de música, sendo as rameiras as damas e o estalajadeiro o castelão do castelo.....Mas o que mais o afligia era o não ser armado cavaleiro, por lhe parecer que não poderia legitimamente ir em aventura alguma sem receber a ordem de cavalaria".:59

### Capítulo III Onde se conta a graciosa maneira que teve Dom Quixote de ser armado cavaleiro

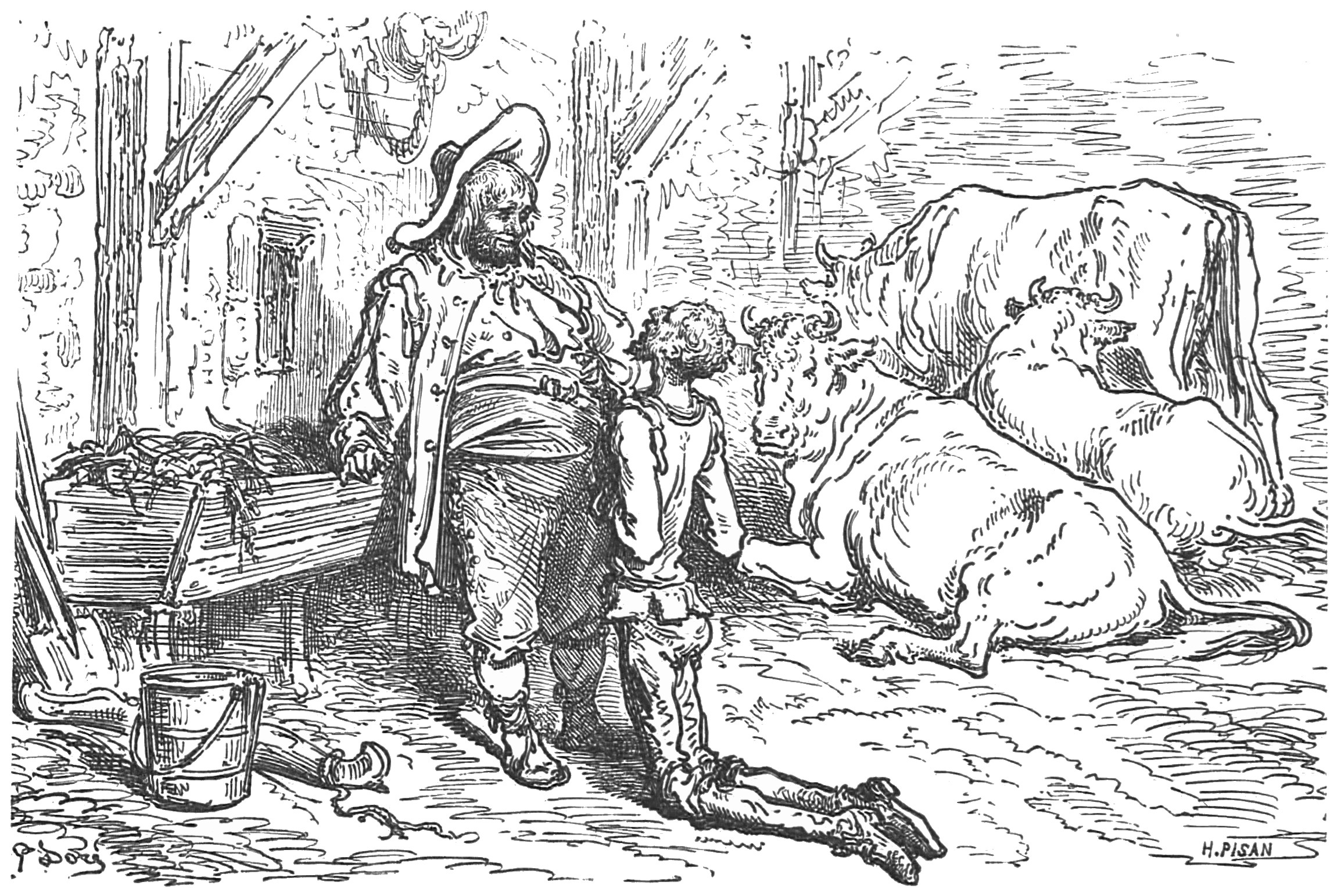
"Dom Quixote ajoelhado perante o estalajadeiro" (1863), de Gustave Doré

"E assim, com este pensamento a afligi-lo, abreviou a sua ceia, e quando acabou, chamou o estalajadeiro e levou-o para a cavalariça, e ajoelhou-se diante dele dizendo-lhe:
- Jamais me levantarei donde estou, valoroso cavaleiro, até que vossa senhoria me outorgue um dom que resultará em vossa honra e em favor do género humano..., é que amanhã, sem mais tardar, me armeis cavaleiro, e esta noite na capela deste vosso castelo velarei as armas,...":61
"O estalajadeiro que era um tanto manhoso, e entendia já a falta de juízo do seu hóspede, o que comprovou com tal pedido,...disse-lhe que naquele seu castelo não havia capela, pois fora derrubada para se fazer uma nova, mas que as armas se podiam velar em qualquer parte e que o poderia fazer num pátio do castelo, ...":62

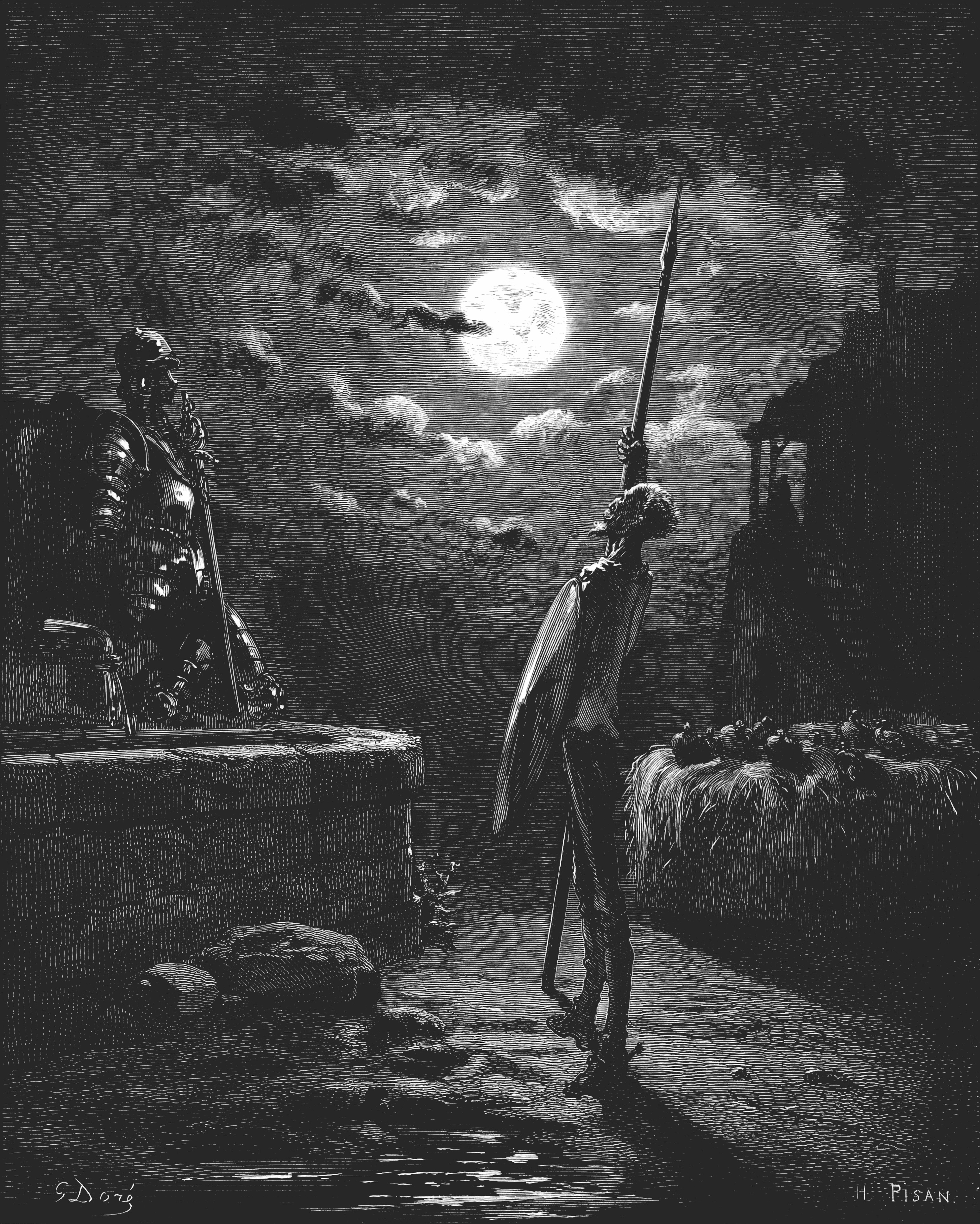
"Dom Quixote a velar armas" (1863), de Gustave Doré

"E assim, recolhendo as suas armas, Dom Quixote as colocou por cima de uma pia que estava junto a um poço... e com gentil compostura começou a passear diante da pia".:63
"Os companheiros dos feridos começaram a atirar pedras a Dom Quixote,...e antes que outra desgraça sucedesse, determinou o estalajadeiro dar-lhe depressa a ordem de cavalaria, ...que consistia na pescoçada e na espadeirada,...":66
"O estalajadeiro trouxe um livro onde assentava a palha e a cevada que dava aos arrieiros, e com um coto de vela que lhe trazia um rapaz, e perante as duas ditas donzelas, mandou ajoelhar a Dom Quixote e, lendo o livro como quem reza uma oração, tocou-lhe com a espada no pescoço e deu-lhe depois uma gentil espadeirada. Feito isto, mandou que uma das damas lhe cingisse a espada, o que ela fez com muita desenvoltura dizendo:

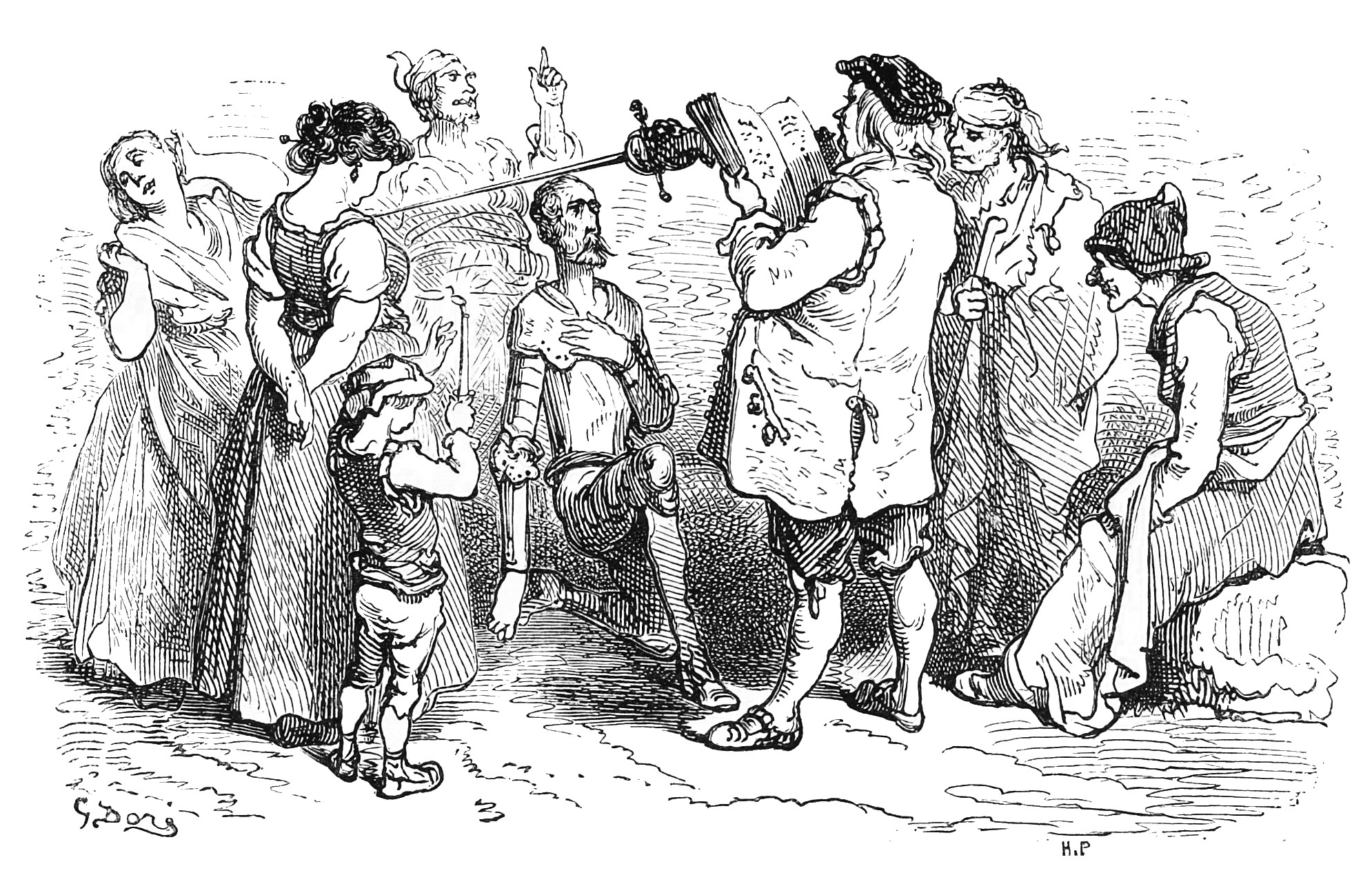
"Quixote armado cavaleiro" (1863), de Gustave Doré

- Deus faça vossa senhoria um muito venturoso cavaleiro e lhe dê sorte nas lides.":66
"Feita pois à pressa a cerimónia até então nunca vista, Dom Quixote selou rapidamente o Rocinante, abraçou o estalajadeiro agradecendo-lhe a mercê de o ter armado como cavaleiro, montou a cavalo e partiu, sem que o estalajadeiro lhe tivesse pedido o custo da pousada deixando-o ir embora.":68:69

### Capítulo IV Do que sucedeu ao nosso cavaleiro quando saiu da estalagem

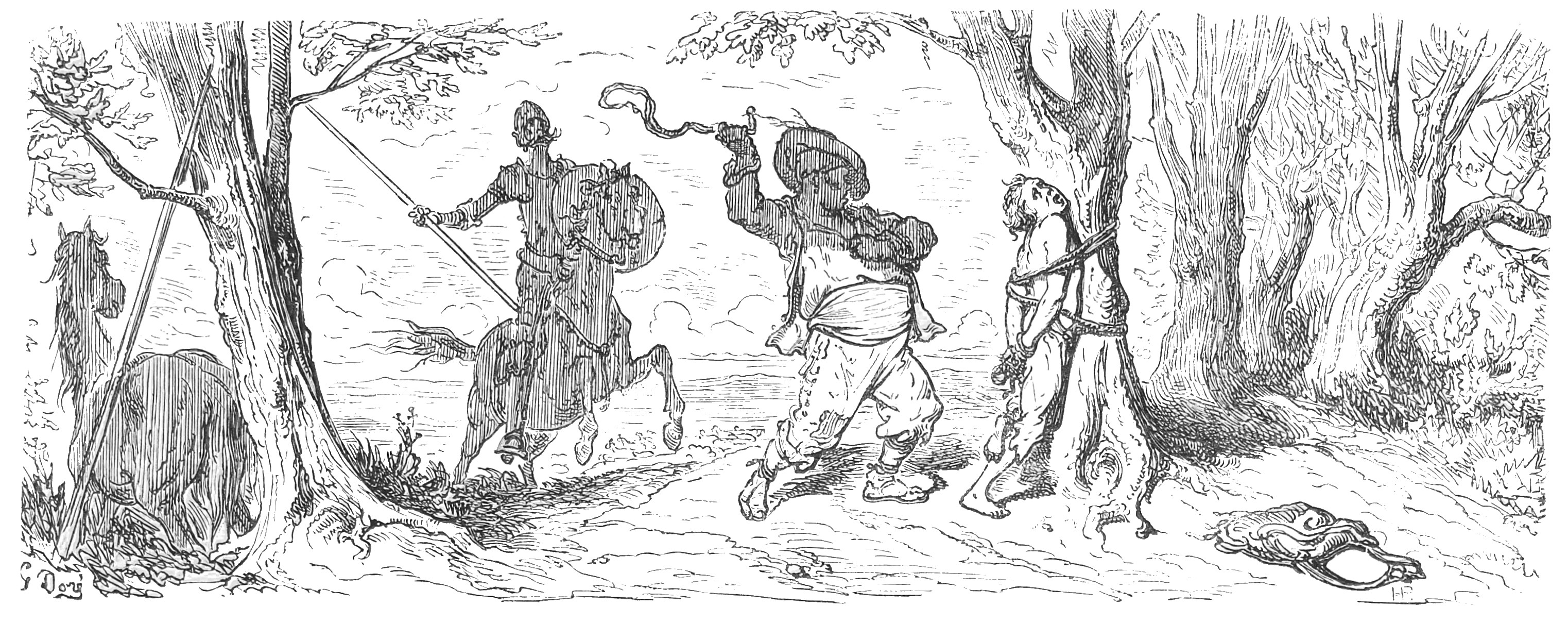
"Dom Quixote encontra o moço a ser vergastado" (1863), de Gustave Doré

"Dom Quixote saiu da estalagem contente destinado a volver a sua casa para recolher provisões e um escudeiro,.e não andara muito quando lhe pareceu ouvir alguém a queixar-se. Encaminhou o Rocuinante para onde ouvui vozes, e mais à frente viu uma égua atada a uma azinheira e noutra um rapaz de tronco nu o qual gritava porque um lavrador de bom porte lhe dava açoites com uma correia.":71
"Dom Quixote, vendo o que se passava gritou:

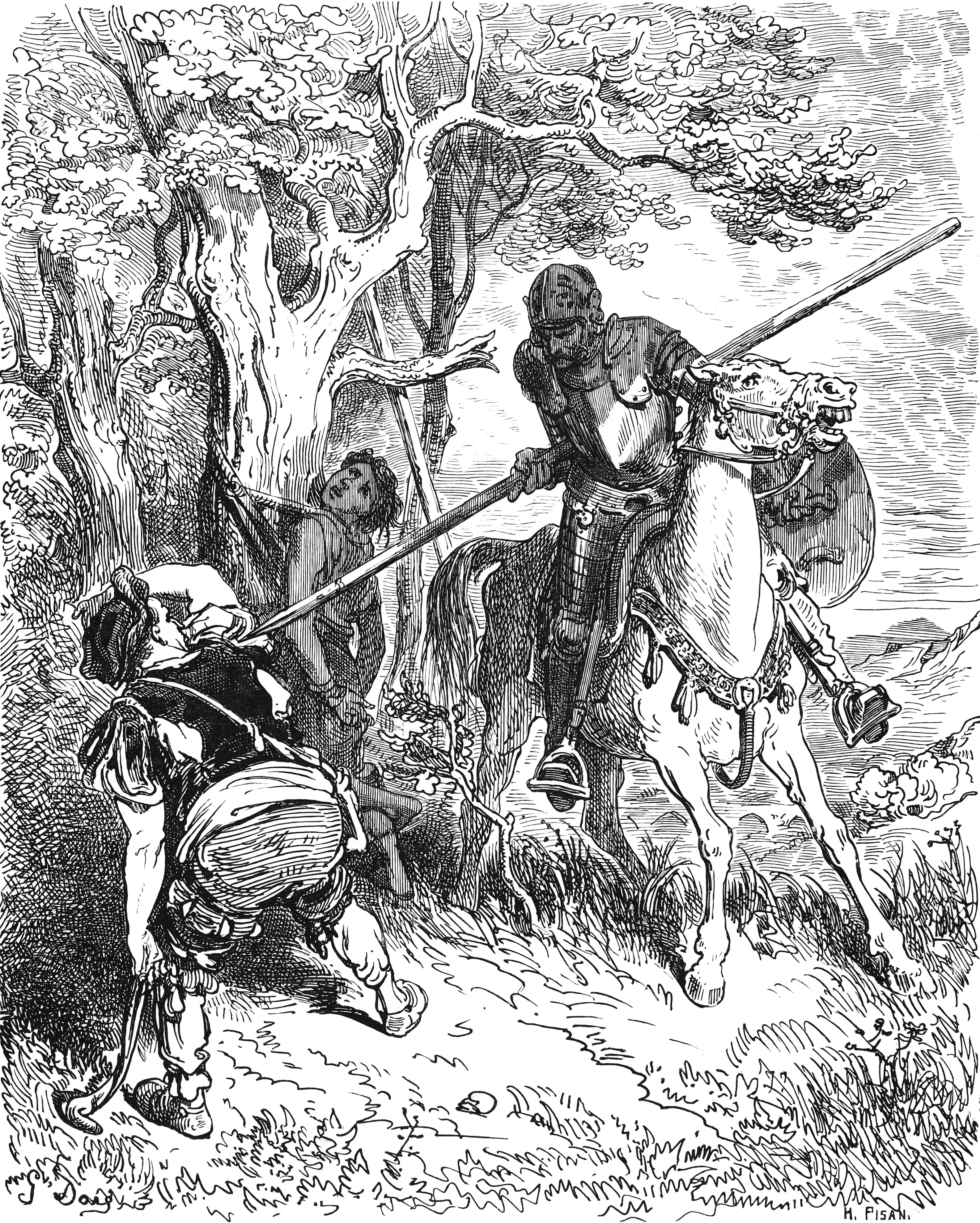
"Dom Quixote investe contra o ruim vilão" (1863), de Gustave Doré

- Ó descortês cavaleiro, mal parece bateres a quem não pode defender-se. Monta o teu cavalo e pega na tua lança (que estava arrumada à azinheira) e eu te farei ver que é de cobarde o que estás a fazer.":72
"O lavrador, vendo vir contra si aquela figura brandindo a lança sobre o seu rosto, julgou que morria e respondeu ao cavaleiro:
- Estou a castigar este meu criado que me guarda um rebanho de ovelhas e é tão descuidado que perde uma em cada dia. E ele diz que o castigo por velhacaria, para não lhe pagar a soldada que lhe devo".:73
O lavrador soltou o jovem e comprometeu-se a pagar-lhe, mas assim que Dom Quixote se foi embora voltou a atá-lo na azinheira e deu-lhe tantos açoites que o deixou quase morto.:72:76
Dom Quixote continuara caminho muito contente com o princípio das suas cavalarias quando encontrou um grande tropel de gente, que eram seis mercadores de Toledo com guarda-sóis de sela e quatro criados a cavalo e três moços de mulas pé, para quem Dom Quixote gritou:
- Alto a toda a gente, se não confessarem que a mais bela do mundo é a sem-par Dulcineia de Toboso.

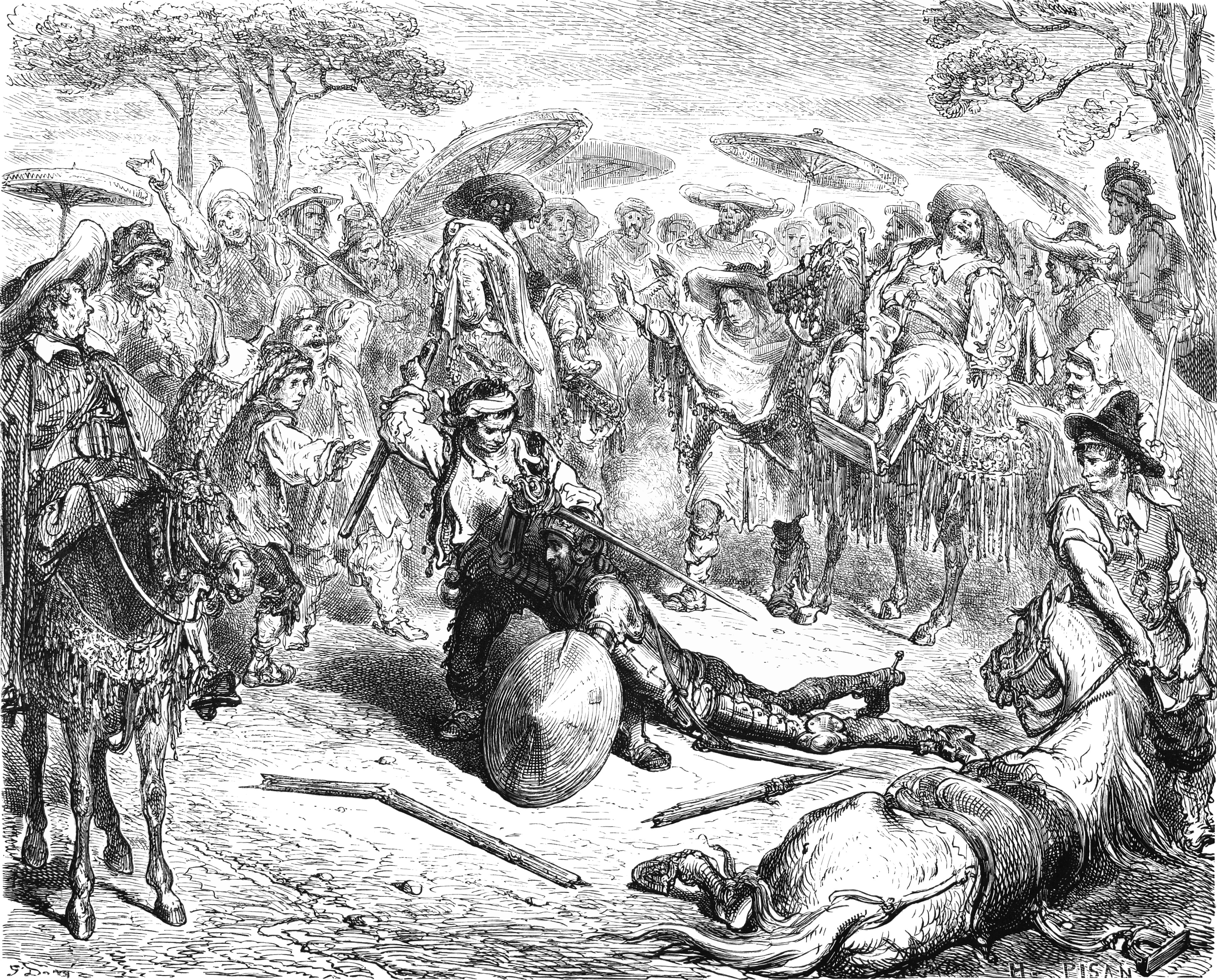
"Dom Quixote é sovado pelo criado dos mercadores" (1863), de Gustave Doré

Ao que um deles respondeu que tal não podiam dizer porque não a conheciam e se assim era que ele a mostrasse.
Irado com a resposta, Dom Quixote investiu com a lança baixa contra o que respondera, mas o Rocinante tropeçou e caiu e com ele o seu dono que rebolou no chão.

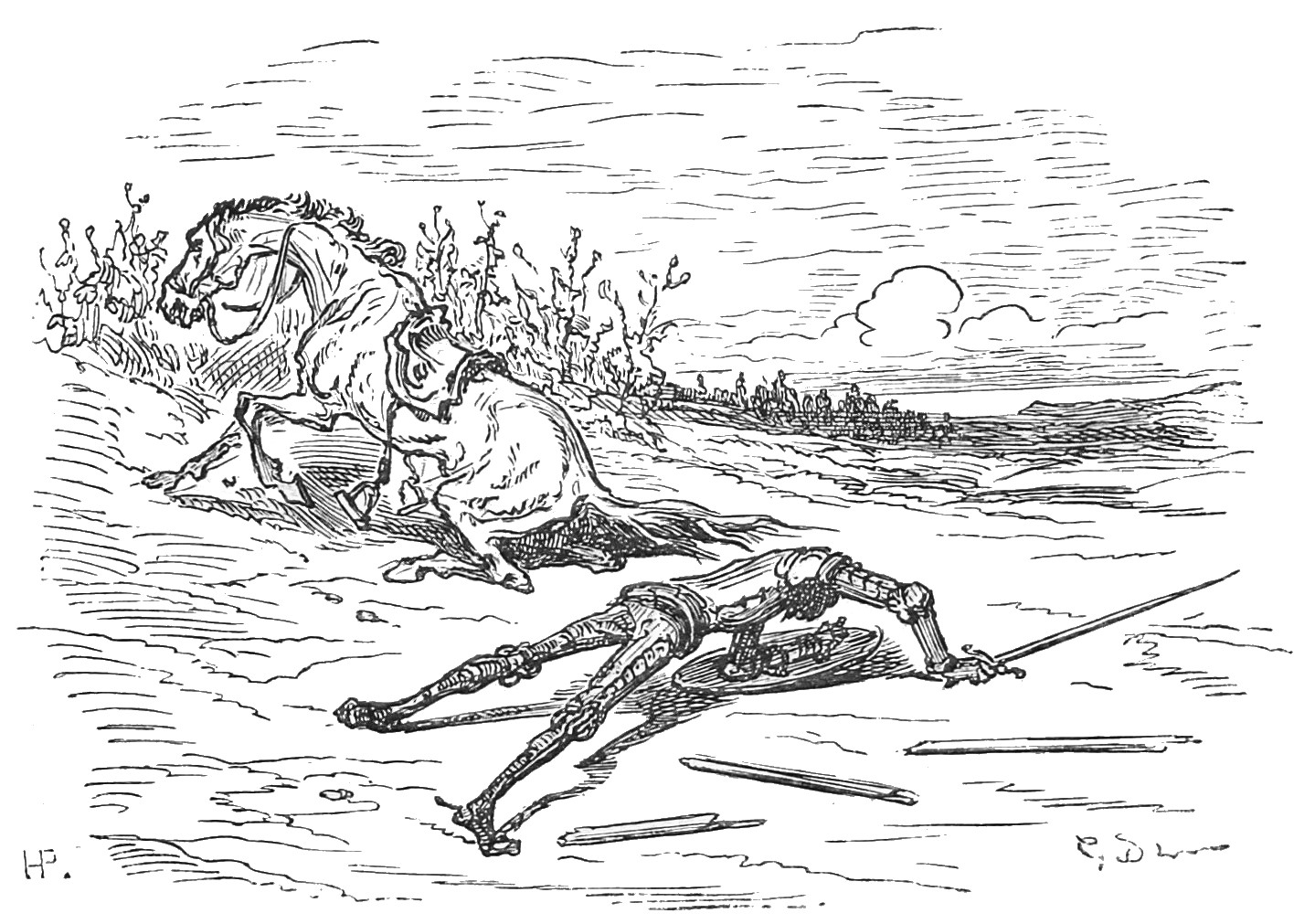
"Dom Quixote desfalecido" (1863), de Gustave Doré

Nisto um dos moços das mulas apanhou a lança e quebrou-a em pedaços e com estes começou a bater em Dom Quixote e deu-lhe tantas pauladas que este ficou miseravelmente caído.:75:78
Cansou-se o moço e os mercadores foram-se embora deixando o pobre Dom Quixote desancado, e quando se viu só tentou levantar-se, e mesmo assim se dizia com sorte pois aquela desgraça era própria dos cavaleiros andantes atribuindo o mal sucedido à falha do seu cavalo.:78

### Capítulo V Onde continua a narrativa da desgraça do nosso cavaleiro

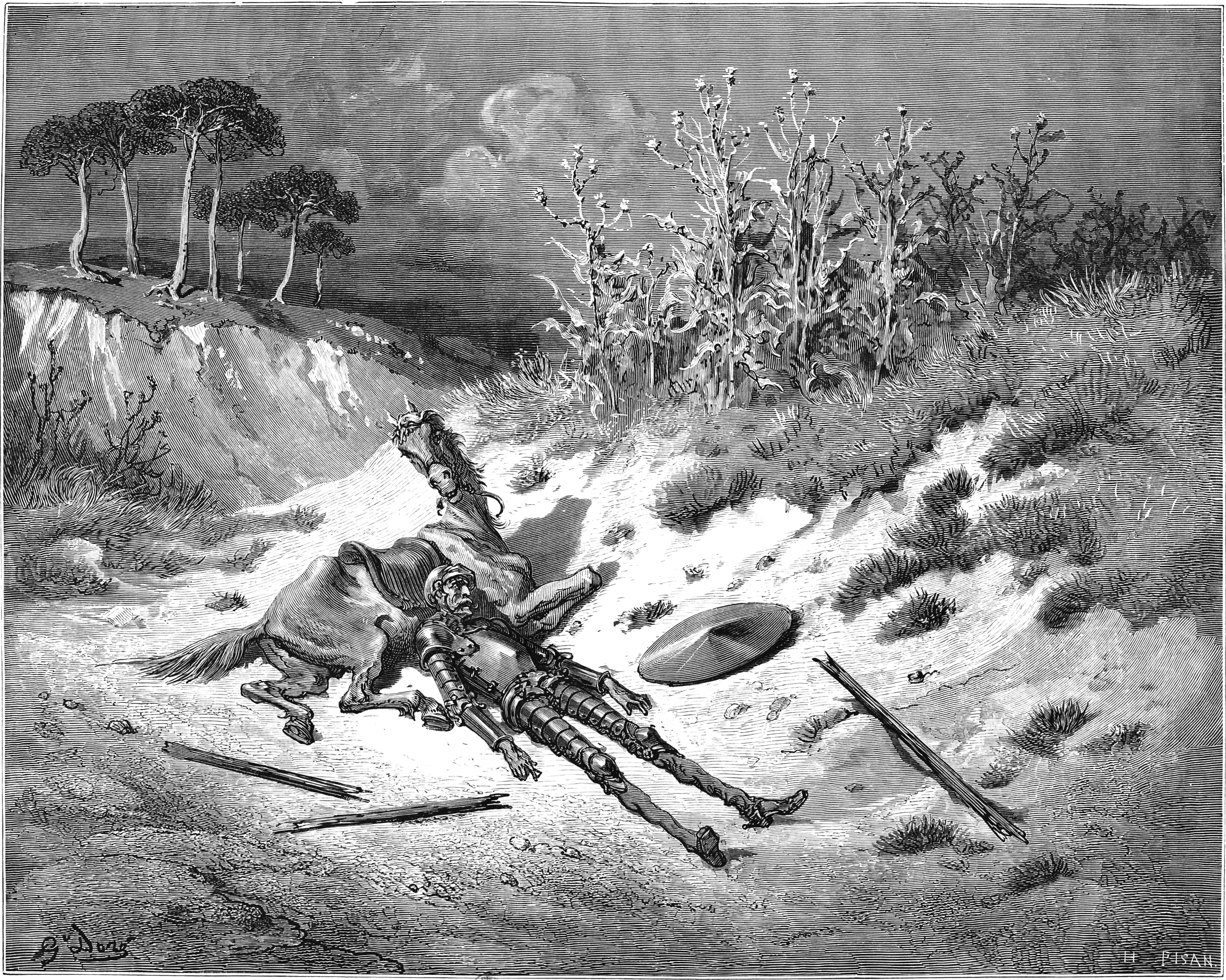
Dom Quixote abatido (1863), de Gustave Doré

Vendo que não podia mover-se, Dom Quixote lembrou-se do seu remédio habitual, que era pensar nalguma passagem dos seus livros, e veio-lhe à memória o de Valdovinos e do Marquês de Mântua, e começou a recitar:
"- Onde está, senhora minha, que não te dóis do meu mal? Ou não sabes, senhora, ou és falsa e desleal.":81

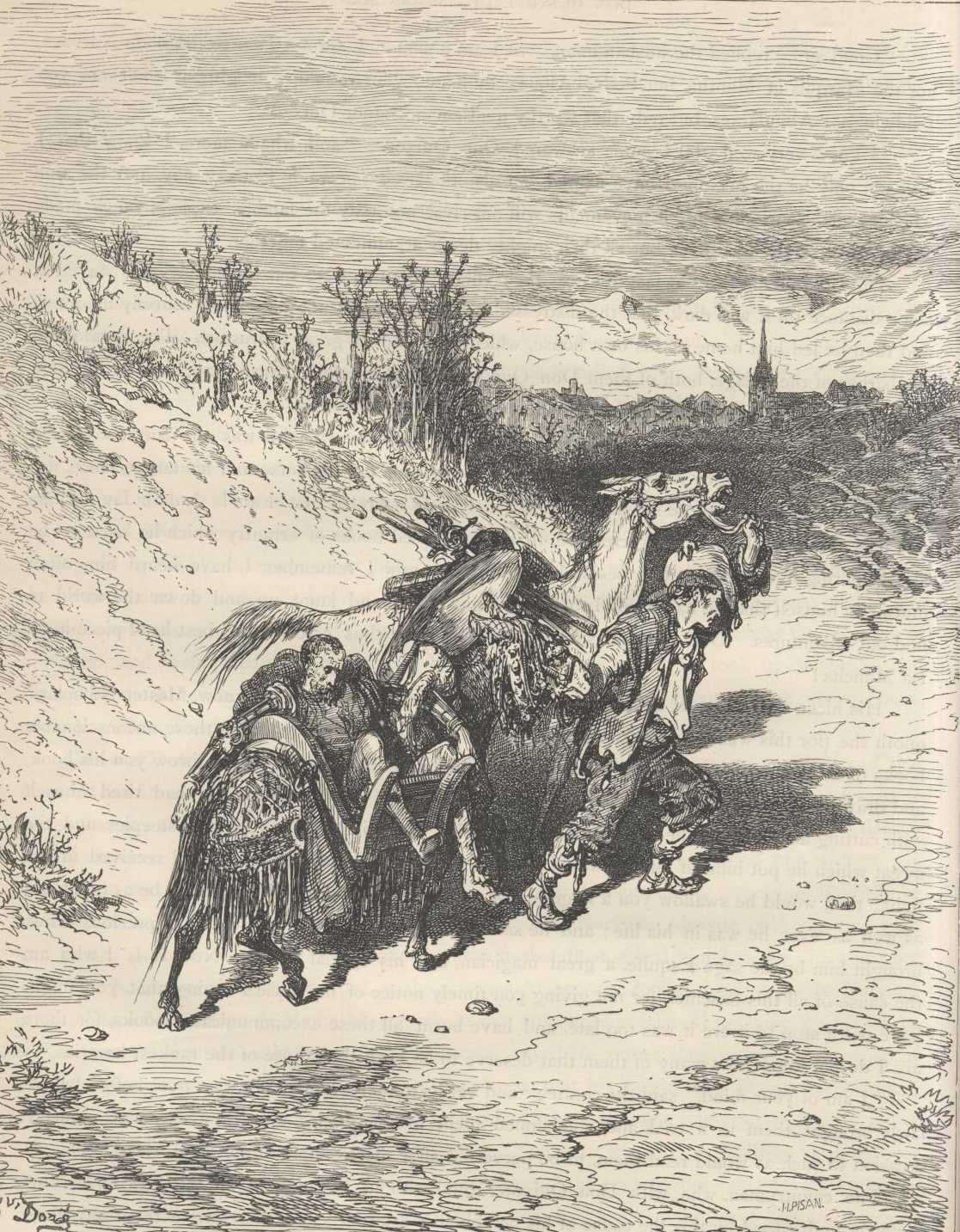
Dom Quixote é ajudado por um lavrador seu vizinho (1863), de Gustave Doré

Por sorte, aconteceu passar por ali um lavrador seu vizinho que tinha ido levar uma carga de trigo ao moinho, o qual, quando o viu ali estendido, lhe perguntou quem era e porque assim estava tão combalido. Dom Quixote julgando que estava a falar com o Marquês de Mântua respondeu-lhe em conformidade com a trama do romance de cavalaria. O lavrador admirado de ouvir tais disparates, tirou-lhe a viseira, que estava desfeita das pauladas, limpou-lhe o rosto e reconheceu-o:
- Senhor Quijana (assim era o verdadeiro nome de Dom Quixote antes de se tornar em cavaleiro andante), quem o deixou neste estado?:81:82

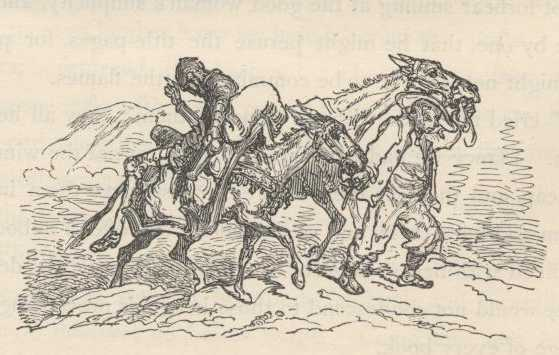
Dom Quixote acompanhado pelo lavrador vizinho (1863), de Gustave Doré

O lavrador tirou-lhe a couraça do peito mas não encontrou sangue nem ferida. Com dificuldade montou Dom Quixote no seu burro, recolheu as armas do cavaleiro e amarrou-as no Rocinante e pegando nas rédeas dos dois animais dirigiu-se para o povoado, ouvindo os disparates que Dom Quixote, moído e quebrantado, ia dizendo entremeadas com suspiros.:82
Quando o lavrador lhe perguntou como ia, respondeu-lhe Dom Quixote conforme uma das histórias de Diana de Jorge de Montemor, confirmando o lavrador que o seu vizinho estava louco e ansiando para que chegassem depressa ao destino.:82

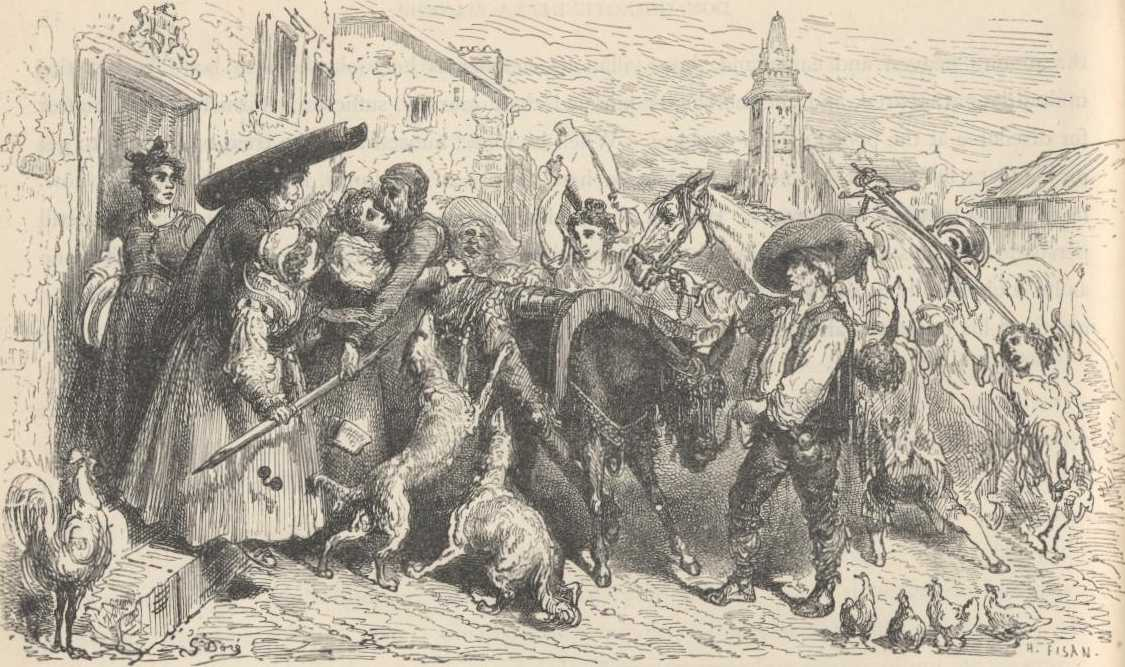
Dom Quixote chega a casa (1863), de Gustave Doré

Chegaram ao povoado quando anoitecia e dirigiram-se a casa de Dom Quixote que encontraram toda alvoroçada estando nela o padre e o barbeiro, que eram grandes amigos de Quixote, e a ama deste que dizia ao padre que já há três dias que o seu patrão não aparecia, faltando o cavalo e as armas, e que a culpa só podiam ser os malditos livros de cavalaria que ele lia tão habitualmente que lhe deram volta ao juízo. E que o ouvira dizer muitas vezes que queria armar-se como cavaleiro andante e ir em busca de aventuras.:85
O mesmo disse a sobrinha de Dom Quixote que se sentia culpada por não os ter avisado, para remediarem antes de ter chegado aquele ponto, mediante a queima daqueles excomungados livros, tendo o padre referido que não passaria do dia seguinte sem que eles fossem condenados ao fogo, para que não fizessem a mais ninguém o mal que haviam feito ao seu bom amigo.:85:86

### Capítulo VI Do donairoso e grande exame que o padre e o barbeiro fizeram na livraria do nosso engenhoso fidalgo

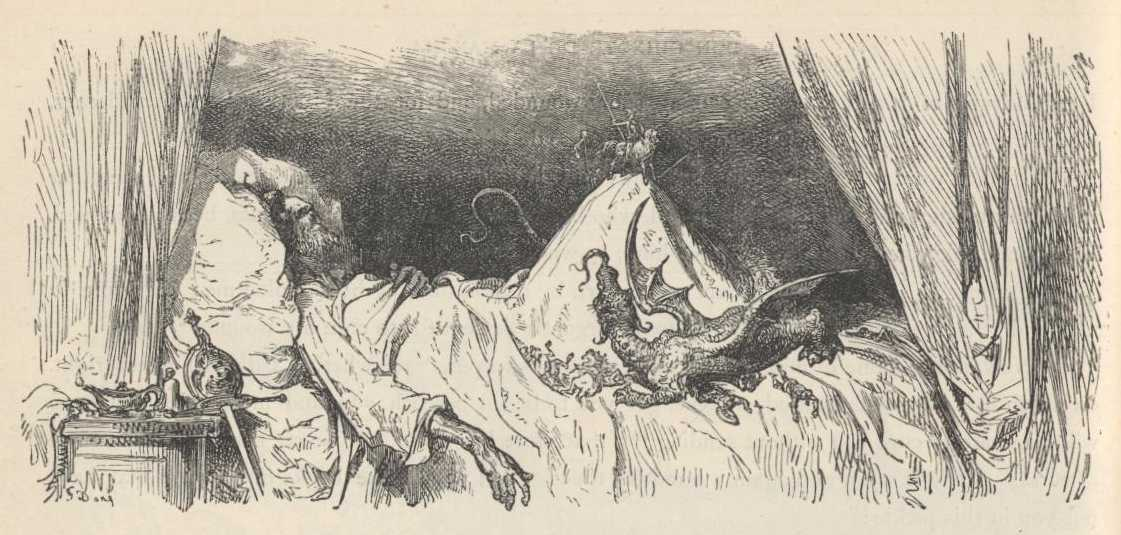
Dom Quixote convalescente (1863), de Gustave Doré

Enquanto D. Quixote ainda dormia, o Cura o Barbeiro e a Ama entraram no aposento onde estavam os livros danosos e encontraram mais de cem corpos de livros grandes muito bem encadernados e outros pequenos. Enquanto a ama queria deitá-los todos pela janela para o terreiro para queimá-los, o Cura pediu para que lhos dessem um a um, pois podia achar alguns que não merecessem o castigo do fogo.:89

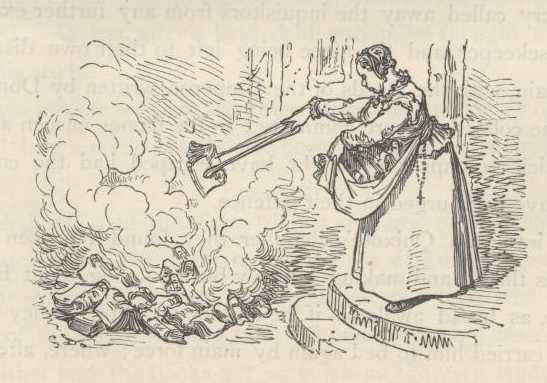
A queima dos livros (1863), de Gustave Doré

Os que o cura assinalou como merecedores de serem livres do fogo foram:
- Os Quatro de Amadis de Gaula (que o Cura, e bem assim Cervantes, considerava o primeiro livro de cavalarias impresso em Espanha);[3]:89
- Palmeirim de Inglaterra que Cervantes julgava ser da autoria de um "discreto rei de Portugal";[3]:93
- Belianís da Grécia que Cervantes considerava que tinha partes que mereceriam ser suavizadas da muita cólera que tinham e que, por isso sendo salvo da fogueira, devia ficar em recato para não ser lido até ser melhorado;[3]:93
- História do Famoso Cavaleiro Tirante o Branco que o Cura/Cervantes considerava achar nele um tesouro de contentamento e uma mina de passatempos.[3]:93

### Capítulo VII Da segunda saída do nosso bom cavaleiro Dom Quixote de La Mancha

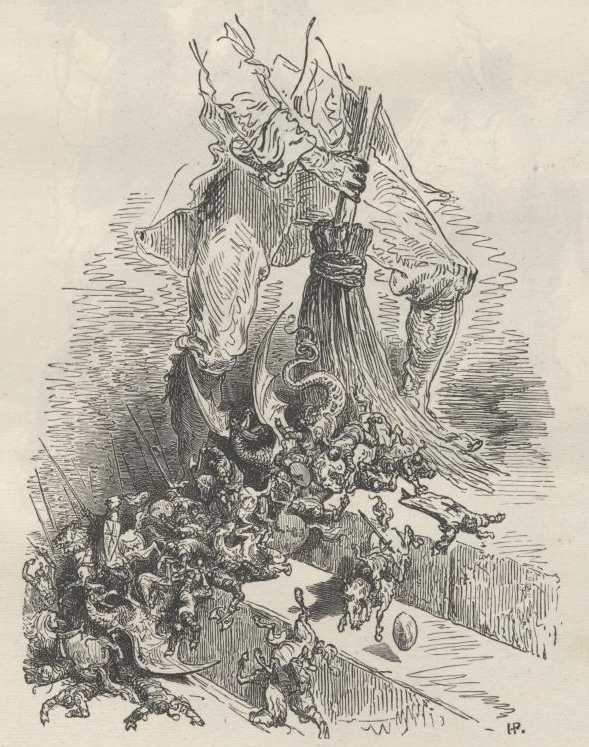
A Varredura das histórias fantásticas (1863), de Gustave Doré

Nisto ouviram D. Quixote falar alto dirigindo-se a outros cavaleiros como se estivesse num torneio. E para lhe acudir pararam o exame dos livros, dizendo o Narrador que alguns, como A Caroleia de Jerónimo Sempere e Leão de Espanha de Pedro V. Castellanos, teriam sido livres do fogo se acaso o Cura os tivesse analisado.:99

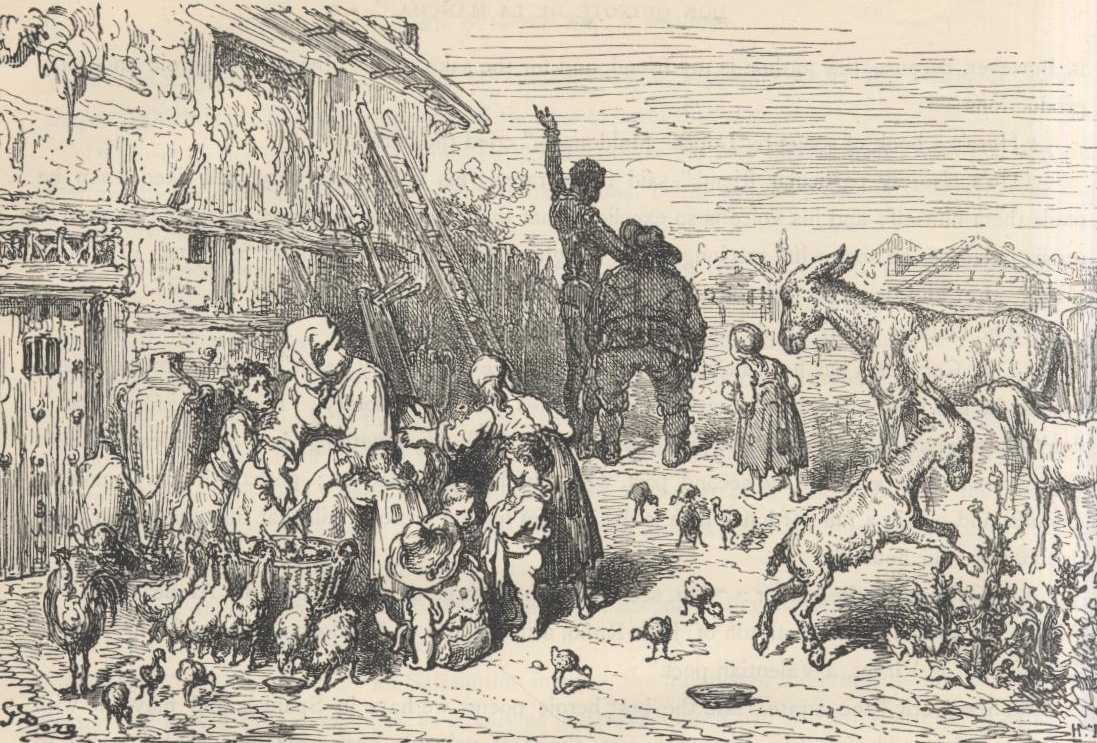
D. Quixote convence Sancho Pança (1863), de Gustave Doré

Quando chegaram junto de D. Quixote, que estava já levantado, sossegaram-no e fizeram-no deitar. Depois deram-lhe de comer e ele ficou de novo adormecido. Determinaram então murar a entrada do aposento que servia de biblioteca e que lhe diriam quando acordasse que um mágico havia levado os livros e todo o aposento onde estes estavam. Quando acordou, e procurou pelos livros, disse-lhe a sobrinha:

- Qual aposento vossa senhoria procura? Já não há biblioteca nem livros nesta casa, pois tudo o diabo levou.:100
- Pois deve ter sido um sábio encantador, um grande inimigo meu, que me tem mal-querer,...mas bem pouco poderá ele contradizer, ou evitar, o que pelo céu está determinado.:101

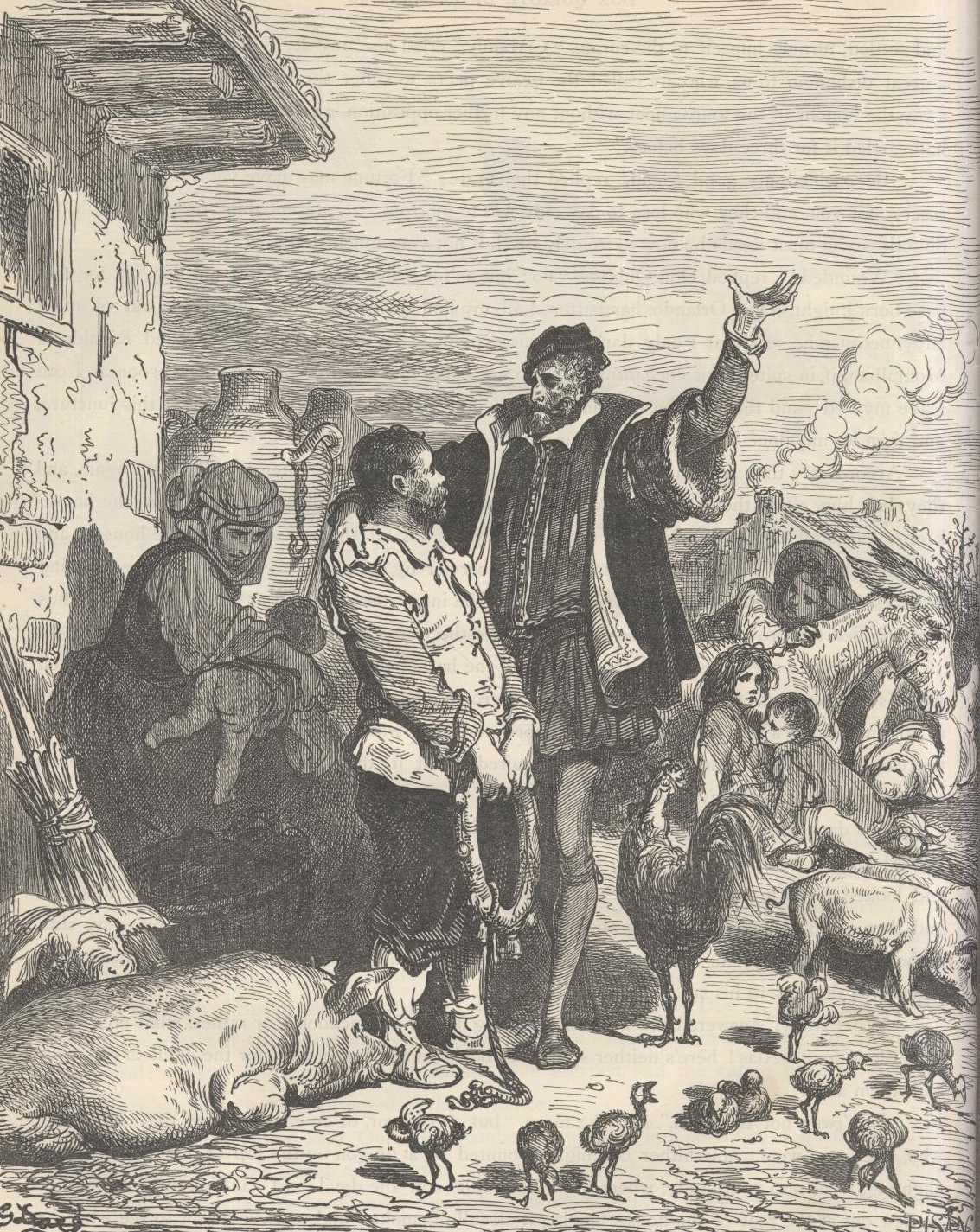
D. Quixote convence Sancho Pança (1863), de Gustave Doré

Passaram-se quinze dias tendo D. Quixote permanecido em casa, dizendo aos seus dois compadres, o Cura e o Barbeiro, de que a coisa que o mundo mais necessitava era de cavaleiros andantes, quando decidiu convocar um lavrador seu vizinho, Sancho Pança, homem de bem, se este título se pode dar, segundo Narrador, a quem é pobre. E tanto lhe disse e lhe prometeu que convenceu o pobre lavrador a partir com ele e a servir-lhe de escudeiro.:101
Disse D. Quixote a Sancho Pança que poderia acontecer que ele ganhasse, de um momento para o outro, uma ilha, e que ele D. Quixote a daria de governo a Sancho Pança. E com estas e outras promessas Sancho Pança aceitou ser escudeiro, deixando a mulher e os filhos.:101
Combinaram o dia e a hora de partida tendo decidido Sancho Pança levar um burrito, ao que D. Quixote fez algum reparo, pois não se lembrava de algum cavaleiro andante ter sido acompanhado por escudeiro montado em burro, mas que haveria de o prover de cavalo na próxima oportunidade. E assim, sem que despedissem de ninguém, partiram os dois de noite.:101:102

### Capítulo VIII Do bom sucesso que o valoroso Dom Quixote teve na espantosa e nunca imaginada aventura dos moinhos de vento, com outros sucessos dignos de feliz recordação

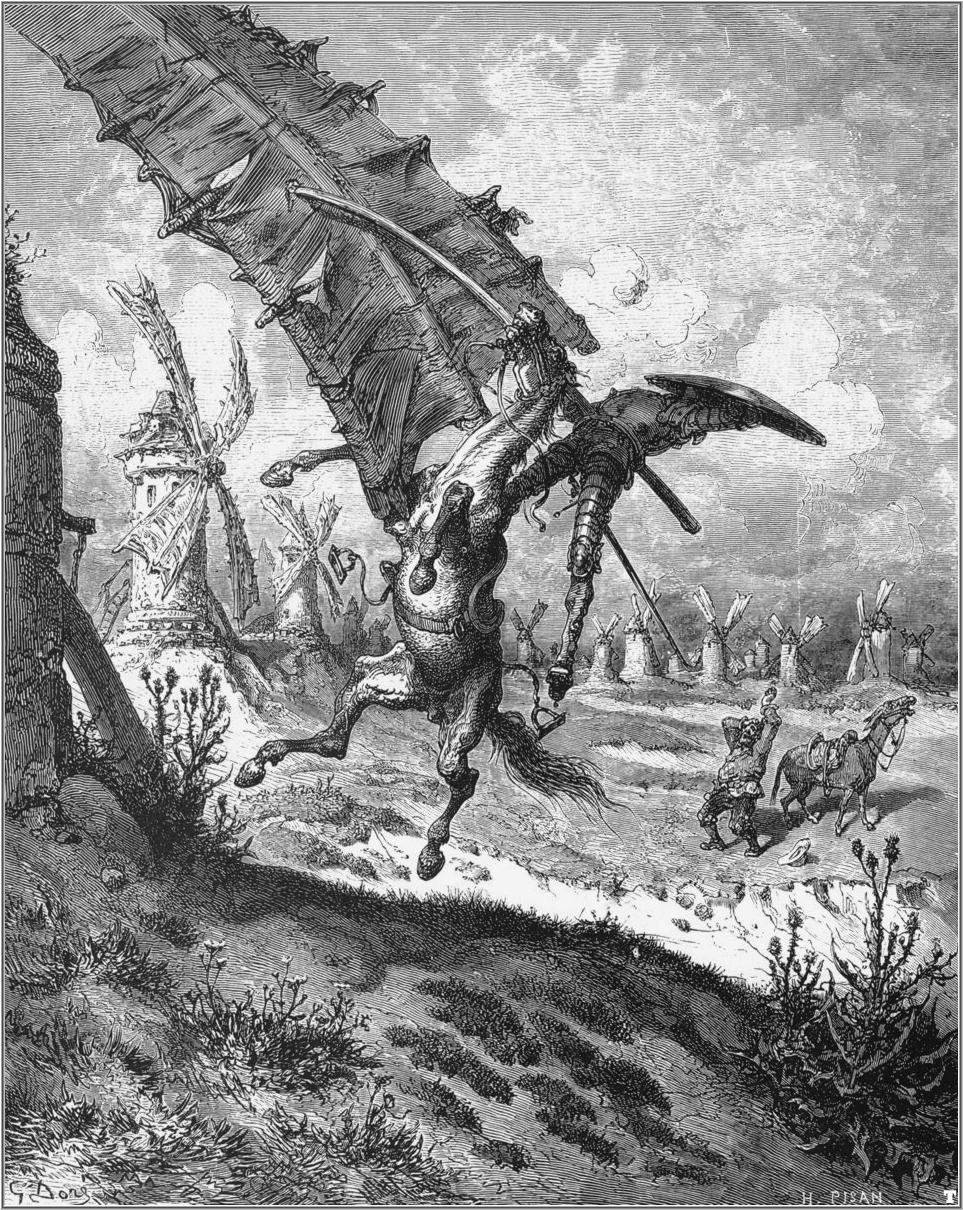
Dom Quixote investe contra um gigante (moinho de vento) (1863), de Gustave Doré

Nisto, descobriram trinta ou quarenta moinhos de vento que havia naquele campo, e assim que os viu disse Dom Quixote ao seu escudeiro:

- A ventura vai guiando as nossas coisas melhor do que desejáramos, pois não vês ali, amigo Sancho Pança, trinta ou um pouco mais desaforados gigantes, aos quais vou dar batalha e a todos tirar a vida, com cujos despojos começaremos a enriquecer.

- Quais gigantes? - respondeu Sancho Pança, - Aquilo não são gigantes, mas moinhos de vento, e o que neles parecem braços são as aspas que movidas pelo vento fazem rodar a mó do moinho.

Ao que Dom Quixote respondeu:

- Bem se vê que não és versado nisto de aventuras. São gigantes, e se tens medo fica de lado em oração que vou travar com eles fera e desigual batalha.

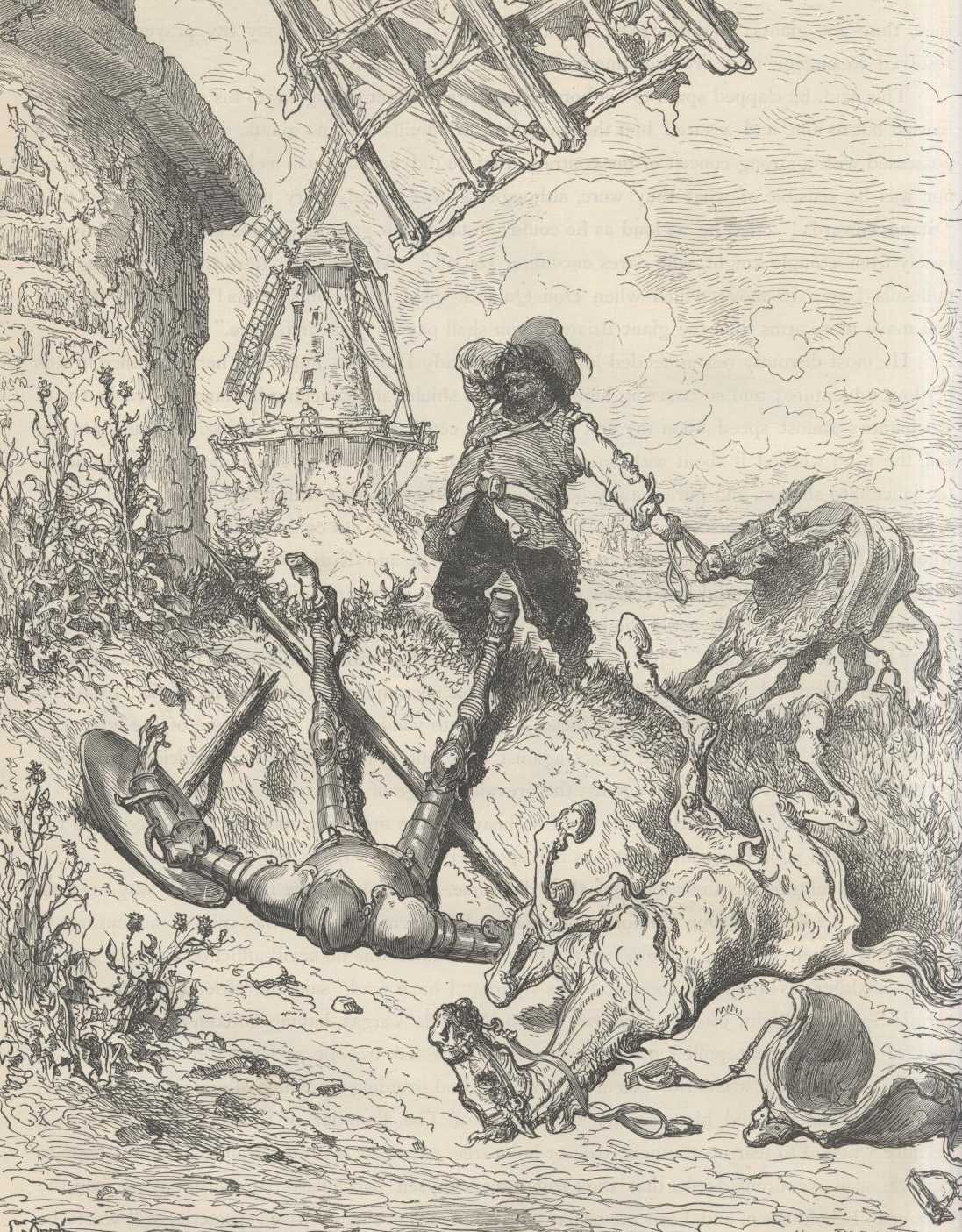
Dom Quixote caido após o ataque ao moinho (1863), de Gustave Doré

E dizendo isto, deu esporas no Rocinante e investiu contra o primeiro moinho que estava diante dele; e dando uma lançada na aspa, moveu-a o vento com tanta força que partiu a lança em pedaços levando atrás dela o cavalo e o cavaleiro que foi rolando muito maltratado pelo chão.:105:106
Acudiu Sancho Pança a socorrê-lo, tão depressa quanto o seu burro conseguia correr, e quando o alcançou julgou que ele não se conseguia mover.

- Não lhe disse eu que eram moinhos de vento, e que não o poderia ignorar quem não tivesse outros que tais na cabeça.

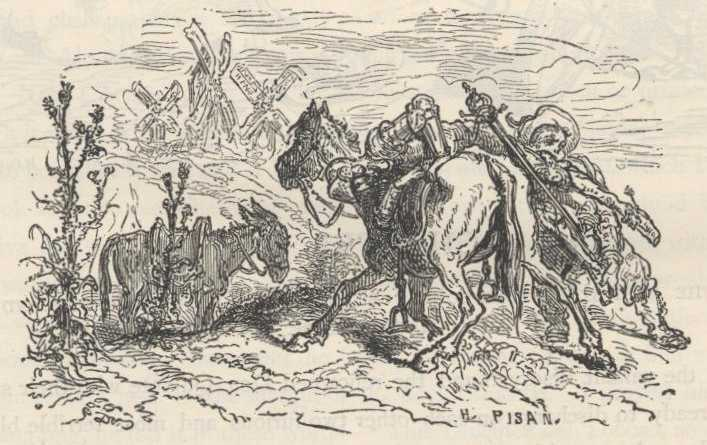
Sancho Pança ajuda Dom Quixote a montar no Rocinante (1863), de Gustave Doré

- Cala-te, amigo Sancho, que as coisas da guerra estão sempre em mudança, e que isto foi obra do mágico que me roubou a biblioteca e os livros e tornou os gigantes em moinhos, para me roubar a glória de os vencer.:106
E tendo Sancho ajudado Dom Quixote a levantar-se e a montar o Rocinante, que estava meio estropiado, falando da aventura porque haviam passado prosseguiram a caminho de Puerto Lápice.:106
Tendo os dois passado a noite entre umas árvores, quando no outro dia viajavam, aproximaram-se de dois frades beneditinos que vinham montados em mulas e traziam óculos de jornada e guarda-sóis de sela. Atrás destes, mas não sendo do mesmo grupo, vinha um coche guardado por quatro ou cinco homens a cavalo e ainda dois moços de mulas a pé. Vinha no coche uma dama da Biscaia que ia a Sevilha onde estava o marido que iria partir para as Américas.:108:109

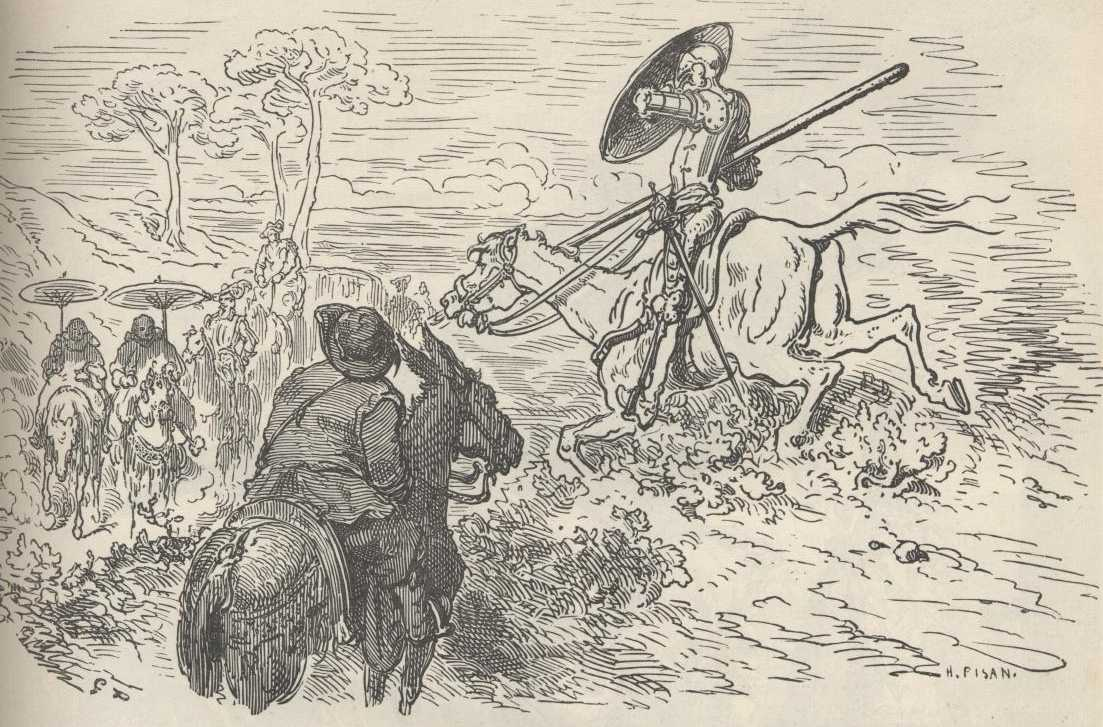
Dom Quixote encontra dois beneditinos e um coche (1863), de Gustave Doré

E disse Dom Quixote para o seu escudeiro que se não se enganava aquela iria ser a mais famosa aventura que já se vira. Respondeu Sancho Pança que iria ser pior que a dos moinhos de vento, pois os frades eram de S. Bento e o coche parecia ser de gente importante, e que tivesse isso bem em conta não estivesse o diabo a enganá-lo.:110
E pouco depois D. Quixote picou o Rocinante e de lança baixa arremeteu contra o primeiro frade que caiu e o segundo espicaçou a mula e fugiu. Sancho Pança tentou tirar as vestes ao frade caído no que foi impedido pelos dois moços das mulas que o sovaram e o deixaram caído sem alento. O frade que caira aproveita a folga, monta na sua mula e foge para junto do outro frade.:110
Entretanto D. Quixote desafiou um dos escudeiros que acompanhavam o coche e começaram a lutar à espada montados. Ia muito sanguinolenta a luta entre os dois, quando o Narrador interrompe a narrativa e deixa pendente a história desta luta para ser acabada no capítulo seguinte.:113

### Capítulo IX Onde se conclui e dá fim à estupenda batalha que o galhardo Biscainho e o valente Manchego tiveram

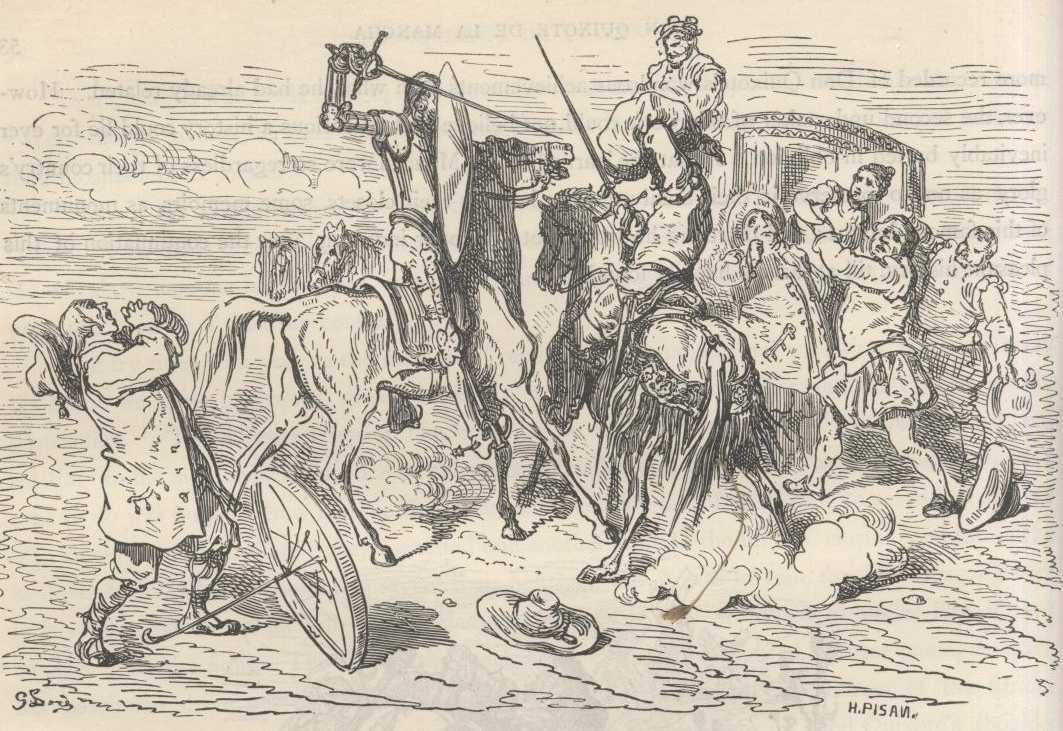
Dom Quixote em luta com o escudeiro Biscainho (1863), de Gustave Doré

O Narrador refere que a anterior parte desta história deixara o biscainho e Dom Quixote com as espadas ao alto e nuas, no ensejo de descarregarem dois tremendos golpes que se acertassem dividiriam de alo a baixo os dois contendores como se fossem uma romã.:115
Depois conta como chegou ao conhecimento da história. Que encontrou à venda em Toledo por um rapaz uns cartapácios com caracteres arábicos. E que depois de comprar os cartapácios contratou com um conhecedor do árabe a sua tradução mediante duas arrobas de passas e duas fanegas de trigo.:116:118

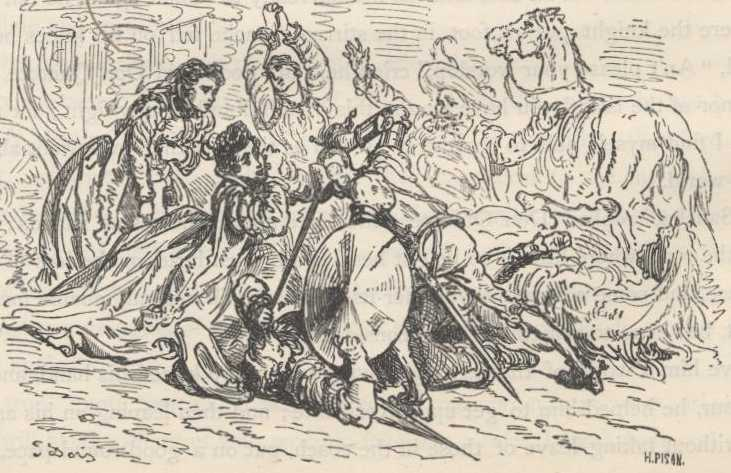
As Damas pedem a Dom Quixote para poupar a vida do escudeiro Biscainho (1863), de Gustave Doré

E que no primeiro dos livros estava contada a batalha de Dom Quixote com o biscainho. E que estando eles com as espadas levantadas, cobrindo-se um com a sua rodela e o outro com a almofada, o Biscainho foi o primeiro a descarregar o golpe com muita força que acertou no ombro de Dom Quixote sem fazer grande dano senão levar-lhe metade da orelha. E que a reação de Dom Quixote foi de tal fúria que acertando em cheio na almofada fez ao Biscainho deitar sangue pelos nariz, boca e ouvidos, que perdeu o equilíbrio, perdeu os estribos, a mula começou a correr e deu com o dono dela em terra.:118:120
Dom Quixote saltou do seu cavalo e, pondo-lhe a ponta da espada nos olhos, disse-lhe que se rendesse. E estava mal o Biscainho quando as duas senhoras do coche que com grande preocupação tinham presenciado a luta e pediram a Dom Quixote muito encarecidamente que perdoasse a vida àquele seu escudeiro. Ao que Dom Quixote respondeu:

-Por certo, formosas senhoras, com uma condição: que este cavaleiro vá ao lugar de Toboso e perante a sem par Dona Dulcineia faça o que for da vontade dela.:121

### Capítulo X Do que mais sucedeu a Dom Quixote com o Biscainho e do perigo em que se viu com uma caterva deiangueses

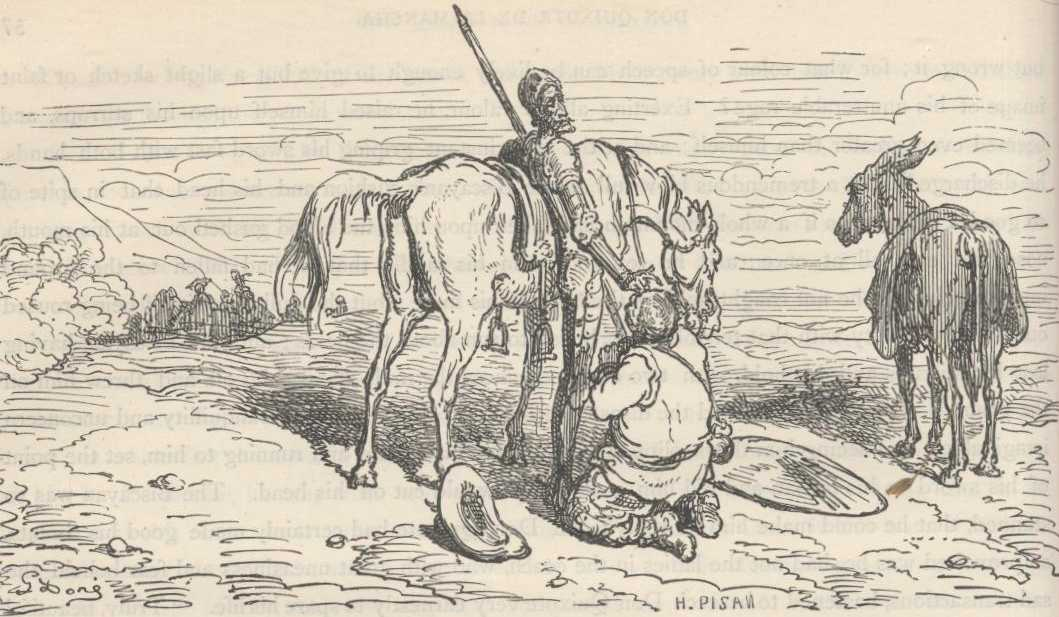
Sancho Pança pede a Dom Quixote que lhe dê a ilha prometida (1863), de Gustave Doré

Tendo-se levantado Sancho Pança, algo maltratado pelos moços dos frades, e tendo estado atento à luta de Dom Quixote com o Biscainho, quando esta acabou e vendo Dom Quixote montar o Rocinante, aproximou-se dele, beijou-lhe a mão e disse-lhe:

- Queira Dom Quixote dar-me o governo que nesta luta ganhou, que por grande que seja, eu me sinto com forças de a saber governar, tanto e tão bem como qualquer outro que haja governado ilhas no mundo.:123

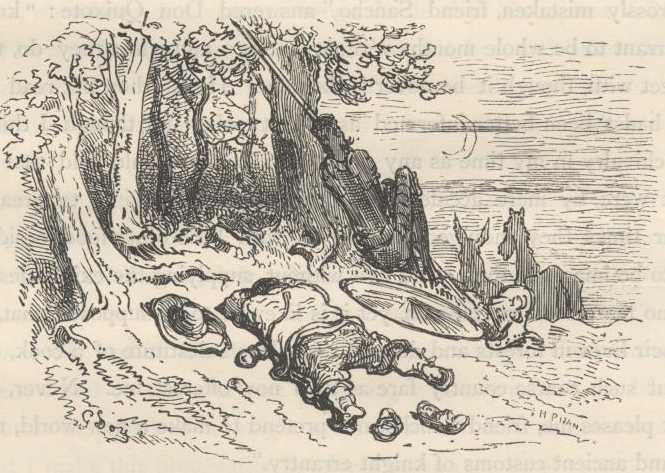
Dom Quixote e Sancho Pança pernoitam ao relento (1863), de Gustave Doré

Ao que Dom Quixote lhe respondeu que aquela aventura, e outras semelhantes, não eram aventuras de ilhas, mas de encruzilhadas, nas quais não se ganha outra coisa que não seja a cabeça partida, ou uma orelha a menos. Que Sancho tivesse paciência, que outras aventuras virão tais que ele poderá não somente fazê-lo governador de uma ilha, mas muito mais.:123
Sancho avisa que se haveriam de se proteger numa igreja de serem presos pela Santa Irmandade, pelo mal que fizera aos beneditinos, o que foi menosprezado por Dom Quixote, e assim prosseguiram viagem, tendo Dom Quixote que se esquecera de trazer um bálsamo de Ferrabrás que lhe curaria a orelha, mas que conhecendo a fórmula mágica de a ter lido em livros de cavalaria, a daria a conhecer a Sancho para ele a produzir.:124
Comeram a parca merenda que Sancho tinha nos alforges, uma cebola e um pouco de queijo e alguns bocados de pão, e porque o sol já punha, e estando longe de alcançar uma povoação, o que muito pesou a Sancho, pernoitaram a céu descoberto, o que agradou a Quixote pois era prova da sua cavalaria.:126:127

### Capítulo XI Do que sucedeu a Dom Quixote com uns Cabreiros

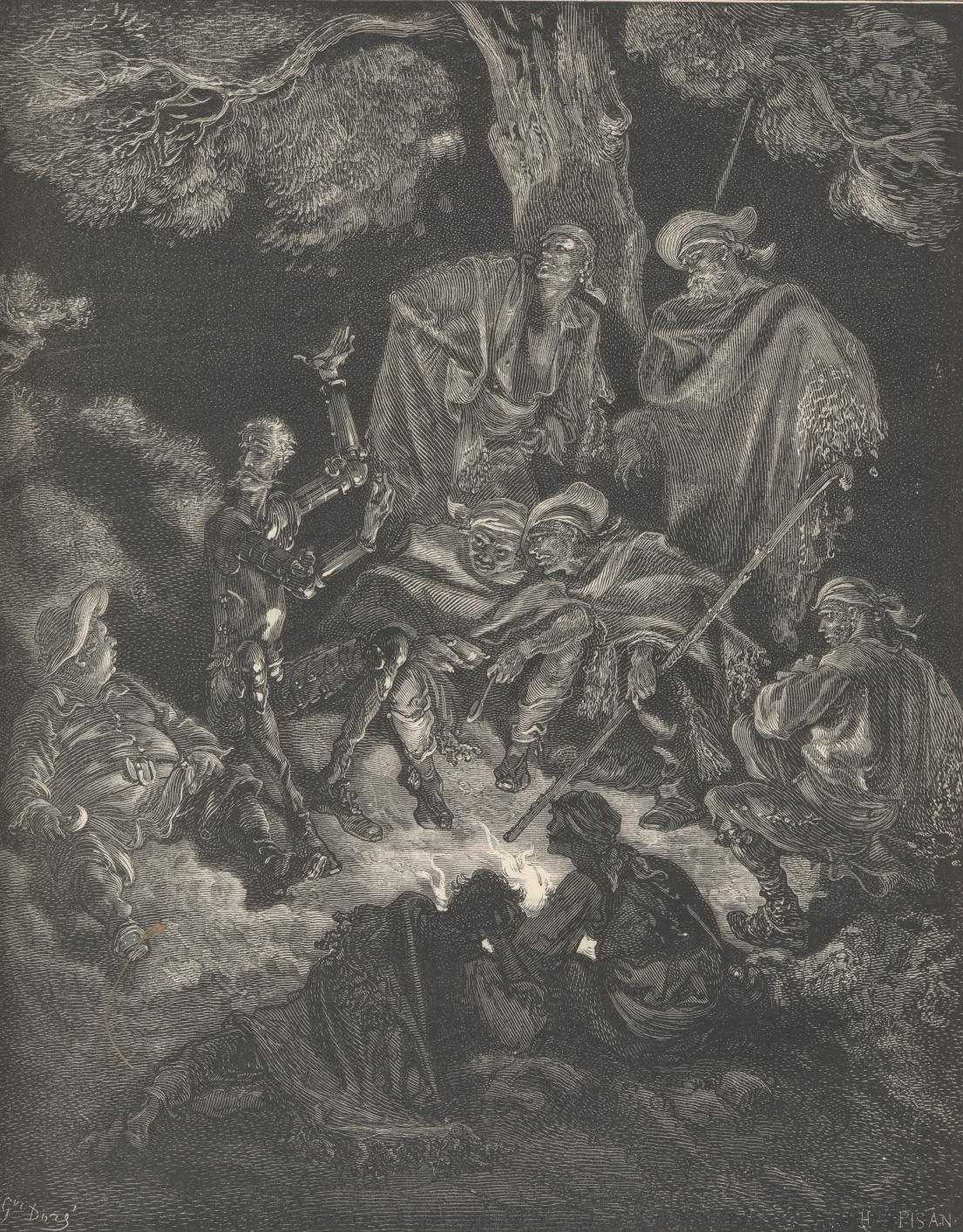
Discurso de Dom Quixote aos Cabreiros (1863), de Gustave Doré

Foram acolhidos de boa mente pelos cabreiros que os convidaram para jantar. Estenderam no chão umas peles de ovelhas para servir de mesa onde colocaram a carne que havia para comer, tendo os seis cabreiros que havia na malhada se sentado à volta e convidado Dom Quixote a sentar-se numa gamela virada de boca para baixo. Estando Sancho de pé para servir Dom Quixote com um copo que era feito de chifre este pediu-lhe que se sentasse ao seu lado, ao que Sancho respondeu que preferia boa comida a boa companhia.:7

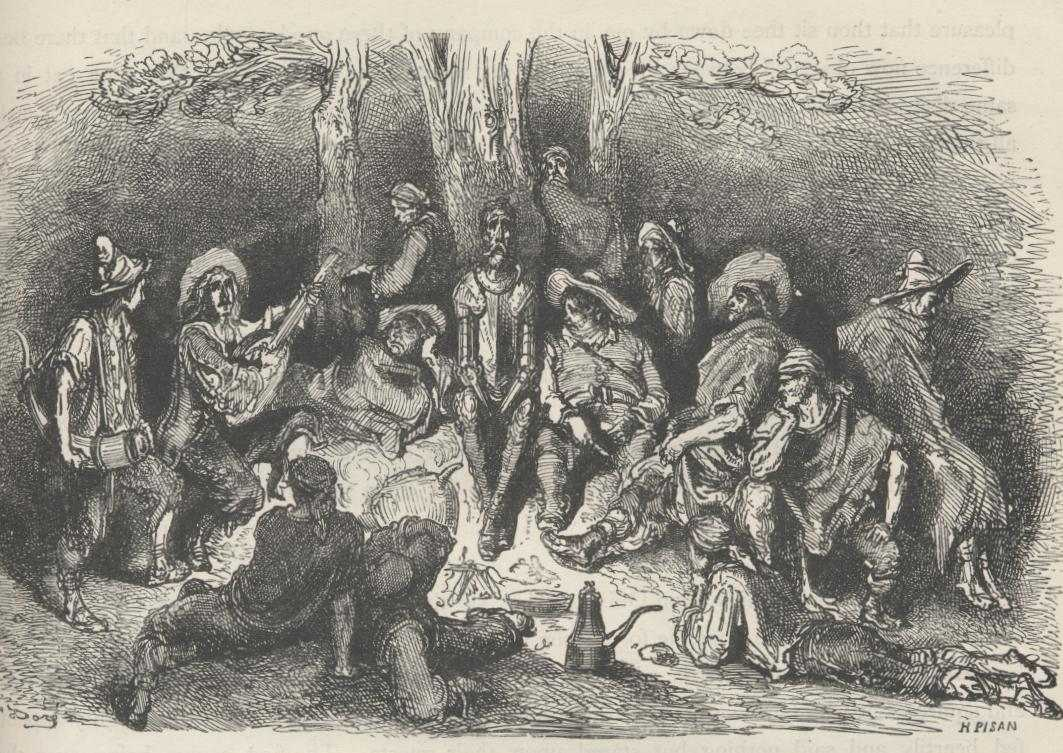
A Balada do cabreiro António (1863), de Gustave Doré

Tendo acabado a carne, os cabreiros deitaram depois bolotas secas sobre as peles, bem como meio queijo seco mais duro que argamassa, tendo o corno de vinho andado em roda viva como alcatruz de nora.

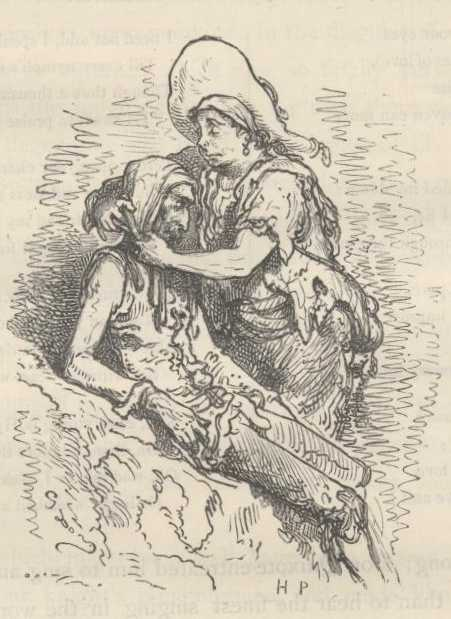
Um Cabreiro trata a orelha de Dom Quixote (1863), de Gustave Doré

Depois de se ter contentado de comida, Dom Quixote tomou umas quantas bolotas e começou a discursar sobre o século de ouro em que as pessoas ignoravam o que era teu e meu, e que havia sustento para todos, tudo era paz e concórdia, que as jovens andavam de vale em vale sem que ninguém as importunasse. E que agora os tempos eram outros, as donzelas já não estavam seguras e para segurança delas se instituiu a ordem dos cavaleiros andantes, para defender as donzelas, amparar as viúvas e socorrer os órfãos e necessitados.:8:9
Após o que um dos cabreiros disse que para aquele senhor cavaleiro andante possa dizer que foi por eles bem agasalhado, pediam a um deles que se chamava António e sabia tocar arrabil que cantasse uma balada, o que aconteceu a seguir, balada de dezassete quadras dirigida à sua querida Olala.:9:11
Tendo o cabreiro acabado o seu canto, e apesar de Dom Quixote lhe pedir para continuar, não o permitiu Sancho Pança porque queria dormir e não ouvir cantigas e porque, dizia ele, os homens não podiam passar a noite a cantar sem repousar porque o dia seguinte era de trabalho.:14
E tendo Dom Quixote pedido a Sancho Pança que lhe tratasse a orelha que lhe estava doer, um dos cabreiros viu a ferida e, tendo tomado umas folhas de alecrim, mascou-as e misturou-as com um pouco de sal e aplicou-as na orelha com uma ligadura, assegurando que não seria necessário outras medicinas, o que assim foi.:14

### Capítulo XII Do que contou um Cabreiro aos que estavam com Dom Quixote

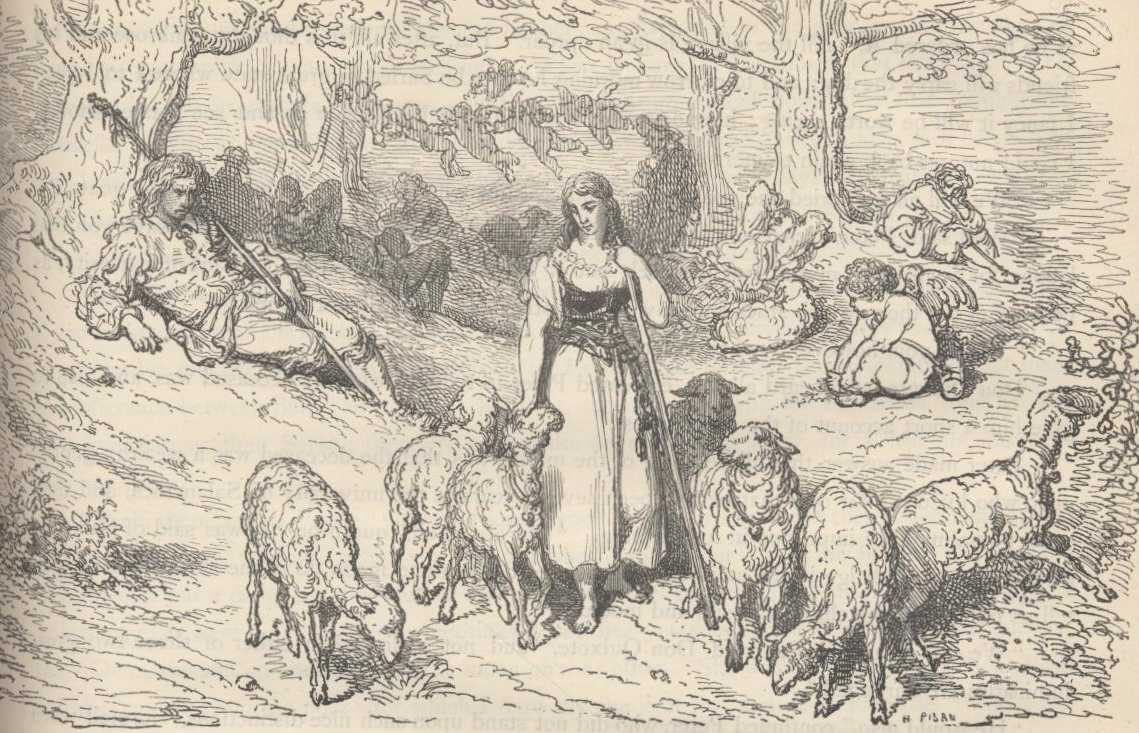
Crisóstomo enamorado da bela Marcela (1863), de Gustave Doré

Neste ponto, chega um moço da aldeia com a notícia de que naquela manhã havia morrido o pastor estudante chamado Crisóstomo e que se diz que morreu de amores por Marcela. Depois os pastores concordam em ir todos, excepto um para ficar com as cabras, ao funeral de Crisóstomo. E a pedido de Dom Quixote um pastor conta a história de Crisóstomo que era um moço fidalgo rico de ali perto que havia estudado em Salamanca e quando regressara, dominando a astrologia, aconselhava o pai e os amigos sobre as colheitas adequadas face à meteorologia que previa, e que, tal como todos os outros da região, se enamorou pela bela Marcela.:17:18

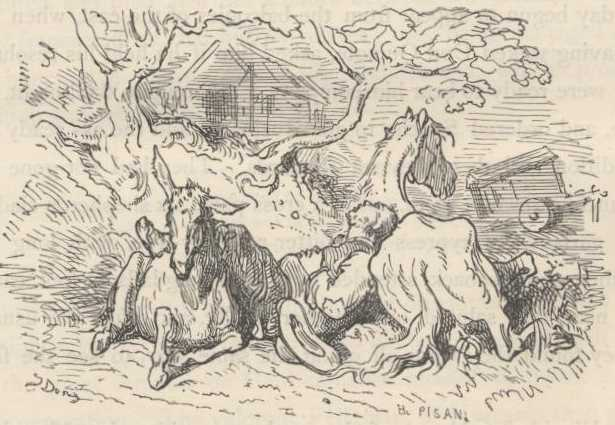
Sancho Pança a dormir entre Rocinante e o jumento (1863), de Gustave Doré

Contou depois o mesmo pastor que Marcela era filha de um lavrador rico daqueles lados, que ficara órfã de mãe quando nascera, e que de pesar pela morte da sua esposa também morrera o pai dela, tendo sido criada por um tio sacerdote. E que crescendo bela, não se coibia de passear pelos campos, de ninguém sendo importunada e de todos desejada, e ainda que não se esquivasse da conversa dos pastores, a qualquer afastava quando descobria a intenção mais avançada dele, e por isso lhe chamavam cruel e desagradecida, ressoando naquelas serras e vales os lamentos dos desenganados.:20:23
Dom Quixote agradeceu a história, tendo o pastor aconselhado que para a orelha dele não piorar deveria pernoitar debaixo de telha, pelo que se abrigou na choça de um pastor, e toda a noite passou em memória de sua senhora Dulcineia, imitando os amantes de Marcela, e Sancho Pança acomodou-se ao relento entre Rocinante e o jumento, e assim dormiu, não como enamorado desfavorecido, mas como homem moído de coices.:23:24

### Capítulo XIII Onde se dá fim ao conto de Marcela, com outros sucessos

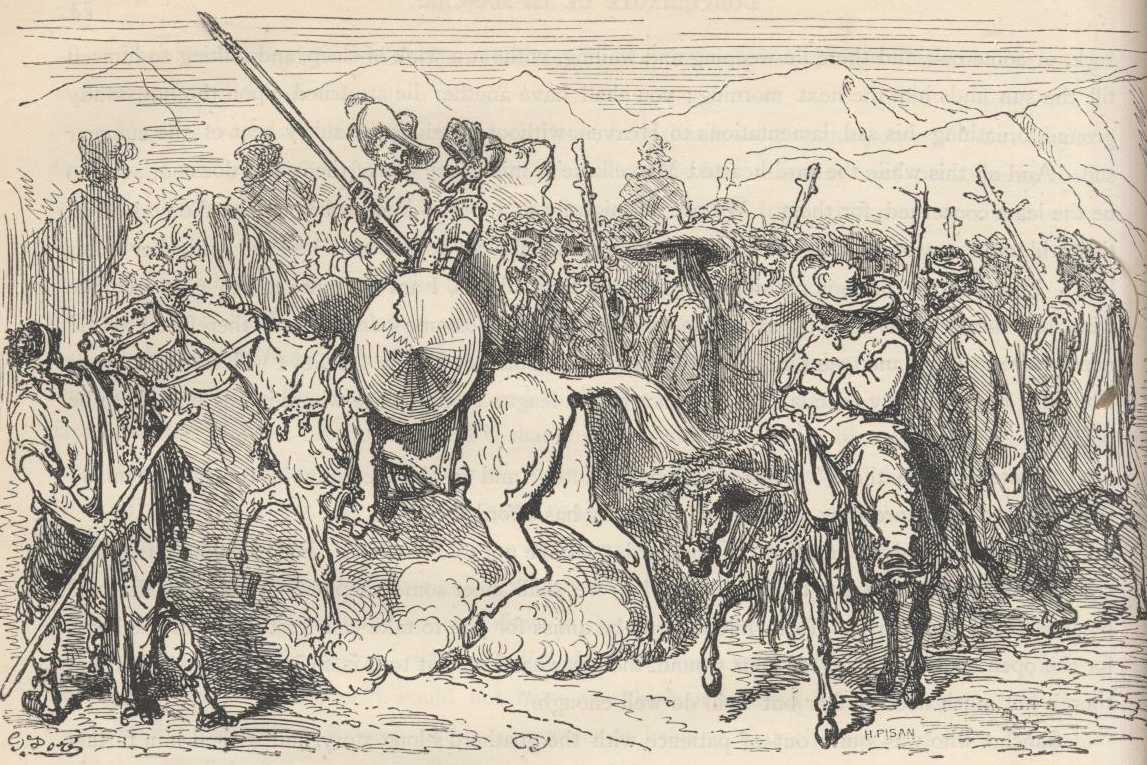
Dom Quixote dirige-se ao funeral de Crisóstomo (1863), de Gustave Doré

Ao nascer do dia, os cinco cabreiros acordaram Dom Quixote e com Sancho Pança puseram-se a caminho do funeral de Crisóstomo. Não tinham andado muito quando encontraram outros seis pastores que iam na mesma direcção e que com eles vinham dois gentis-homens a cavalo acompanhados por moços a pé. Indo juntos, um dos a cavalo perguntou a Dom Quixote porque andava ele armado daquela maneira por terra tão pacífica.:27:28
Tendo Dom Quixote respondido que fizera profissão de cavaleiro andante e que não podia andar de modo diferente. Que o bem passar, o regalo e o repouso se inventaram para os brandos cortesãos, e que o trabalho, a inquietação e as armas para os cavaleiros andantes, dos quais ele era o mais indigno de todos. Ao que ouvindo isto, todos o tiveram por louco.:28

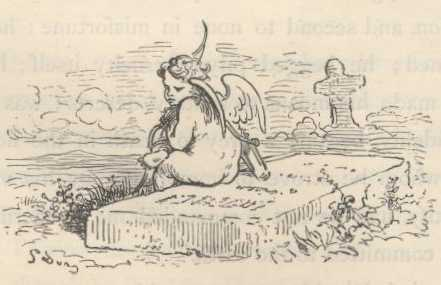
O túmulo de Crisóstomo (1863), de Gustave Doré

Prosseguiu Dom Quixote contando a origem dos cavaleiros andantes que remontava ao tempo do Rei Artur e da instituição da ordem dos cavaleiros da Távola Redonda. E que enquanto os religiosos, com toda a paz e sossego, pedem ao céu o bem da terra, os cavaleiros andantes põem em execução o que aqueles pedem, não a coberto de tecto, mas a céu aberto, ao sol e à chuva.:28:29
Na liteira, junto ao seu cadáver, estavam alguns livros e papéis escritos por Crisóstomo e que este tinha pedido para que os destruíssem. Mas um dos presentes, justificando que Augusto César não consentira que se executasse similar determinação de Virgílio para destruírem a Eneida, agarrou alguns dos papéis que se soube serem os últimos que Crisóstomo havia escrito e que tinham por título Canção Desesperada.:35:36

### Capítulo XIV Onde se põem os versos desesperados do defunto pastor, com outros sucessos não esperados

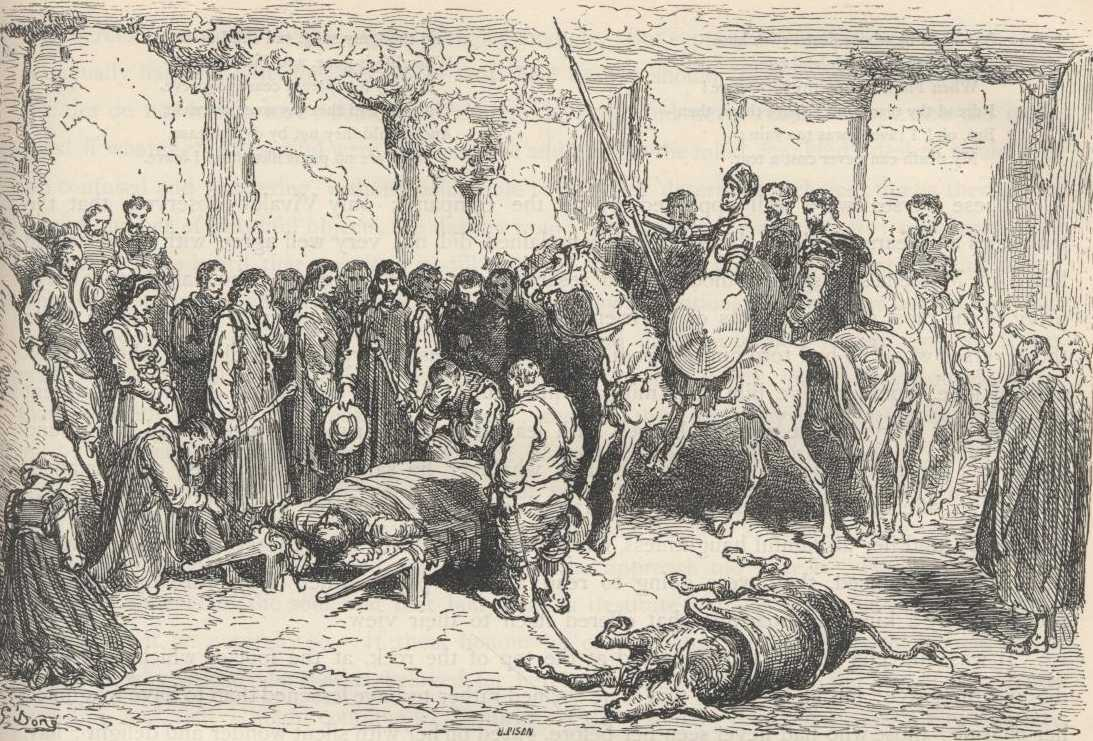
Funeral de Crisóstomo (1863), de Gustave Doré

Um dos presentes leu então a Canção de Crisóstomo, uma elegia de oito conjuntos de dezasseis versos concluída com uma quadra. Dado que Crisóstomo se queixava de zelos, suspeitas e ausência da sua amada, o seu amigo Ambrósio esclareceu que quando ele escreveu os versos estava longe de Marcela, de quem se ausentara por sua vontade. Marcela surge então, por cima da penha onde se cavava a sepultura, e começou a explicar quão fora de razão estão todos os que a culpam das penas deles e da morte de Crisóstomo.:39:42

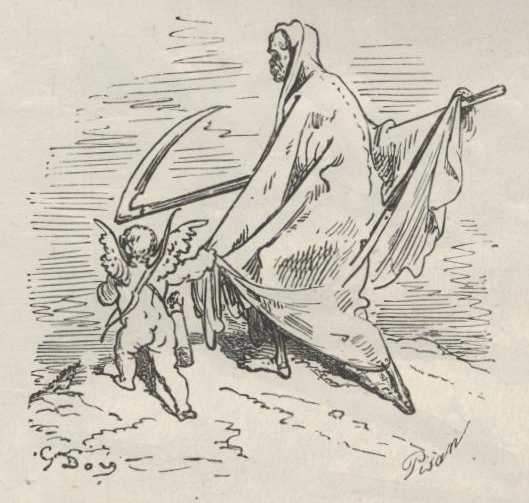
O Amor e a Morte (1863), de Gustave Doré

Entre outras coisas, Marcela refere que se o céu a fez formosa, como eles o diziam, e de tal maneira que sem que eles o pudessem evitar ficavam dela enamorados, e que pelo amor que lhe têm querem que ela seja obrigada a amar cada um deles. Ora, prossegue ela, se todo o formoso é amável, porque razão aquele que é amado está obrigado a amar quem o ama, ainda que o amador do formoso seja feio? Sendo certo que o verdadeiro amor não se divide, e há-se ser voluntário e não forçado. E se a Crisóstomo matou a sua impaciência e arrojado desejo, porque se há-se culpar o seu recato e procedimento honesto?:43:44
Após a sua longa justificação, Marcela virou costas e afastou-se, havendo alguns que a pretendiam seguir apesar do manifesto desengano dela, ao que Dom Quixote pondo a mão no punho da espada se opôs, e assim nenhum dos pastores se moveu dali, tendo sido concluído o funeral.:44:45

### Capítulo XV Onde se conta a desgraçada aventura por que passou Dom Quixote ao encontrar uns desalmados iangueses

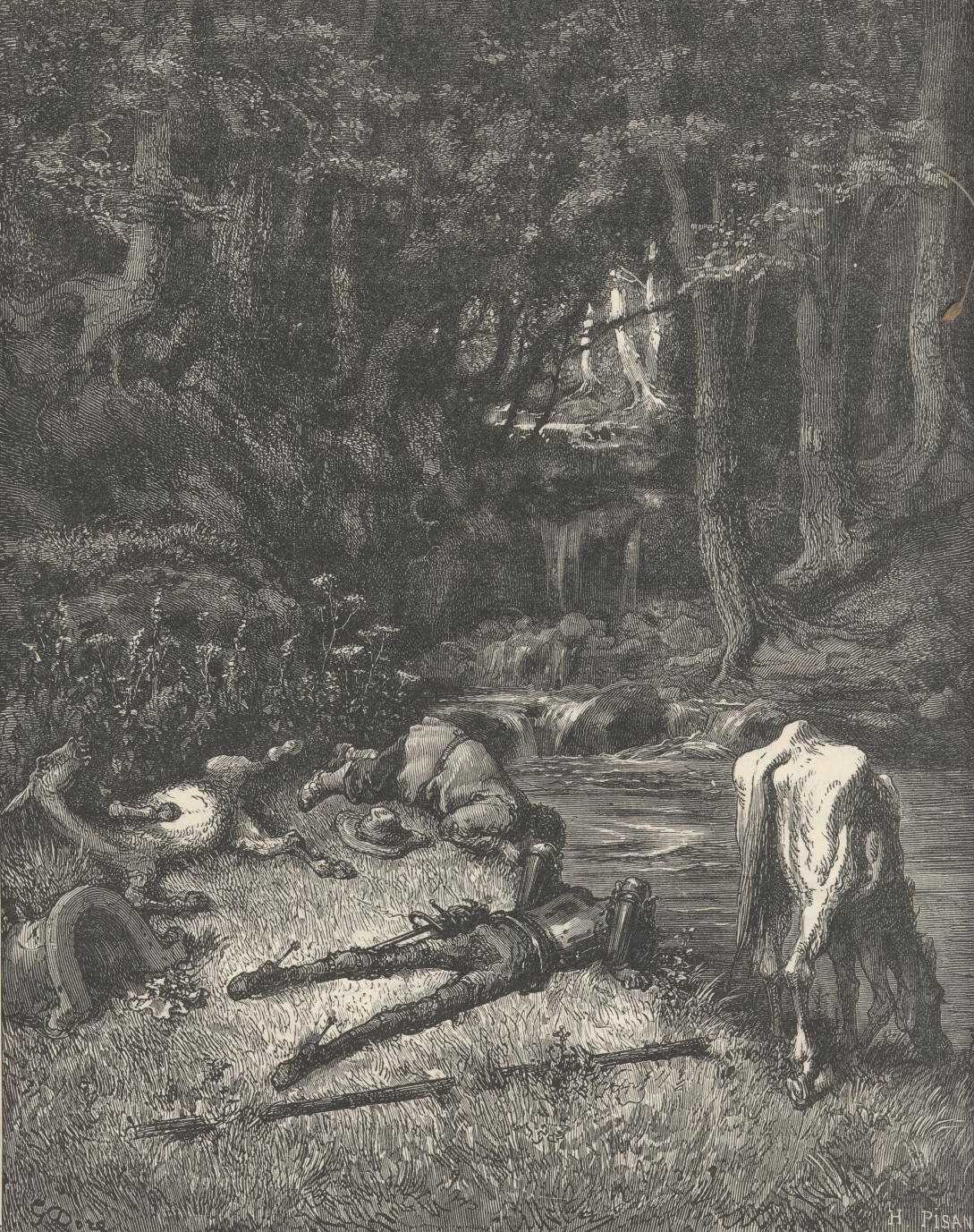
Dessedentando-se no rio (1863), de Gustave Doré

Após terem-se despedido de todos os que estavam no enterro de Crisóstomo, Dom Quixote e o seu escudeiro entraram pelo mesmo bosque por onde fora Marcela e procurando-a e não a tendo encontrado pararam num prado coberto de erva fresca junto ao qual corria um ribeiro aprazível e fresco. Apearam-se e deixando o jumento e Rocinante a pastar comeram o que havia nos alforges.:49
Ditou a sorte, e o diabo que nem sempre dorme, andar por aquele vale uma manada de éguas de arrieiros iangueses, e, não estando preso, sucedeu o Rocinante ir comunicar a sua necessidade com as éguas. Estas, que deviam ter mais vontade de pastar do que de outra coisa, receberam-no com ferraduras e com os dentes, e os arrieiros quando viram as éguas forçadas, acudiram com varas e deram-lhe tantas pauladas que o derrubaram por terra em mau estado.:49:50

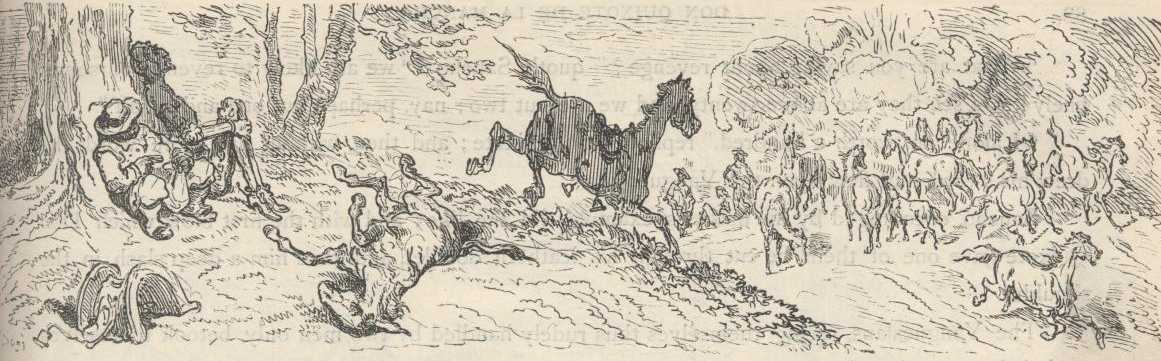
Rocinante acomete as éguas (1863), de Gustave Doré

Quando isto viu, Dom Quixote decidiu vingar-se e pediu ajuda a Sancho, ao que este reclamou que eles eram apenas dois e os outros mais de vinte.

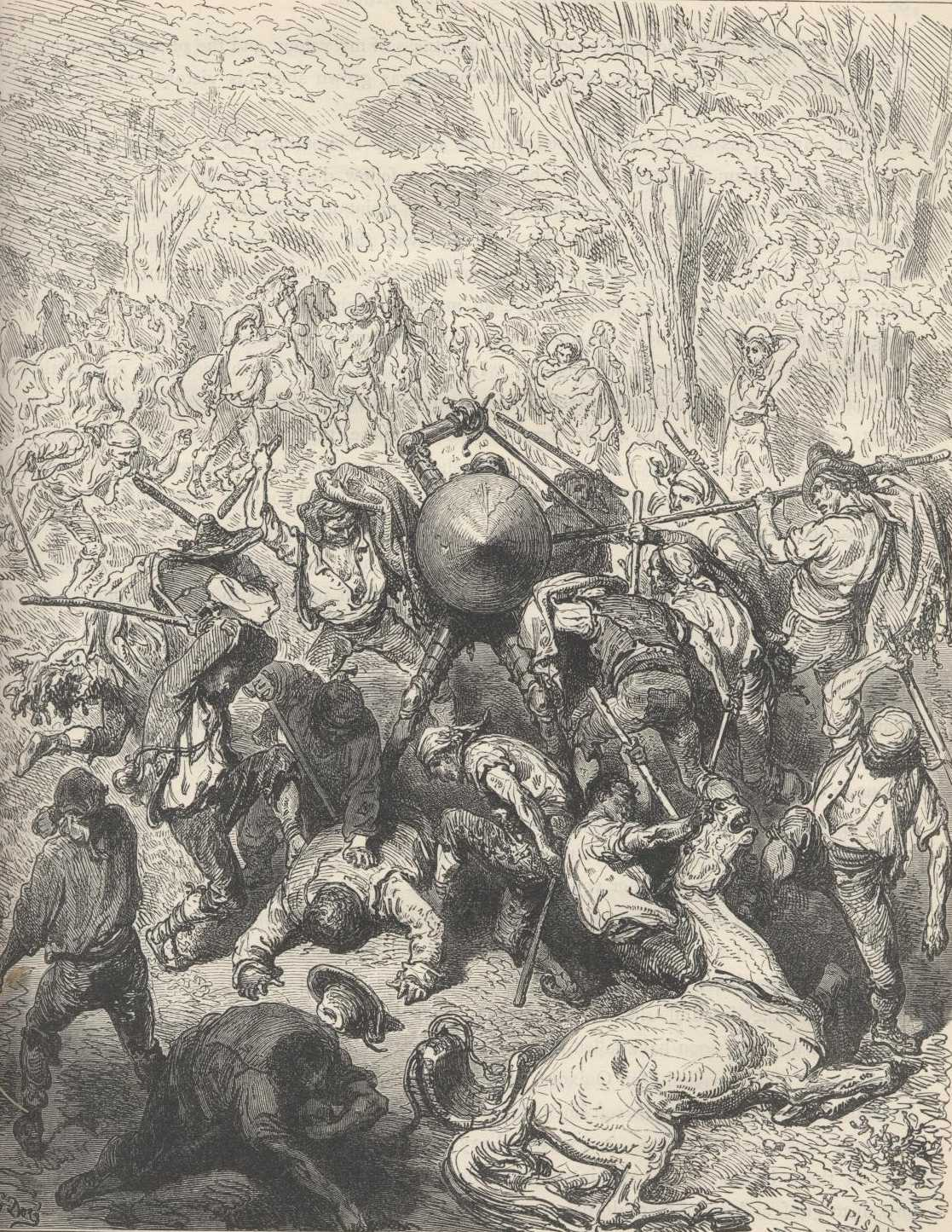
Dom Quixote luta com os iangueses (1863), de Gustave Doré

Eu valho por cem, respondeu Dom Quixote, e de espada na mão avançou sobre os iangueses. Estes tomaram as suas varas e começaram de malhar nos dois com grande veemência e afinco, e em breve deixaram os dois caídos no chão, caindo Dom Quixote ao lado de Rocinante que não se levantara ainda. Vendo a obra que haviam feito, com a maior brevidade que puderam os iangueses seguiram com a manada deles deixando os dois aventureiros de má disposição e pior vontade.:50

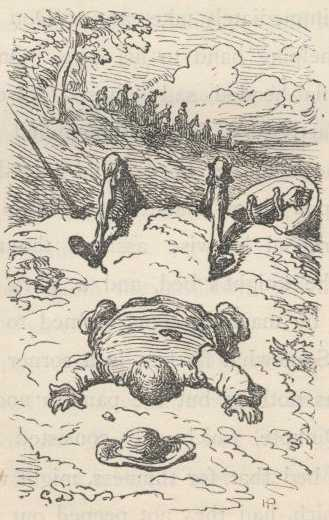
Dom Quixote e Sancho Pança desfalecidos no chão (1863), de Gustave Doré

Sancho foi o primeiro a recuperar os sentidos e pediu a Dom Quixote que lhe desse um pouco daquela poção mágica para cura dos ossos quebrados, que lhe respondeu que não tinha tal coisa, culpando-se por ter investido contra homens que não eram cavaleiros como ele e pediu a Sancho que quando de tal se tratasse que fosse este a avançar e a lutar. Ao que Sancho respondeu que era homem pacífico, manso e sossegado, e que tendo mulher e filhos, perdoava desde já a todos os que lhe venham a causar agravos.:50:52
Ao que Dom Quixote lhe respondeu que não devia pensar assim, pois nos reinos e províncias quando conquistados nem sempre os seus habitantes ficam sossegados, sendo necessário que o novo governador saiba ofender e defender-se.:53

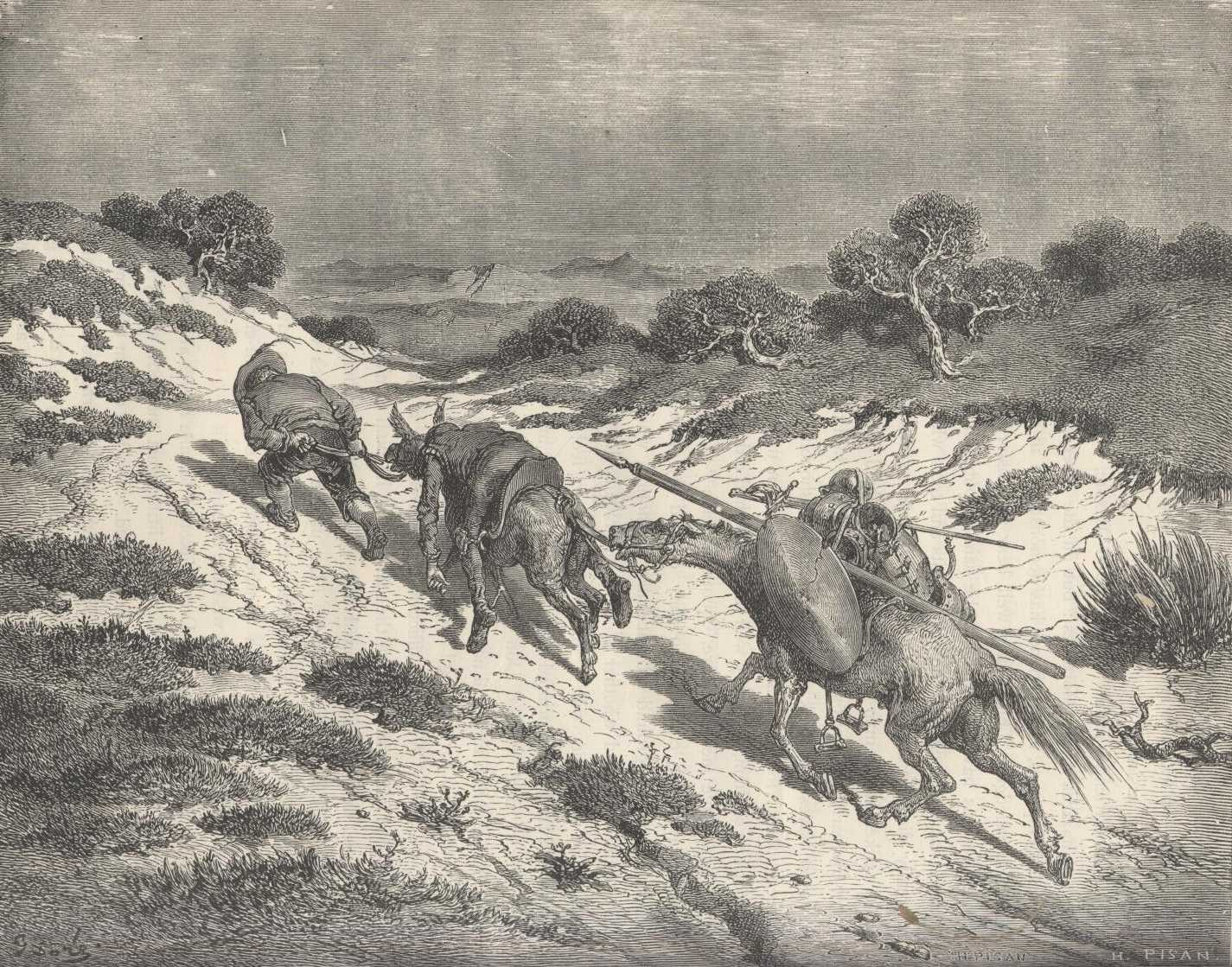
Dom Quixote alquebrado montado no burro (1863), de Gustave Doré

Sancho retorquiu que naquele momento estava mais para ligaduras do que para conversa e tentou ajudar o Rocinante, se bem que este o não merecesse, pois fora o causador daquele mal, e que bem se diz que é necessário tempo para conhecer as pessoas (e os animais), e que não havia coisa segura nesta vida. E que após duas desgraças, ficavam inúteis para uma terceira se não recebessem ajuda de Deus.:53
E porque Rocinante estava muito combalido, pediu Dom Quixote que o montasse no jumento para prosseguirem viagem antes que a noite venha. O que Sancho se admirou de ele não querer dormir ao relento, mas que Dom Quixote retorquiu que isso acontecia quando não podia ser de outra forma, e assim, com Sancho a puxar o jumento que carregava Dom Quixote e pela arreata o Rocinante que ia atrás, seguiram o seu caminho até que não tendo andado uma légua descobriram uma estalagem que Dom Quixote afiançava ser um castelo.:56

### Capítulo XVI Do que aconteceu ao engenhoso fidalgo na estalagem que julgava ser um castelo

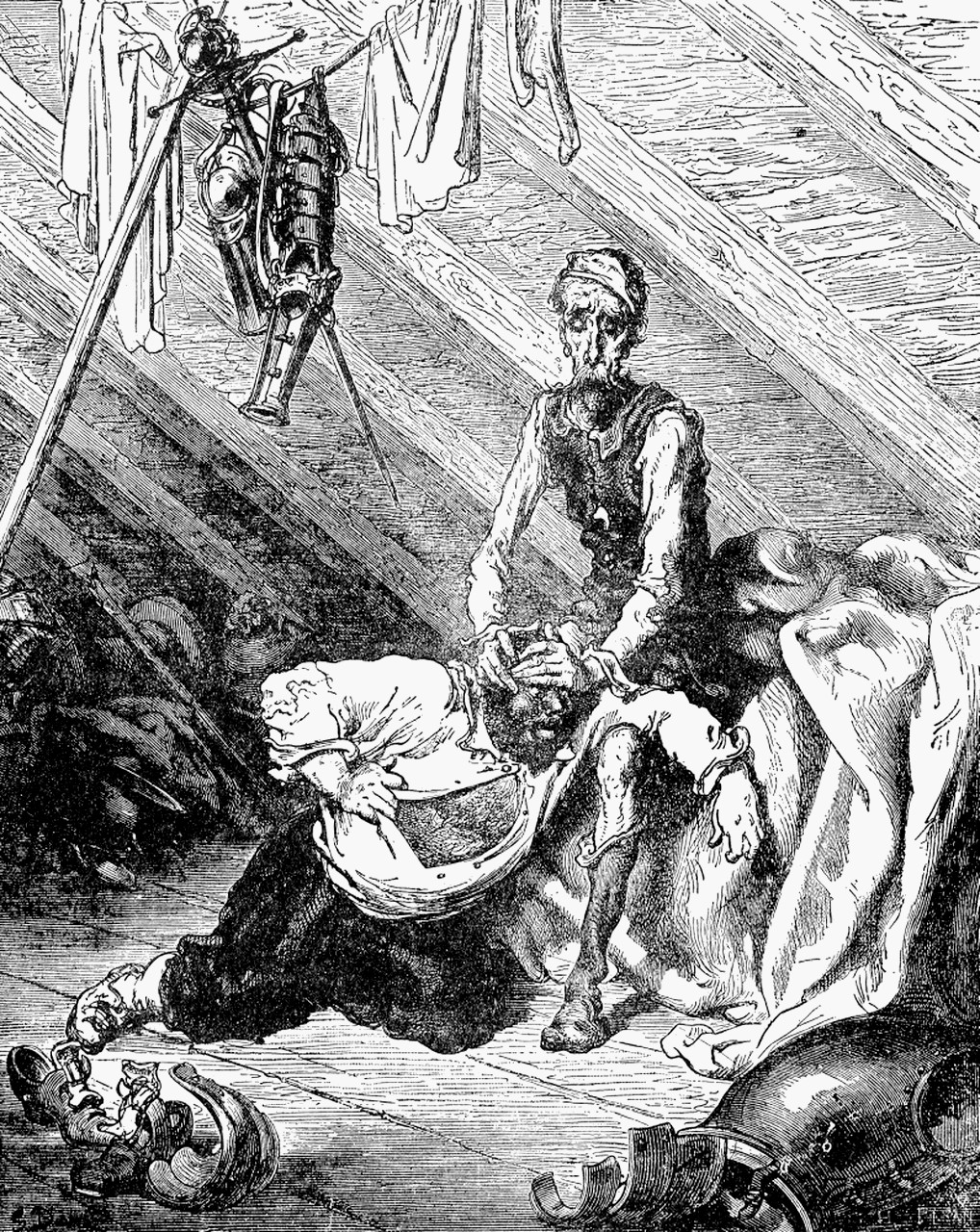
Dom Quixote ampara Sancho Pança que vomita (1863), de Gustave Doré

Quando chegaram, e à pergunta do estalajadeiro da origem das feridas de Dom Quixote, Sancho Pança disse que o seu amo havia caído de uma penha abaixo. Deram-lhes uma ruim cama num caramanchão onde estava também um arreieiro. Depois quando a estalajadeira estava a tratar de Dom Quixote disse que as feridas mais pareciam de pancadas, tendo Sancho voltado a dizer que tinha sido da queda de uma penha.:59:60
Sancho também disse que seu amo era um cavaleiro andante, que hoje pode ser a mais desditosa criatura do mundo e amanhã ter duas ou três coroas de reinos para dar ao seu escudeiro. Ao que a estalajadeira respondeu que se admirava de este não ser ao menos senhor de um condado. Depois Dom Quixote começou a tratar a estalajadeira como se fora uma dama formosa o que a deixou confusa e que agradecendo as suas palavras se afastou com a filha deixando a ajudante asturiana Maritornes a tratar de Sancho que também estava necessitado.:60:61

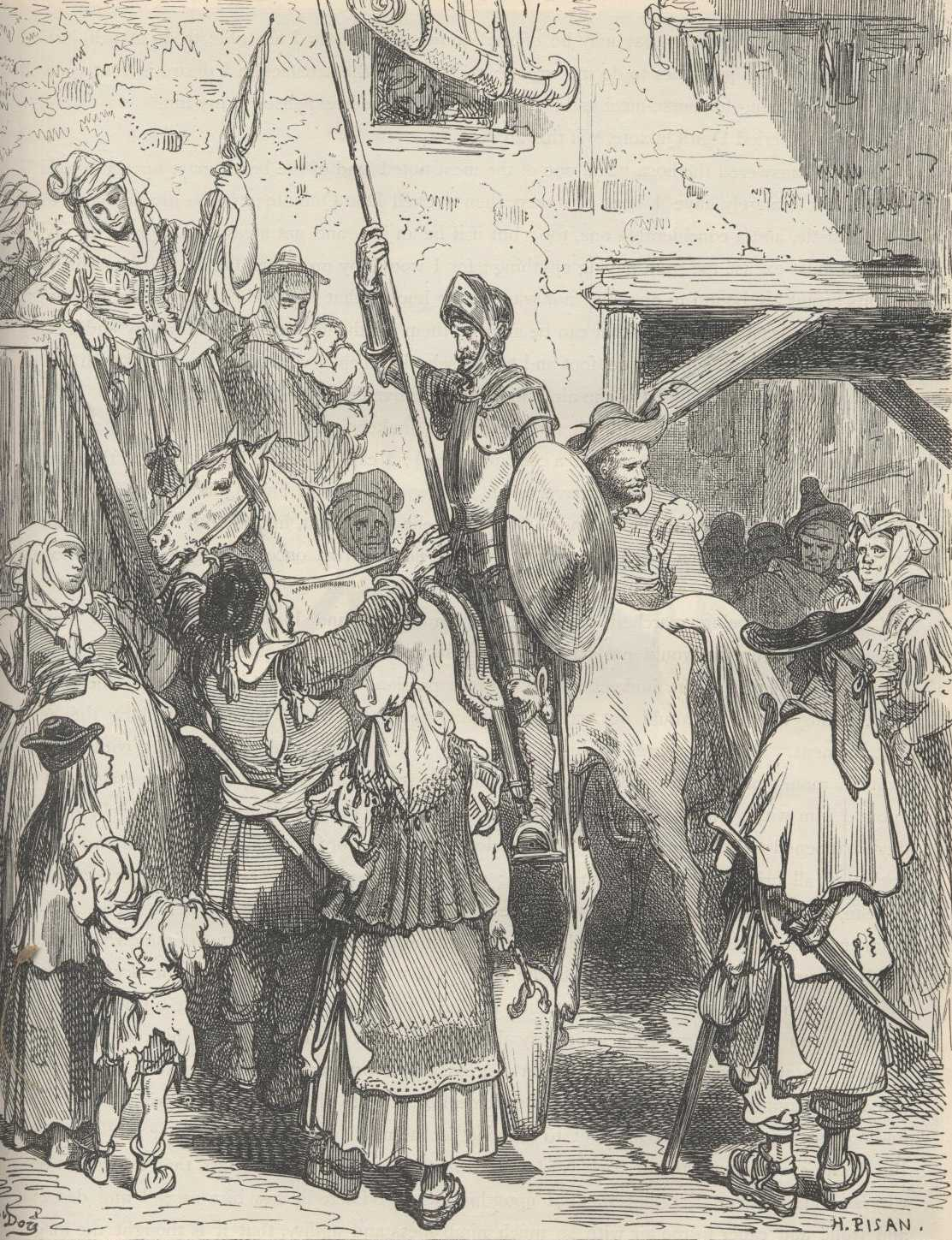
Dom Quixote abandona a estalagem (1863), de Gustave Doré

Aconteceu que esta Maritornes havia combinado encontrar-se de noite com o arrieiro, e quando veio ter com ele, às escuras, aconteceu Dom Quixote pegá-la pelos braços, mas o prazer deste durou pouco pois o arrieiro percebeu e deu-lhe um terrível murro que lhe deixou a boca banhada em sangue, e saltou para cima de Dom Quixote e espezinhou-o deixando-o aturdido.:62:63
Veio a seguir o estalajadeiro com uma lanterna chamado pelo barulho à procura de Maritornes que sabia ser a causadora do desacato e que entretanto se havia enroscado a Sancho. Mas estando na estalagem um quadrilheiro da Santa Irmandade também este veio ver o que se passava, mas sem luz, pois o estalajadeiro já se havia retirado, e segurando pela barba o primeiro que apanhou, que foi Dom Quixote, e sentindo que este não se mexia julgou que estava morto e mandou fechar a estalagem para ninguém fugir, dirigindo-se à lareira para acender uma candeia.:62:63

### Capítulo XVII Onde se prosseguem os inumeráveis trabalhos que o bravo Dom Quixote e seu bom escudeiro Sancho Pança passaram na estalagem que por seu mal julgou que era um castelo

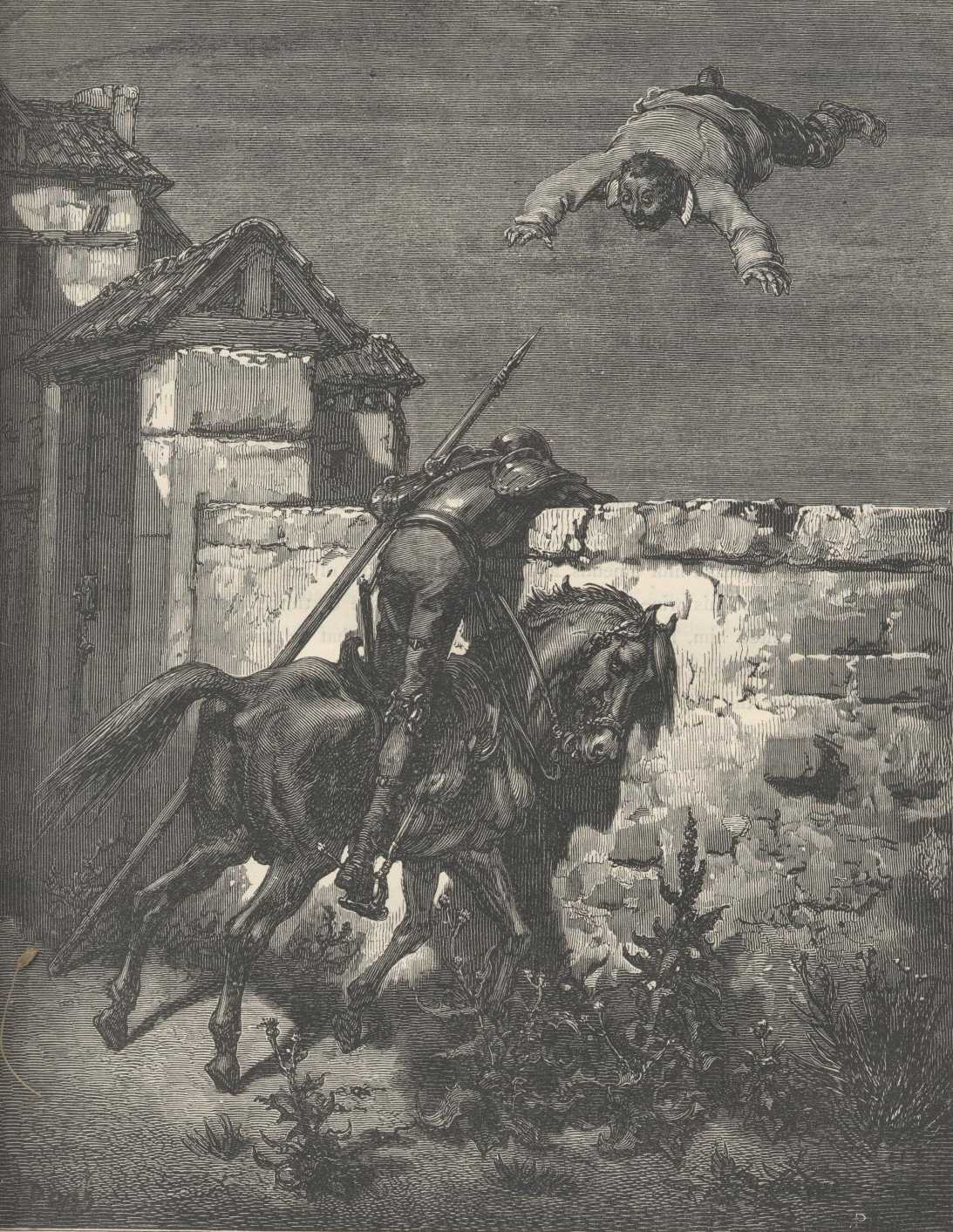
Dom Quixote ameaça os que brincam com Sancho Pança (1863), de Gustave Doré

Acordando do aturdimento, Dom Quixote pergunta a Sancho se dormia, e com a resposta pesarosa deste, disse-lhe que aquele castelo estava encantado. E conta-lhe que naquela noite passara por uma estranha aventura, pois que estando com uma bela donzela, a filha do senhor daquele castelo, de repente veio uma mão de um descomunal gigante e assentou-lhe uma punhada nos queixais que os tem todos banhados em sangue e que depois o pisou que ainda ficou pior do que com as varas de ontem dos arrieiros. Ao que Sancho respondeu que também fora sujeito a muitas punhadas, tendo Dom Quixote decidido fazer o bálsamo precioso com que ficariam curados numa abrir e fechar de olhos, nisto entrando o quadrilheiro em camisa e candeia na mão.:67:68

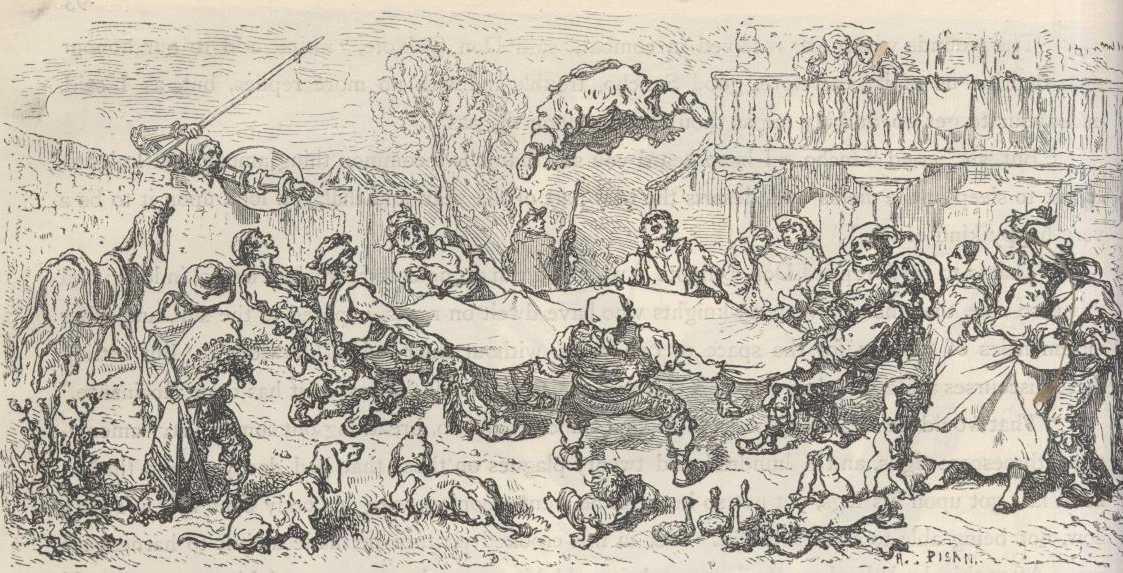
Sancho Pança é lançado ao ar (1863), de Gustave Doré

Dom Quixote depois pede que lhe tragam alecrim, azeite, sal e vinho para fazer o bálsamo, após o que bebeu dele, e assim que o bebeu começou a vomitar de maneira que não ficou nada no estômago, após o que suou imenso tendo ficado adormecido mais de três horas, ao fim das quais despertou aliviado. Sancho que considerou milagre as melhoras do seu amo quis beber também do bálsamo, mas assim que o bebeu teve umas ânsias e suores frios e desmaios, de tal modo que julgava que ia morrer, tendo a seguir vomitado e defecado ao mesmo tempo. Durou-lhe esta borrasca quase duas horas.:70:72

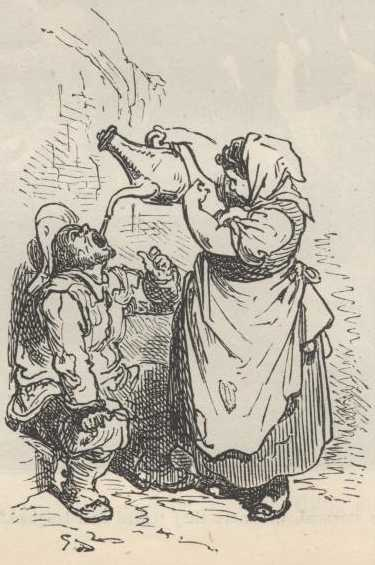
Sancho Pança bebe vinho (1863), de Gustave Doré

Dom Quixote que se sentia aliviado preparou-se para abandonar a estalagem tendo selado o Rocinante e albardado o jumento e sobre este montado Sancho. Quando ia a sair, estando a olhá-lo quantos estavam na estalagem, sendo mais de vinte pessoas, olhando-o também a filha do estalajadeiro e ele não tirava os olhos dela. Estando já montado chamou o estalajadeiro para lhe agradecer, mas este pediu-lhe o pagamento, respondendo que como cavaleiro andante não tinha nada que pagar e dando esporas no Rocinante foi-se embora sem que ninguém  detivesse, e sem olhar que Sancho tinha ficado para trás.:70:74
O estalajadeiro que viu ir embora Dom Quixote, reteve Sancho Pança para lhe cobrar a estada, que disse que se o seu amo não tinha querido pagar também ele não o faria. Aconteceu então que dos presentes, nove apearam Sancho do asno e foram para o pátio e puseram-no sobre uma manta e como um cão pelo entrudo começaram a atirá-lo ao ar. Os gritos de Sancho e o barulho dos outros fez com que Dom Quixote notasse a falta de Sancho tendo voltado e viu a partida que faziam ao seu escudeiro, e ameaçou-os de fora dos muros mas estes apenas pararam quando se cansaram da brincadeira.:74:75

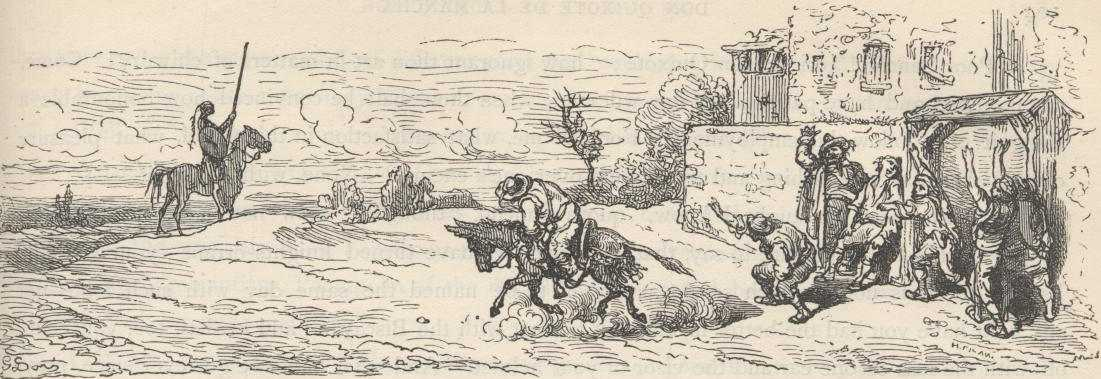
Sancho Pança abandona a estalagem (1863), de Gustave Doré

Veio então Maritornes que trouxe primeiro água e depois vinho a pedido de Sancho que ela pagou. Assim que bebeu o vinho, Sancho deu de calcanhares no seu asno e tendo-lhe sido aberta a porta da estalagem dela saiu contente por não ter pago nada, mas sem reparar que o estalajadeiro lhe tinha pilhado os alforges. Quis o estalajadeiro trancar bem a porta com receio de Dom Quixote, mas não lho permitiram os da manta que não davam por aquele cavaleiro andante nem meio real.:75:76

### Capítulo XVIII Onde se contam as razões que passou Sancho Pança com seu senhor Dom Quixote, com outras aventuras dignas de serem contadas

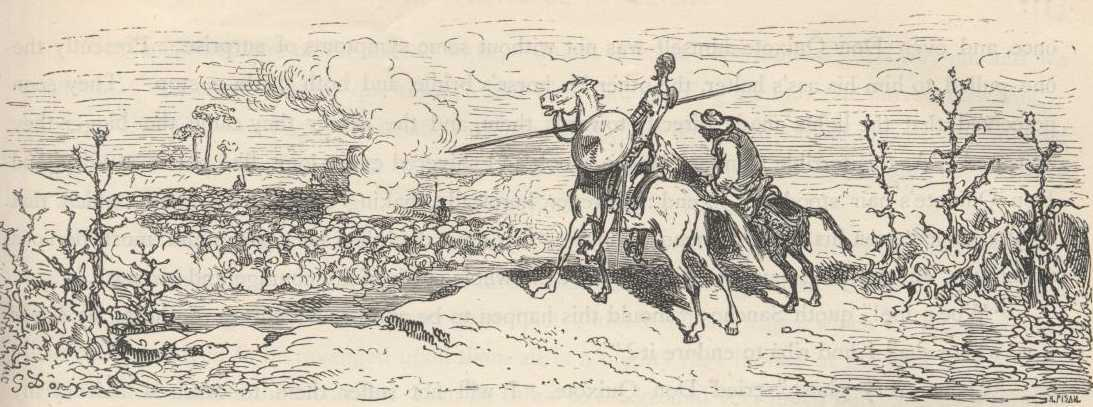
Dom Quixote e Sancho Pança avistam uma grande poeira (1863), de Gustave Doré

Chegou Sancho murcho e desmaiado junto de Dom Quixote que lhe disse que aquele castelo, ou estalagem, estava sem dúvida encantado porque quando tentara subir o muro e impedir os foliões de prosseguir a brincadeira não conseguiu apear-se do cavalo. A que Sancho respondeu que aquela gente não eram fantasmas mas pessoas de carne e osso como eles e que cada um tinha nome que assim os chamava o estalajadeiro. E que concluiu que aquelas aventuras que andam a procurar, andando de ceca em meca, lhes trarão tantas desventuras que eles acabarão sem saber qual é o pé direito.:79:80

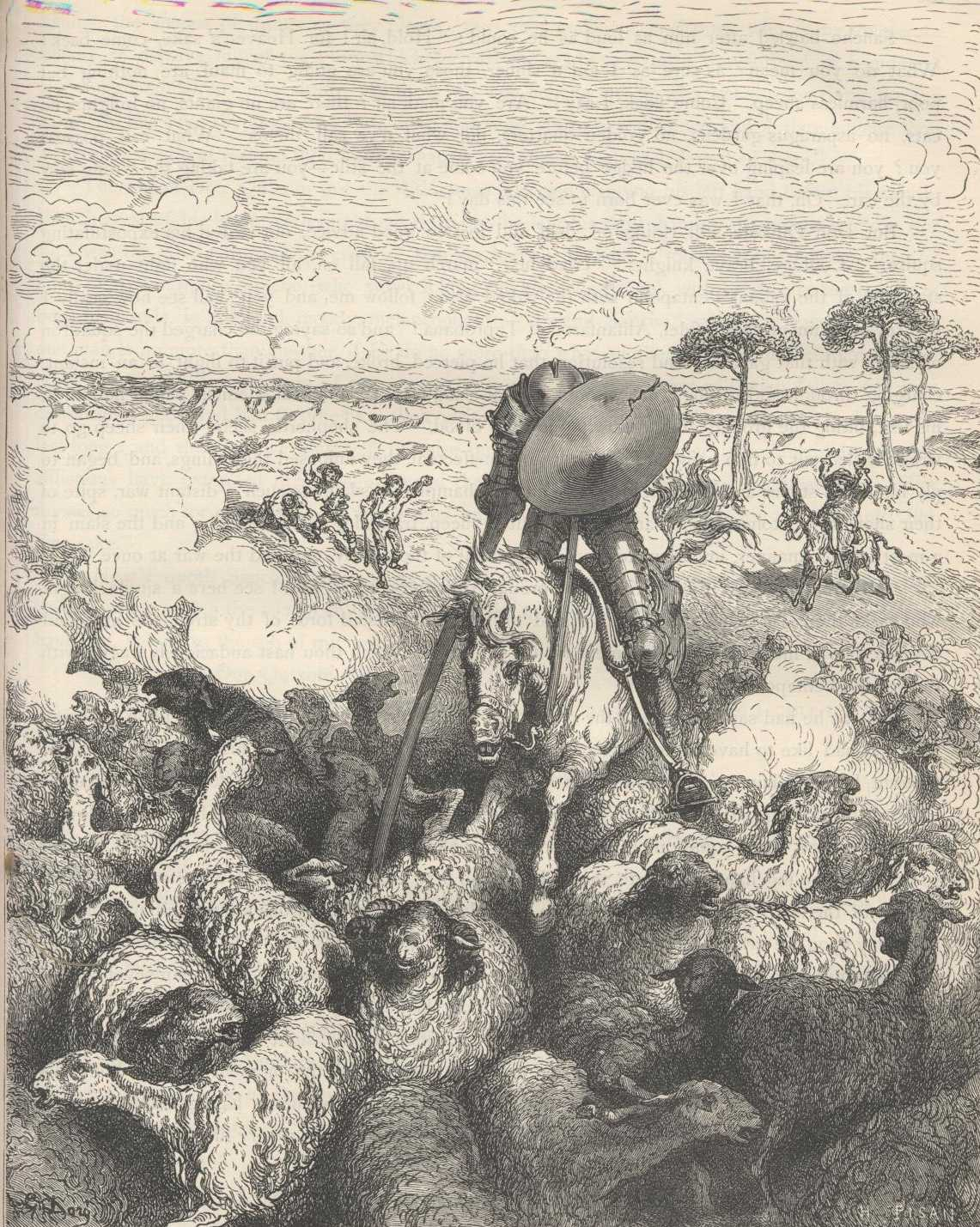
Dom Quixote acomete um dos exércitos (rebanho de ovelhas) (1863), de Gustave Doré

Prosseguindo, viram uma grande poeira, afirmando Dom Quixote que era espalhada por um enorme exército que por ali vem marchando. Pois devem ser dois exércitos, respondeu Sancho, porque deste lado também se levanta poeira semelhante. "Assim é", disse Dom Quixote, "este da frente é comandado pelo grande imperador Ali-Fanfarrão e o outro por Pentapolim, rei dos garamantas". E depois começou Dom Quixote a enumerar todos os cavaleiros lendários que julgava que ali vinham, bem como os povos que englobavam as hostes.:81:83
Como não via cavaleiro nenhum que o seu amo nomeava, perguntou-lhe Sancho se não seria tudo encantamento, como os fantasmas da noite passada. "Então não ouves o relinchar dos cavalos, o tocar dos clarins, o ruído dos tambores?" respondeu Dom Quixote. "O que tens é medo, porque o medo turva os sentidos e faz com que as coisas pareçam o que não são", e dizendo isto meteu esporas a Rocinante e, com a lança em riste, desceu a encosta como um raio a gritar: "Eia, cavaleiros do valoroso Pentapolim segui-me e vereis que facilmente derroto o seu inimigo Ali-Fanfarrão da Taprobana!":81:84

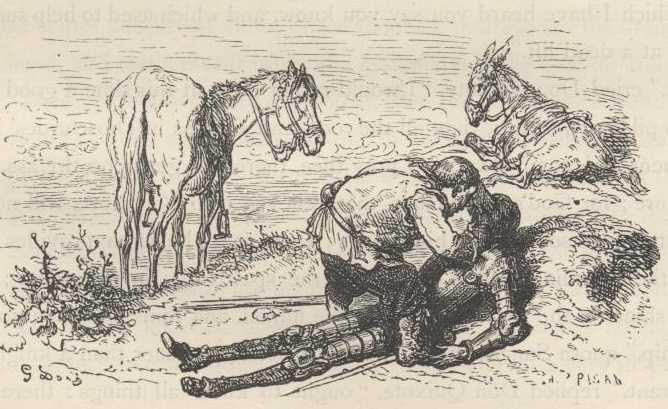
Sancho Pança avalia a dentadura de Dom Quixote (1863), de Gustave Doré

"Cuidado, Dom Quixote, que são só carneiros e ovelhas", gritou Sancho, mas sem o atender; Dom Quixote entrou pelo esquadrão das ovelhas e começou a alanceá-las como se o fizera a mortais inimigos. Os pastores e ganadeiros da manada gritaram-lhe para parar, mas sem efeito, após o que tiraram as fundas e começaram a atirar-lhe pedras do tamanho de punhos, e sentindo-se Dom Quixote fortemente atingido procurou a almotolia com a poção mágica para se curar, mas outra pedrada atingiu-lhe a mão e a almotolia que fez em pedaços e de caminho três ou quatro dentes e queixais da boca e esmagando-lhe dois dedos da mão.:84
Caiu Dom Quixote do cavalo e chegaram ao pé dele os pastores que pensaram que o tinham morto, e a toda apressa reuniram o gado, carregaram as reses mortas e foram-se embora. Tendo visto as loucuras de seu amo do alto da encosta, chegou Sancho junto de Dom Quixote maldizendo a hora em que o conheceu. Este continuou a dizer que continuava a ser perseguido por um malino que para lhe tirar a glória da vitória na batalha havia transformado os guerreiros em ovelhas. E pediu a Sancho que se aproximasse e visse quantos dentes e queixais lhe faltavam, que lhe parecia nenhum ter sobrado, e que todas aquelas borrascas são sinais de que em breve há-de serenar o tempo, pois que o mal e o bem não duram sempre.:86:87

### Capítulo XIX Das discretas razões que Sancho versava com seu amo e da aventura que lhe sucedeu com um corpo morto, com outros acontecimentos famosos

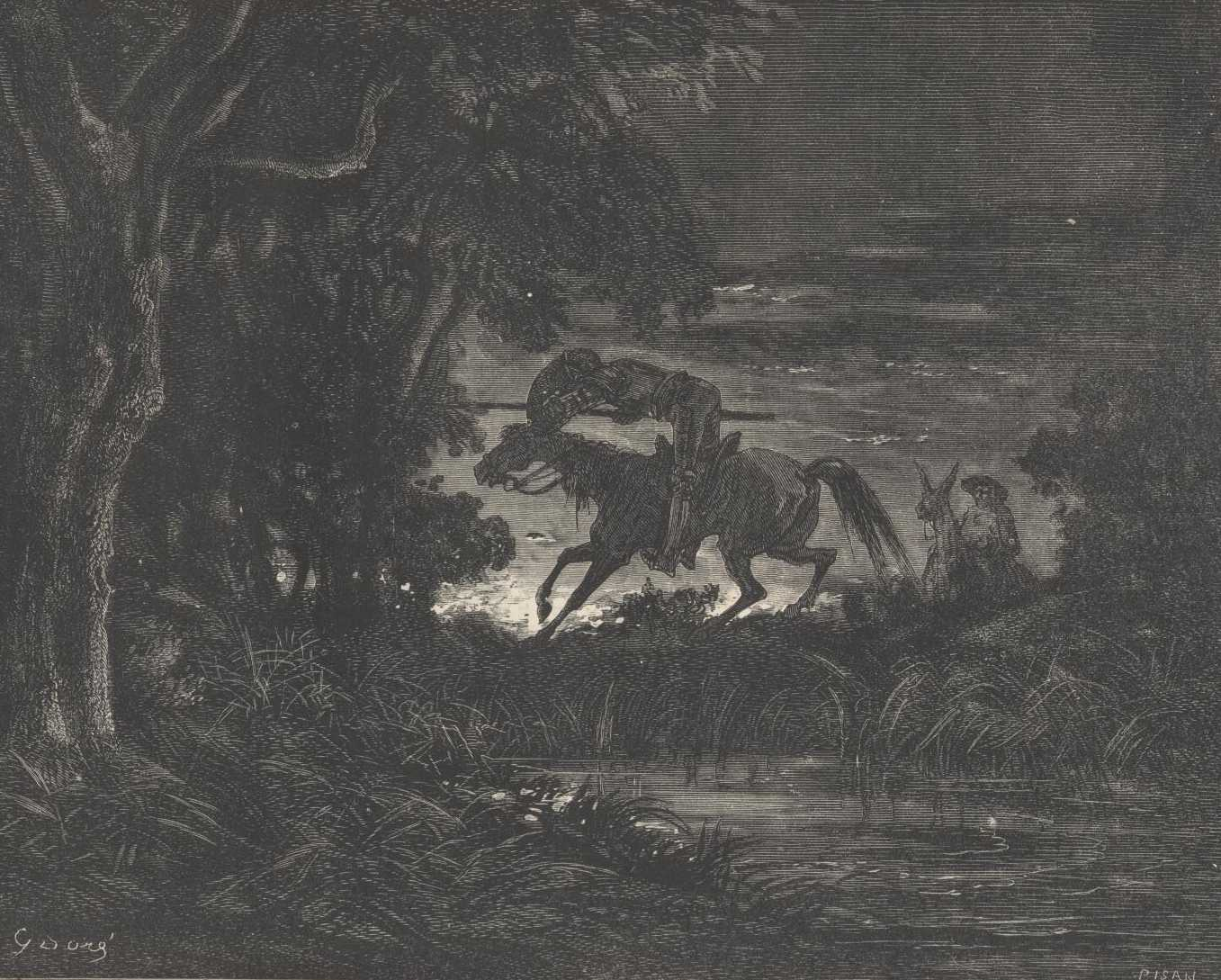
Dom Quixote ataca no escuro (1863), de Gustave Doré

Iam conversando, tendo Sancho Pança dito que as desventuras que lhes sucederam devem ter sido castigo por algum desreito das regras da cavalaria por Dom Quixote, ao que este concordou mas que iria emendar-se porque tudo na ordem da cavalaria pode ser corrigido.:91
E indo nesta conversa, sucedeu que veio a noite sem que descobrissem um abrigo e estando a perecer de fome pela falta dos alforges. Foi quando viram vir pelo caminho que seguiam uma grande quantidade de luzes que pareciam estrelas a moverem-se, e quanto mais se acercavam maiores pareciam, deixando Sancho muito amedrontado. Descobriram que eram muitos encapuçados todos a cavalo com archotes na mão, atrás dos quais vinha uma liteira coberta de luto, atrás da qual vinham outros seis homens montados em mulas também cobertos de escuro. Os encapuçados vinham entoando uma ladainha com voz baixa.:91:94

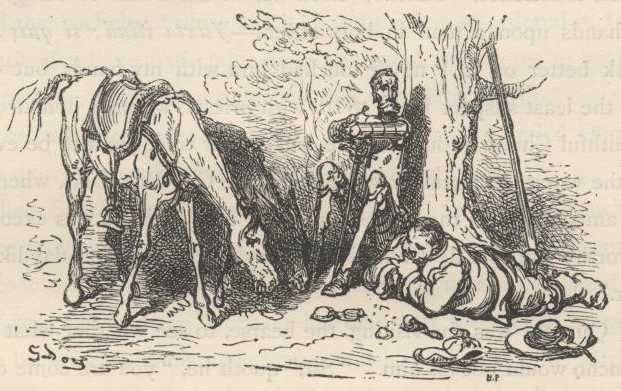
Dom Quixote e Sancho comem e conversam (1863), de Gustave Doré

Afigurou-se então a Dom Quixote que na liteira devia vir algum cavaleiro ferido ou morto que era preciso vingar, e pondo a lança em riste colocou-se no meio do caminho e mandou parar a comitiva e exigiu a explicação do que se estava a passar. E como não a obteve começou a atacar os seus membros, que sendo gente medrosa e sem armas começaram a correr pelo campo com os archotes acesos. Um que ficou no chão derrubado esclareceu que ele e mais onze sacerdotes iam a caminho de Segóvia a trasladar os ossos de um cavaleiro que morrera de peste e fora enterrado em Baeza. E com esta explicação Dom Quixote deixou-os seguir viagem, não sem antes Sancho lhes dizer o nome do seu amo que também tinha o cognome de Cavaleiro da Triste Figura.:94:96
A Dom Quixote agradou ter cognome, como outros cavaleiros famosos tiveram, e depois prosseguiram até chegarem a um espaçoso e escondido vale onde se apearam e comeram os mantimentos que tinham arrebatado aos clérigos que acompanhavam o defunto e que poucas vezes se deixam passar mal.:98:99

### Capítulo XX Da jamais vista nem ouvida aventura, tal que por famoso cavaleiro não foi no mundo acabada outra com mais pouco perigo, que acabou o valoroso Dom Quixote de La Mancha

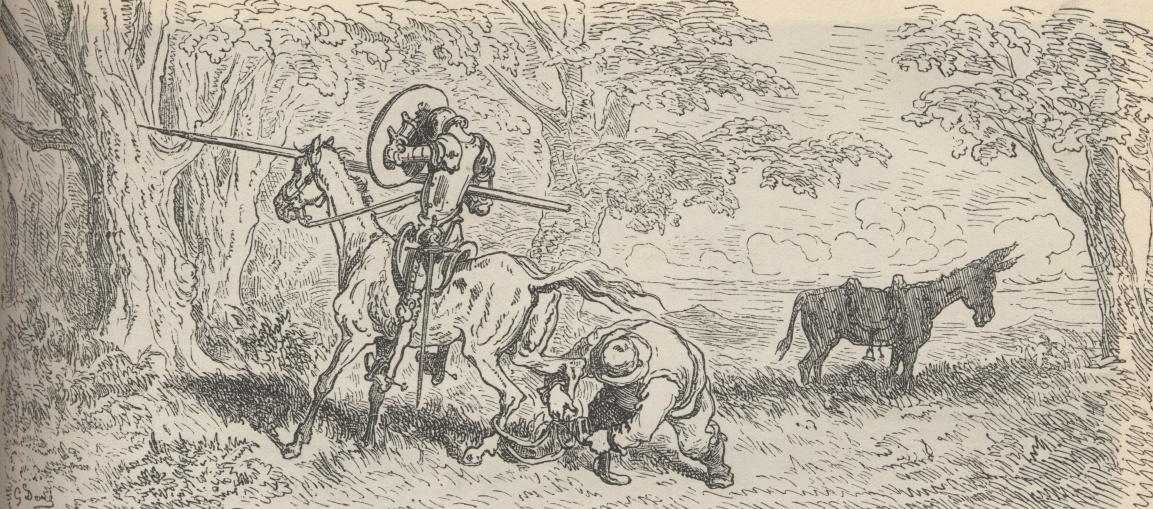
Sancho Pança prende as patas de Rocinante (1863), de Gustave Doré

Mas por falta de água ou de vinho e pela terrível sede que os afligia começaram a caminhar prado acima. E em breve ouviram um grande ruído de água, como que a despenhar-se em cascata. Mas de imediato ouviram um outro estrondo que eram uns golpes ritmados, com um certo ranger de ferros e cadeias, e que lhes secou o contentamento pela água e amedrontou Sancho.

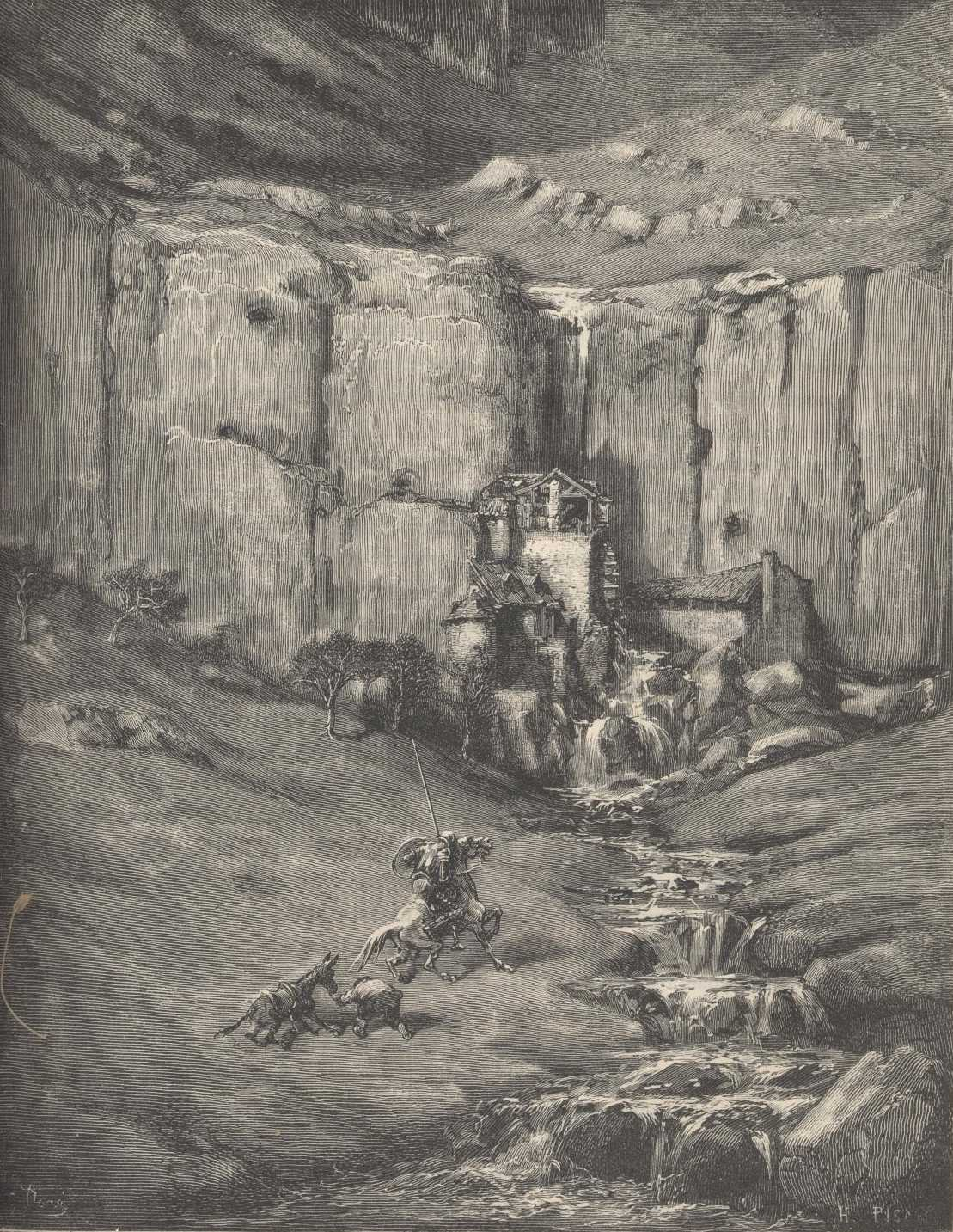
Dom Quixote e Sancho Pança aproximando-se do pisão (1863), de Gustave Doré

Continuava noite cerrada. Nisto Dom Quixote monta o Rocinante e avisa Sancho de que vai saber a causa do terrível barulho e se dentro de três dias não voltar ele que regresse a casa e avise do sucedido a sua senhora, a incomparável Dulcineia de Toboso, e pede que aperte as cilhas da sela.:101:104
Mas Sancho, que não queria ficar sozinho de noite naquele ermo, em vez de apertar as cilhas do cavalo atou com o cabresto do seu burro as patas do Rocinante, de modo a fazer esperar o seu amo até ser dia. E quando D. Quixote se quis embora não pôde porque o cavalo não se podia mexer senão aos saltos no mesmo lugar.

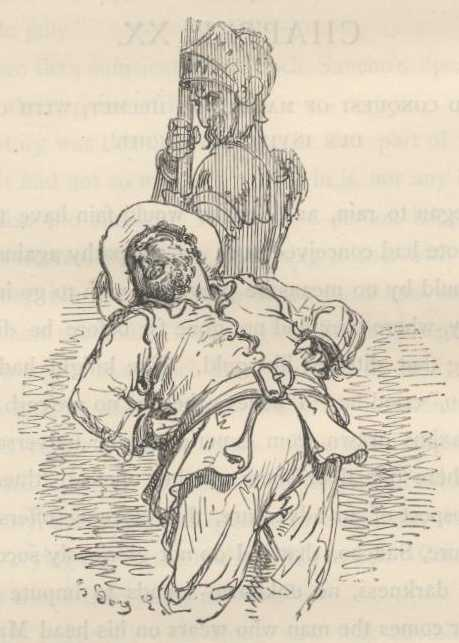
Sancho Pança ri-se do engano (1863), de Gustave Doré

E assim ficaram os dois, tendo Sancho contando a história de um pastor da Extremadura que se enamorara pela filha de um ganadeiro e que pela recusa da moça resolveu afastar-se da sua aldeia e decidiu ir para os reinos de Portugal atravessando o Guadiana.:104:107
E nestes e noutros colóquios passaram a noite, e Sancho, quando se aproximava a luz do dia, com muita cautela desapertou as patas do Rocinante. E assim que amanheceu pôs-se Dom Quixote a caminho de onde vinha o barulho sendo seguido à distância por Sancho. E após saírem do souto onde estavam viram a queda da água junto da qual havia umas casas mal feitas e tendo andado um pouco mais acabaram por descobrir que a causa do horrível e espantoso ruído não era mais do que seis maços de pisão que golpeavam alternadamente.:109:110
Dom Quixote ficou desgosto por não encontrar ali origem de uma aventura enquanto Sancho quase rebentava de riso pelas preocupações infundadas em que tinham caído, tendo-lhe Dom Quixote aplicado duas pauladas porque Sancho zombava dele. Disse-lhe Sancho que os senhores depois de dizerem uma palavra agreste a um criado costumavam dar-lhe umas calças, e que não sabia se um cavaleiro andante após aplicar pauladas daria em recompensa uma ilha, ou um reino em terra firme, respondendo-lhe Dom Quixote que ele como escudeiro lhe devia ter mais respeito, porque os amos, depois dos pais, se hão-de respeitar como estes.:110:111

### Capítulo XXI Que trata da alta aventura e rica presa do elmo de Mambrino, com outras coisas sucedidas a nosso invencível cavaleiro

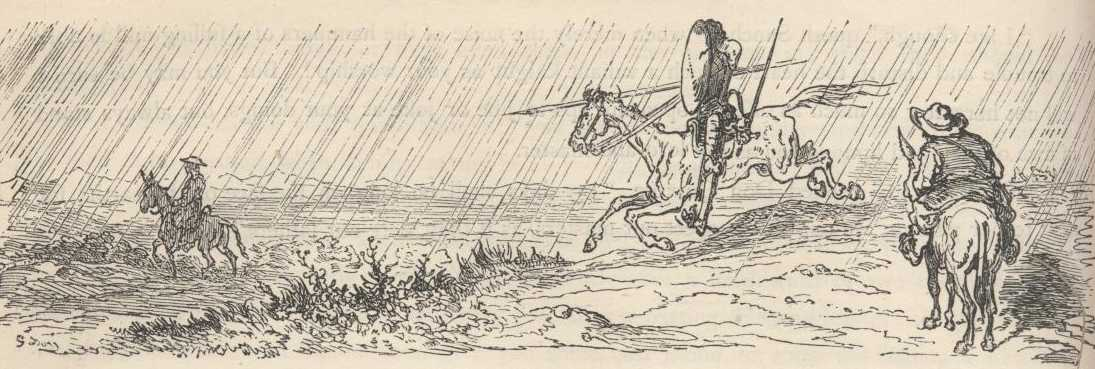
Dom Quixote avista o elmo de Mambrino (1863), de Gustave Doré

Nisto começou a chover e não querendo entrar na azenha dos pisões seguiram caminho e daí a pouco viram um homem a cavalo que trazia na cabeça uma coisa que reluzia como se fosse ouro, e Dom Quixote disse para Sancho que, se não se enganava, aquele trazia na cabeça o elmo de Mambrino, sobre o qual ele havia feito um juramento. E perguntou-lhe: "Não vês aquele cavaleiro que vem para nós montado num cavalo ruço malhado e que traz na cabeça um elmo de ouro?" ao que Sancho respondeu que apenas via um homem em cima de um asno pardo e que trazia na cabeça uma coisa que reluz.:115:116

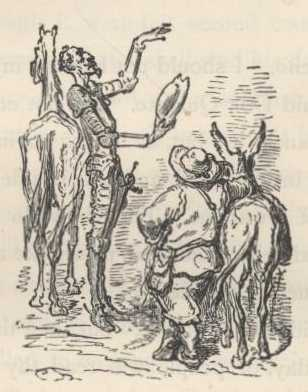
Dom Quixote enaltece a sua conquista do elmo de Mambrino observado por Sancho Pança (1863), de Gustave Doré

O cavaleiro não eram mais do que um barbeiro que ia de uma terra a outra e quando começou a chover colocou uma bacia sobre o chapéu para o proteger e vinha montado num asno pardo. Mas Dom Quixote, que todas as coisas que via as acomodava a suas desvairadas cavalarias e mal-andantes pensamentos, manteve a sua e impelindo o Rocinante investiu contra o homem com o chuço baixo. Este livrou-se da lançada e deixou-se cair do asno e fugiu pela campina deixando no chão a bacia com que se contentou Dom Quixote.:116:117
Sancho pergunta depois se pode ficar com o asno do homem que fugiu, o que não é aceite por Dom Quixote que diz que não é uso de cavalaria apresar os cavalos dos vencidos a não ser que na peleja o cavalo do vencedor tivesse perecido, mas os arreios novos podia ficar com eles, se deles tinha necessidade extrema. Comeram depois as sobras que encontraram nos alforges do asno do barbeiro e depois seguiram caminho.:118:119
E seguindo caminho pediu Sancho autorização para poder expressar uma ideia, e obtendo-a disse a D. Quixote que em vez de andarem por aqueles desertos e encruzilhadas de caminhos melhor fora ele ir oferecer os seus préstimos a algum imperador ou príncipe que sempre têm cronistas que pudessem escrever as suas altas façanhas. Ao que D. Quixote respondeu que antes de chegar a esse ponto é necessário andar pelo mundo a ser posto à prova e ganhar nome e fama tal que possa ir então à corte de um grande monarca.:119:122

### Capítulo XXII Da liberdade que deu Dom Quixote a muitos desditados que mau grado seu eram levados para onde não quiseram ir

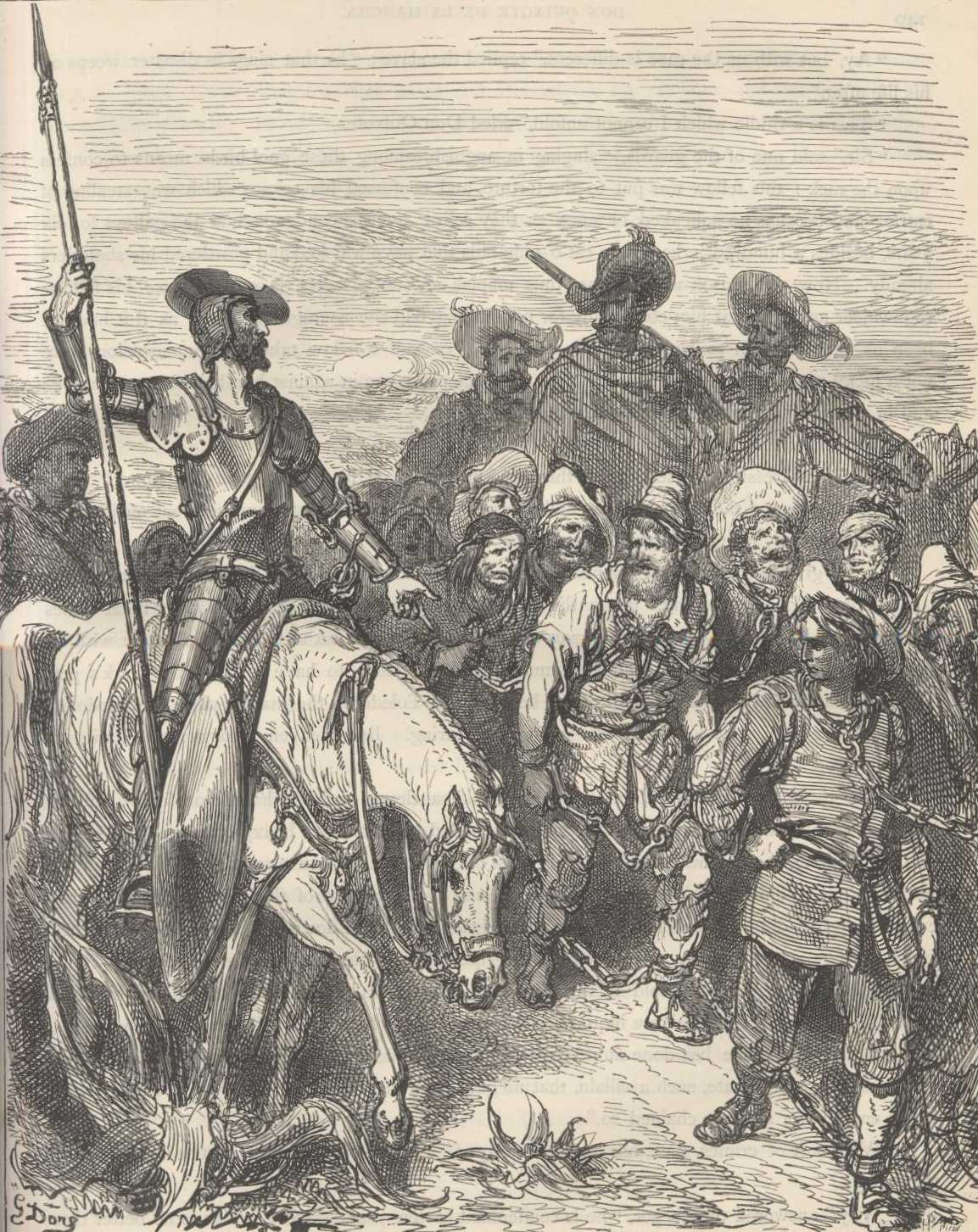
Dom Quixote encontra um grupo de condenados (1863), de Gustave Doré

Seguiam Dom Quixote e Sancho Pança quando depararam com um grupo de doze homens a pé acorrentados pelos pescoços e grilhetas nas mãs acompanhados por dois homens a cavalo que levavam escopetas e dois a pé com dardos e espadas. Assim que os viu Sancho disse que eram condenados que iam para as galés do rei. Forçados? perguntou Dom Quixote. Castigados por terem cometido delito, respondeu Sancho. Pois aqui está uma ocasião de executar o meu ofício que é de desfazer forças e socorrer os miseráveis, afiançou Dom Quixote. E quando os condenados chegaram perto, Dom Quixote pediu cortesmente aos da guarda que lhe informassem a causa ou causas por que ia aquela gente daquela maneira.:7:9

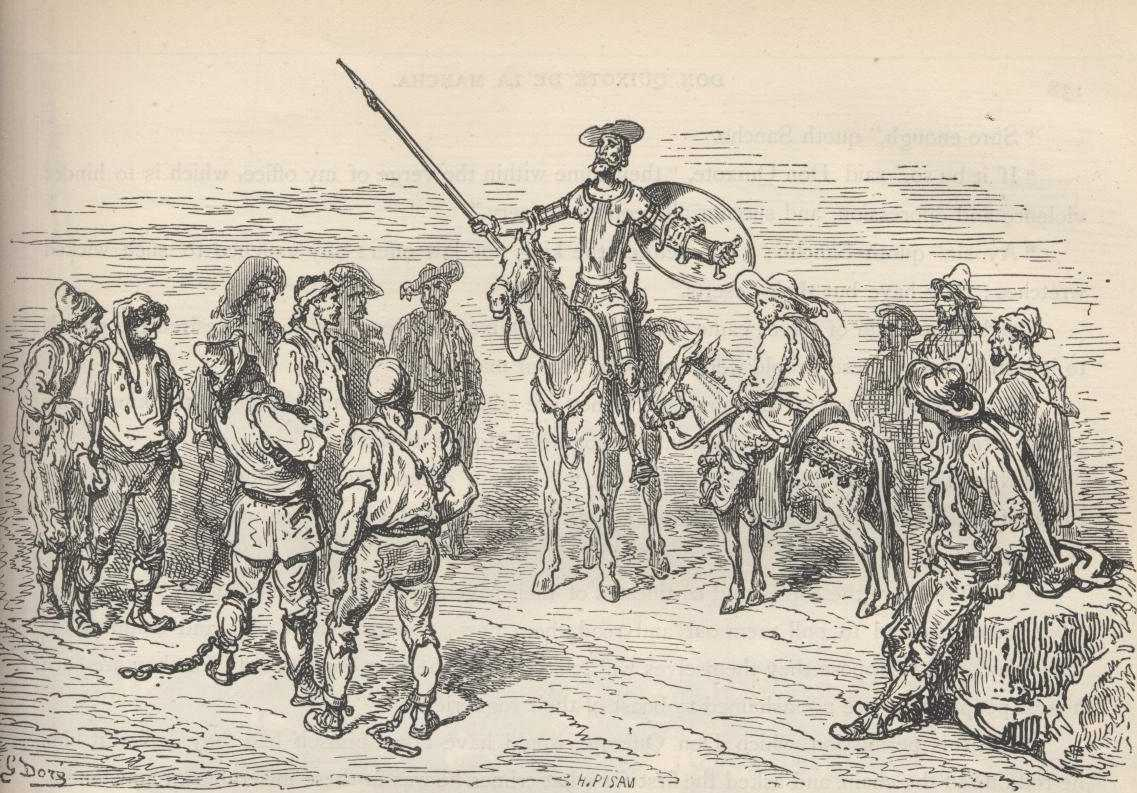
Dom Quixote pede para irem agradecer a Dulcineia de Toboso (1863), de Gustave Doré

Um dos guardas respondeu que eram condenados pela justiça do Rei e que não havia mais nada a dizer, mas deu autorização para Dom Quixote perguntar a quem quisesse a causa da sua desgraça. E Dom Quixote assim fez tendo-lhe dito o primeiro que fora filado por se ter enamorado de uma canastra carregada de roupa branca, outro que por tortura da água confessara que era ladrão de bestas, outro que ia para as galés porque não tivera antes dez ducados para pagar aos agentes da justiça, outro de barba branca que fora condenado por alcoviteiro e ainda por feitiçaria. O outro a seguir fora condenado por fornicar com duas primas irmãs e com muitas mais. 

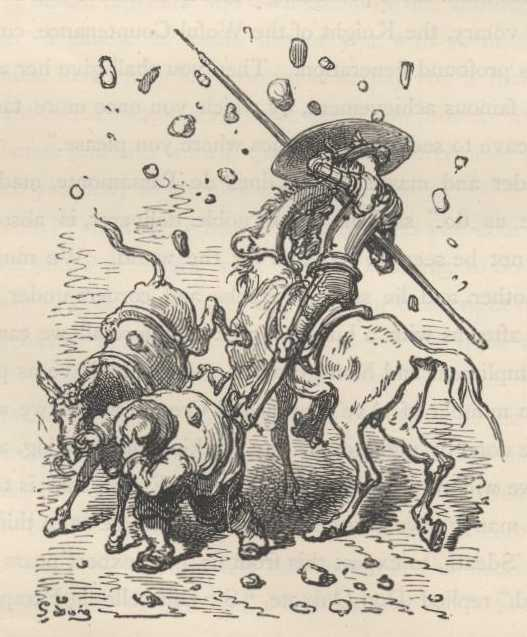
Dom Quixote e Sancho Pança são apedrejados (1863), de Gustave Doré

 Depois vinha um vesgo que vinha mais agrilhoado do que os companheiros porque os delitos eram maiores, tais que davam para escrever um livro melhor do que Lazarillo de Tormes e que iria intitular-se A Vida de Ginés de Pasamonte, que assim se chamava o condenado.:8:13
Concluiu Dom Quixote que ainda que os tivessem castigado pelas suas culpas, os condenados iam contra vontade deles, e pela jura que fizera de defender os oprimidos, intimou os guardas a libertar os presos, e não tendo sido obedecido arremeteu contra o primeiro, o da escopeta. Os outros guardas reagiram mas os condenados conseguiram livrar-se das correntes e o primeiro alcançou a escopeta do que caíra o que fez com que os guardas fugissem.:14:15
Uma vez libertados, Dom Quixote pediu-lhes que fossem todos agradecer a libertação a Dulcineia de Toboso, o que eles não aceitaram com medo de serem de novo presos. E porque Dom Quixote o ameaçara, o cabecilha, que já vira que Dom Quixote não era muito assisado, com um sinal de olhar levou os companheiros a atirar pedras a Dom Quixote e Sancho Pança que parecia chuva e estes caíram em terra. Roubaram-lhe roupas e a bacia que Dom Quixote trazia na cabeça e fugiram cada um por sua banda, deixando Sancho temeroso da Santa Irmandade e Dom Quixote amofinadíssimo por ter sido maltratado por quem ele beneficiara.:15:16

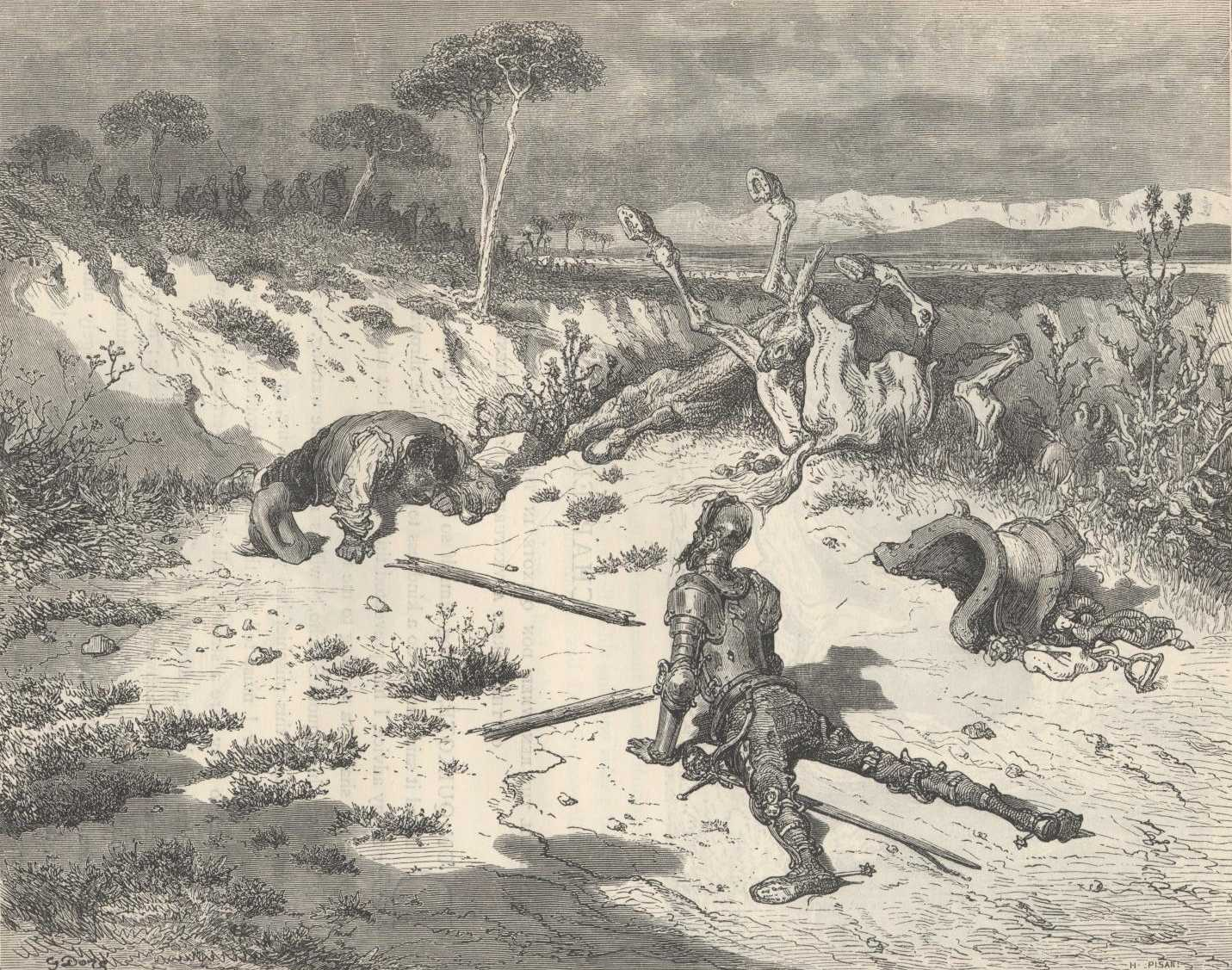
Dom Quixote e Sancho Pança após serem apedrejados (1863), de Gustave Doré

### Capítulo XXIII Do que aconteceu ao famoso Dom Quixote na Sierra Morena, que foi uma das mais raras aventuras que nesta verdadeira história se conta
Vendo-se tão mal malparado, Dom Quixote disse a Sancho que fazer bem a vilãos é como deitar água ao mar e depois seguiram viagem, guiados por Sancho com seu asno, e entraram por uma parte da Sierra Morena, tendo Sancho a intenção de a atravessar e sair no Viso del Marqués ou em Almodóvar del Campo, e esconderem-se alguns dias por aquelas asperezas para não serem achados pela Irmandade. Por milagre da refrega com os condenados escapara livre a comida que vinha nos alforges e Dom Quixote alegrou-se de entrar por aquelas montanhas por lhe parecerem lugares propícios a aventuras.:19:20

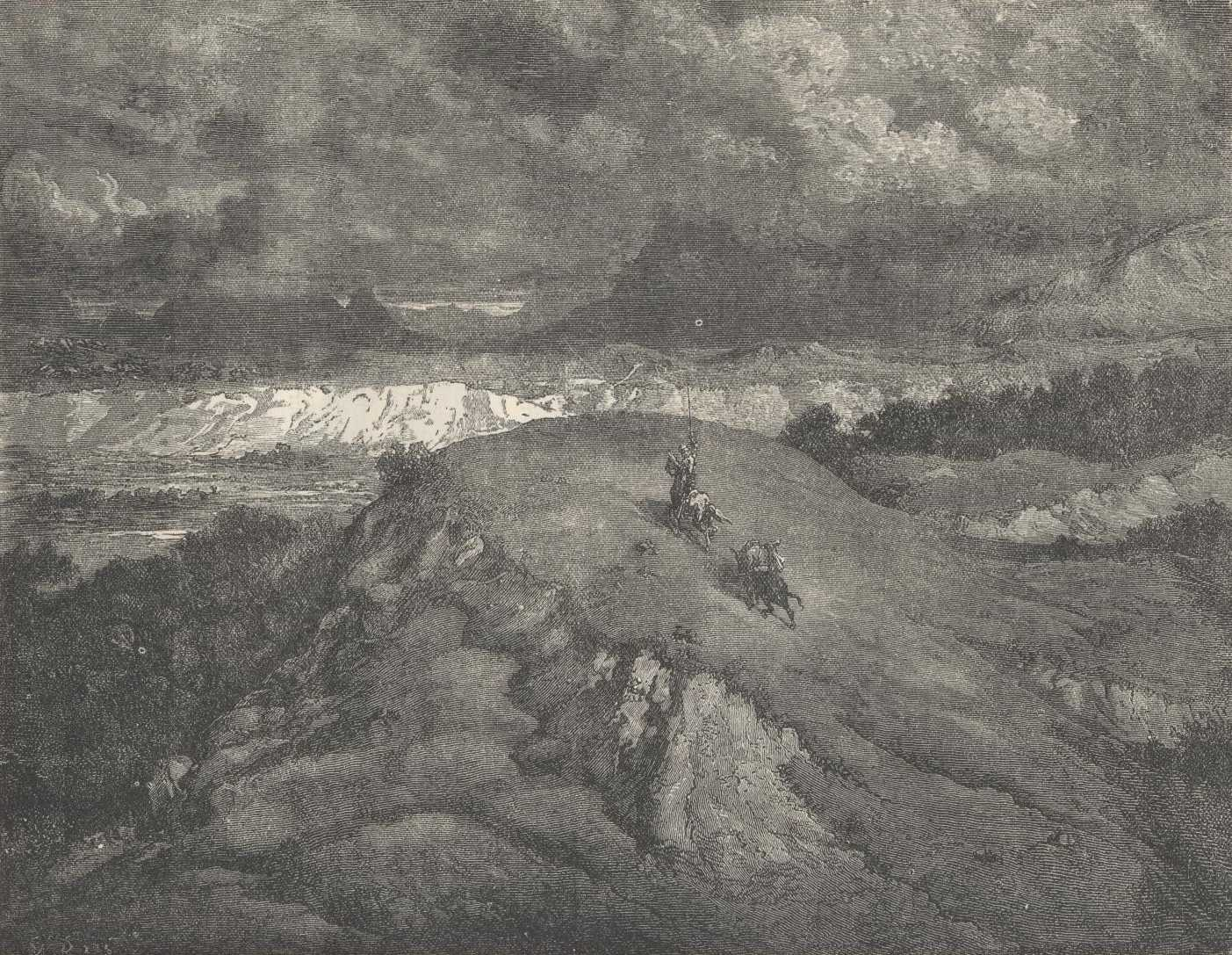
Dom Quixote e Sancho Pança na Sierra Morena (1863), de Gustave Doré

Chegada a noite decidiram pernoitar entre duas penhas e muitos sobreiros. Mas quis a sorte que por ali viesse o condenado Ginés de Pasamonte, que esperou que eles adormecessem e quando tal aconteceu furtou o jumento a Sancho Pança, não querendo saber do Rocinante, e antes do amanhecer já estava longe para se poder encontrá-lo. Quando nasceu o dia e não viu o seu ruço, Sancho Pança começou a lamentar-se em altas vozes. Dom Quixote pediu-lhe paciência e prometeu-lhe dar três jumentos dos cinco que tinha em sua casa, o que acalmou Sancho e prosseguiram viagem.:20:21

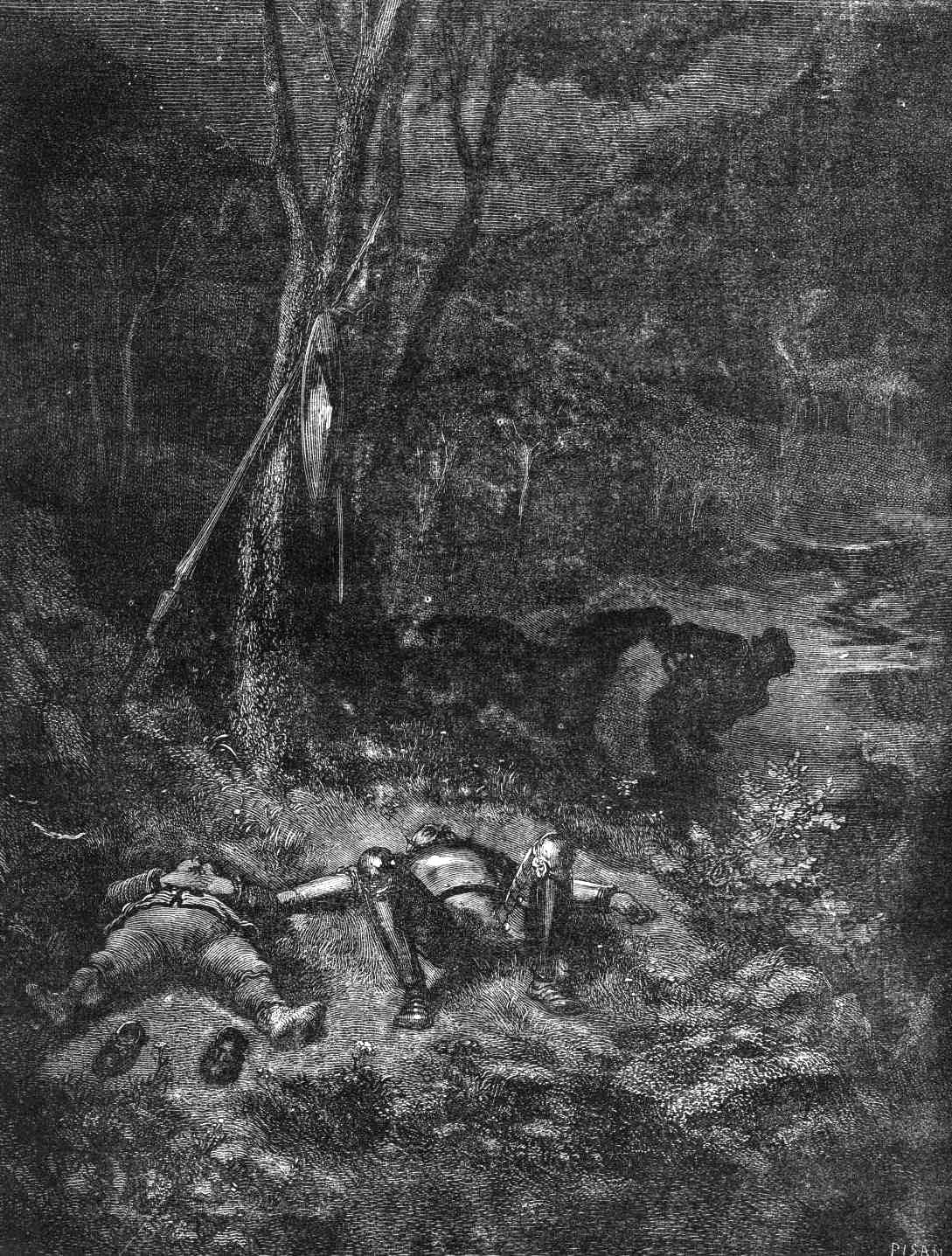
O roubo do jumento de Sancho Pança (1863), de Gustave Doré

Nisto, viu Sancho que Dom Quixote com a lança remexia num vulto caído no chão e aproximou-se rápido e viu que se tratava de uma almofada e uma maleta podres de todo. Procurando o que neles havia descobriram que continha roupa e um bom montinho de escudos de ouro, o que muito agradou a Sancho por ter uma aventura com proveito. Encontraram ainda um livro que Dom Quixote quis para si e que Sancho ficasse com o dinheiro o que o levou a beijar as mãos do seu amo. O livro continha um soneto e uma carta de amor que se provou ser de um amante que fora pela sua amada desdenhado, mas nenhuma indicação de quem teria sido o seu dono.:21:23

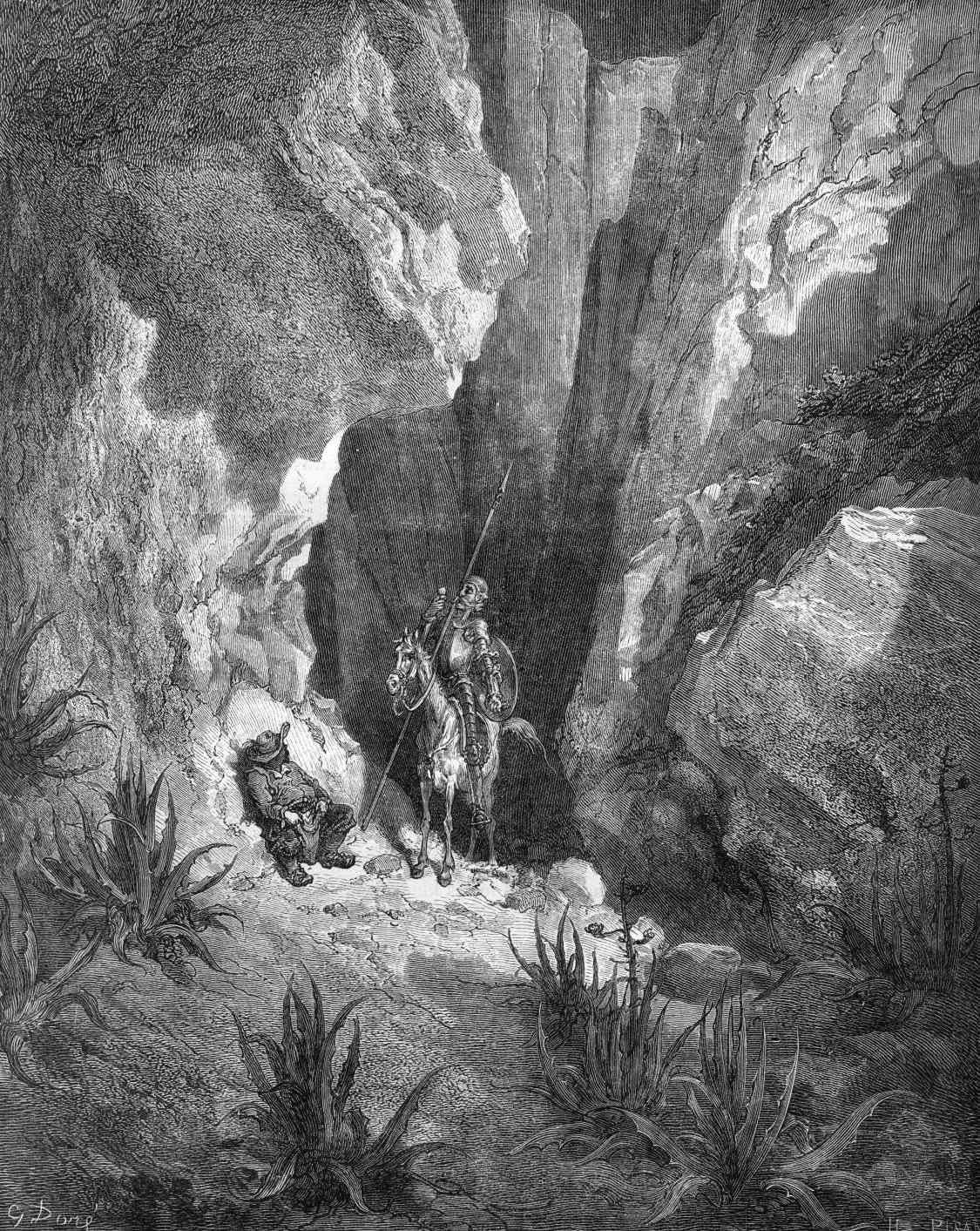
Dom Quixote anima Sancho Pança (1863), de Gustave Doré

O Cavaleiro da Triste Figura ficou com grande vontade de saber quem seria o dono da maleta, conjecturando pelo dinheiro e roupas que devia ser pessoa de posses e que os desdéns da sua dama o haviam conduzido aquele inabitável e escabroso lugar.:23:25

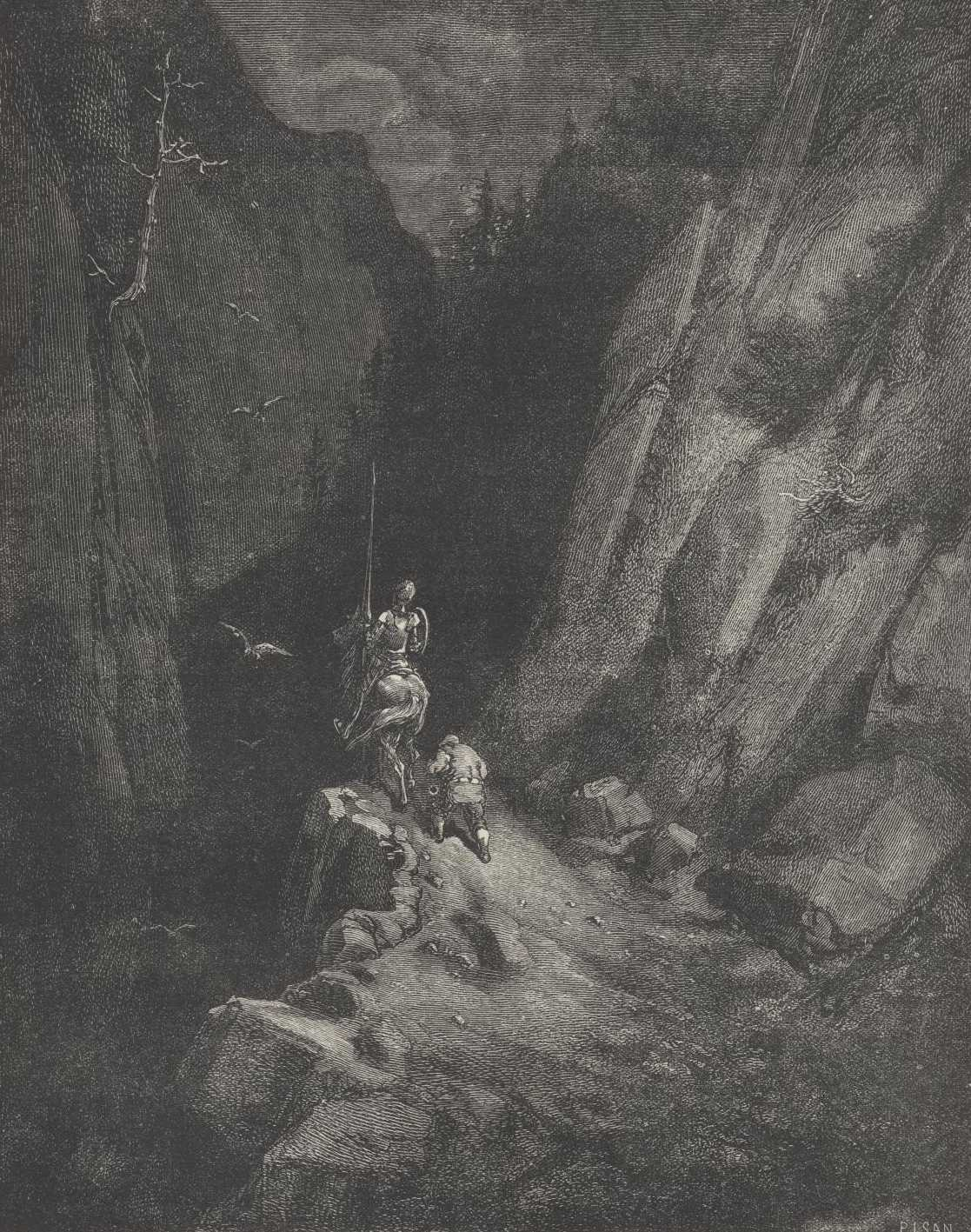
Dom Quixote e Sancho Pança em inabitável e escabroso lugar (1863), de Gustave Doré

Indo nestes pensamentos, viu no cimo de um cabeço um homem que ia saltando de penhasco em penhasco e de mato em mato com grande ligeireza. Pareceu que ia despido, barba negra e espessa, pés descalços. Logo imaginou Dom Quixote que aquele era o dono da maleta e decidiu ir procurá-lo e disse a Sancho para ir por uma banda da serra e ele por outra para mais facilmente o encontrarem, mas Sancho não quis apartar-se do seu amo e seguiram juntos, ainda que Sancho não quisesse procurá-lo porque teria de devolver o dinheiro que tinham encontrado.:23:24

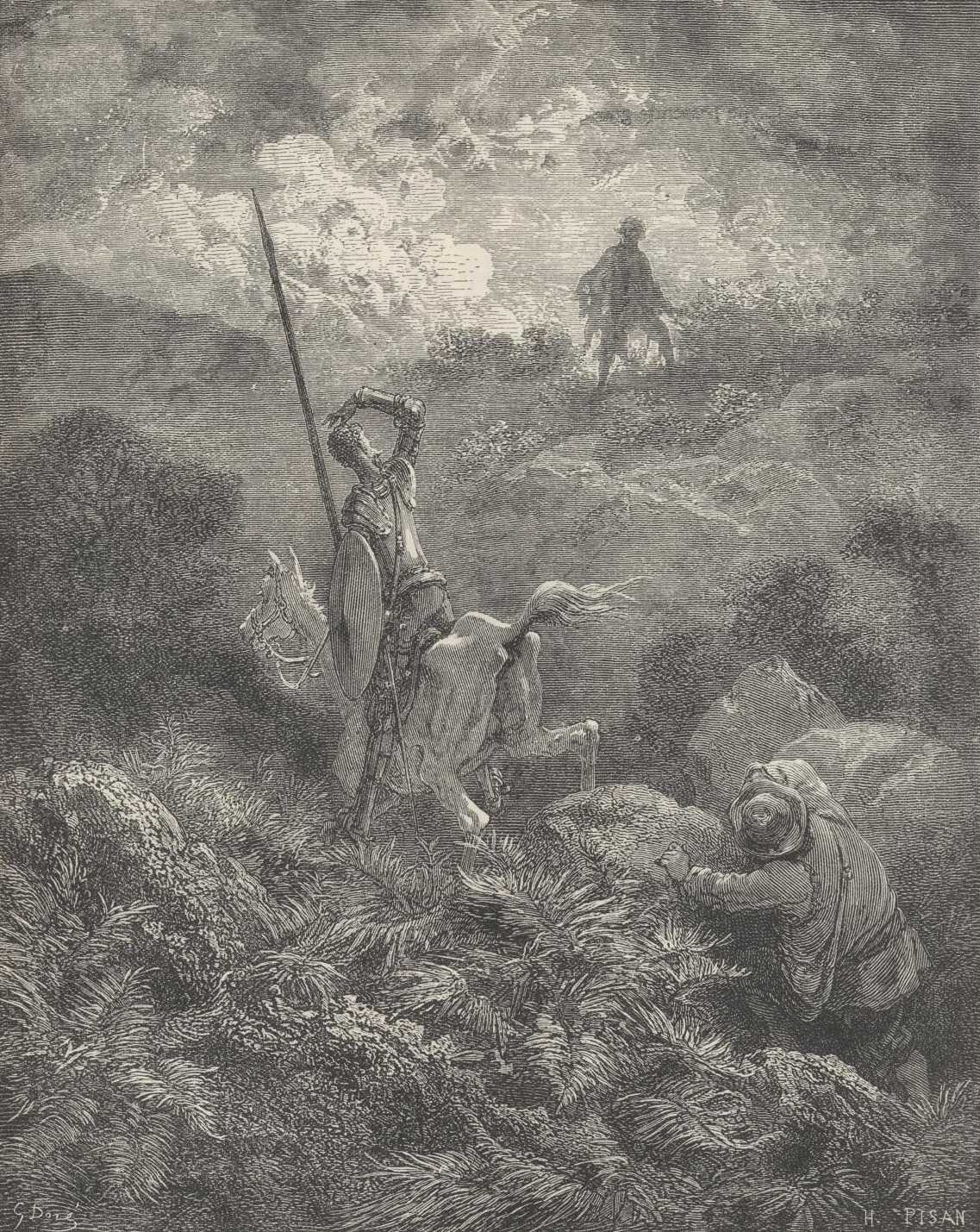
Dom Quixote e Sancho Pança vislumbram um homem a saltar pelos penhascos (1863), de Gustave Doré

E assim seguiram, e tendo rodeado parte da montanha, encontraram caída e morta junto a um ribeiro uma mula encabrestada, comida já de cães e corvos. Estando a olhá-la, ouviram um assobio e em breve apareceram umas quantas cabras e o seu pastor ancião atrás. Este disse que a mula já ali estava havia seis meses e perguntou se haviam encontrado o dono. Apenas encontramos uma maleta respondeu Dom Quixote. Também eu, respondeu o cabreiro, e não quis mexer nela para não ser acusado de furto. O mesmo disse Sancho, que não quis chegar-se a ela, e que lá ficou tal como a encontraram.:24:25

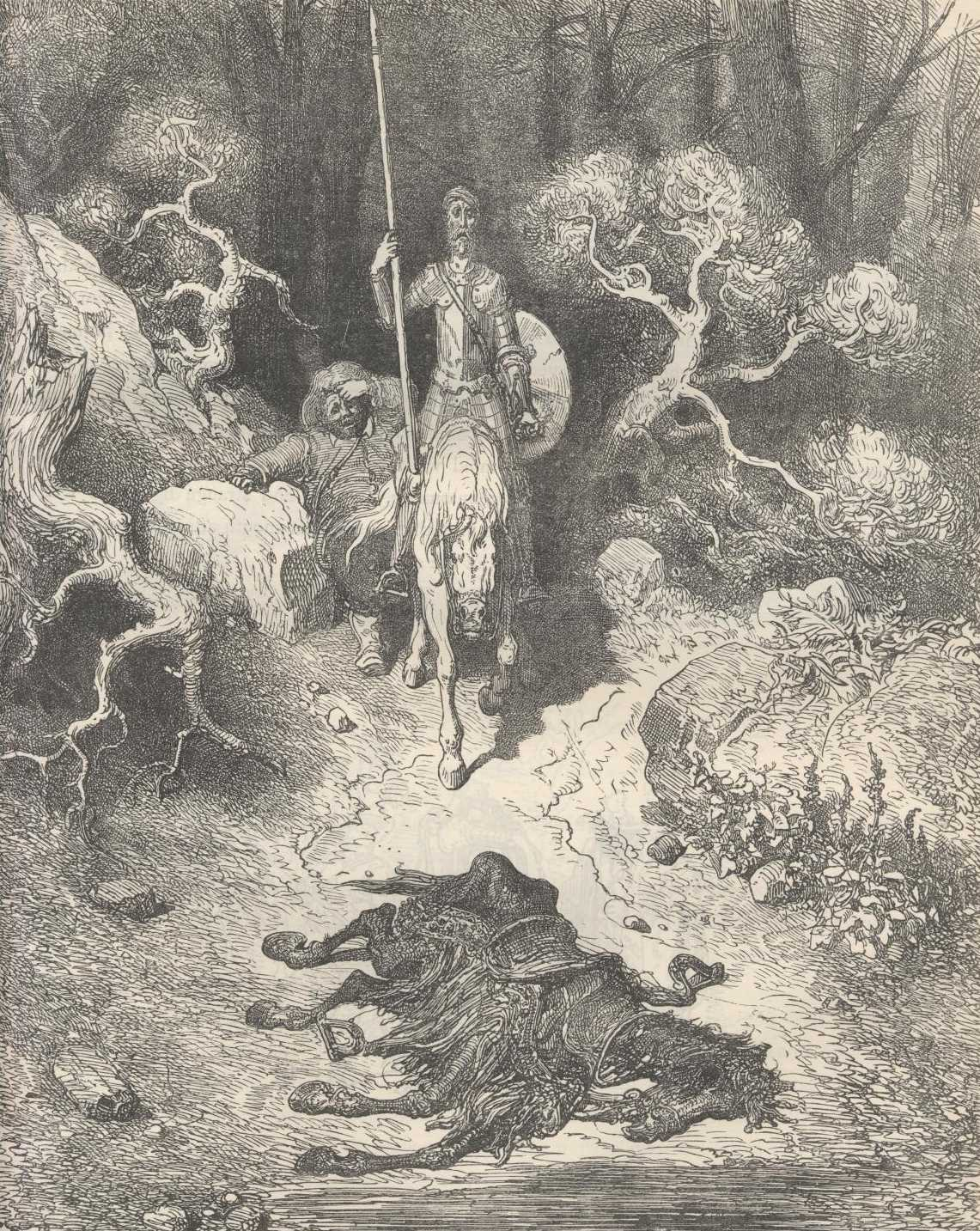
Dom Quixote e Sancho Pança encontram uma mula morta (1863), de Gustave Doré

E então o cabreiro contou a história do dono da mala e da mula. Que havia seis meses ali chegara um moço gentil, montado na dita mula e com a tal maleta. Perguntou qual era a zona mais agreste da serra e por lá ficou. Passado algum tempo este mancebo atacou um dos pastores e roubou-lhe todo o pão e queijo que encontrou e de novo se emboscou na serra. Quando disto souberam, os cabreiros resolveram procurar o ladrão e ao fim de dois dias encontram-no no oco de grosso sobreiro.:26

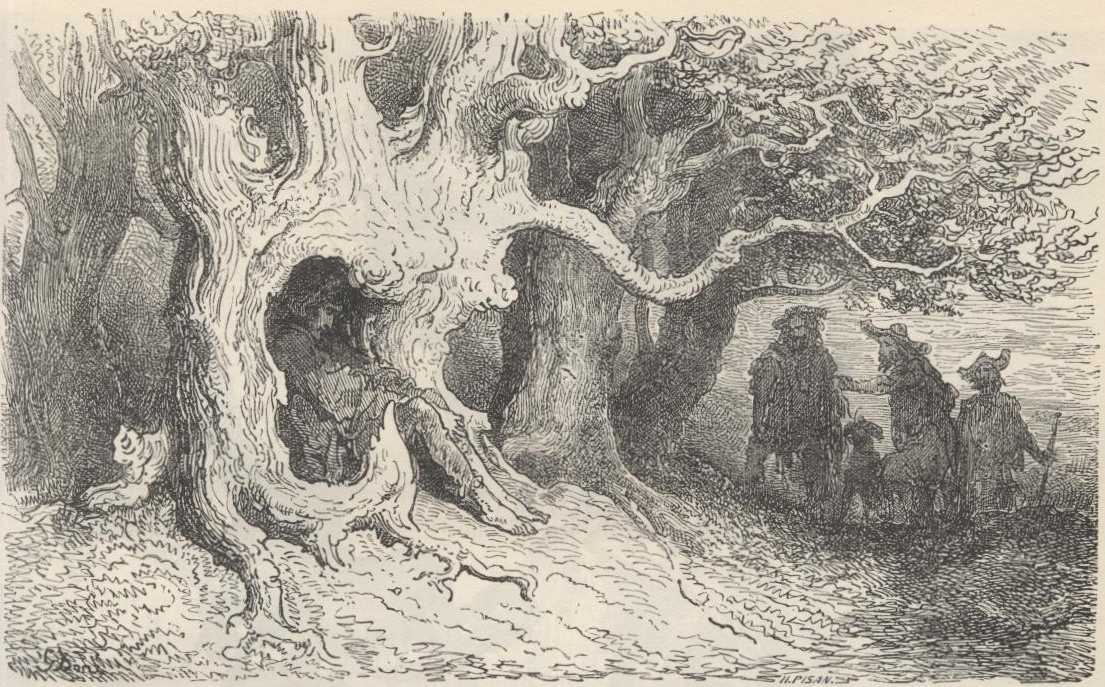
Os pastores encontram o ladrão, no oco de um grosso sobreiro (1863), de Gustave Doré

Veio até eles com muita mansidão, com as vestes rasgadas e desfigurado, e que assim andava a cumprir penitência que lhe fora imposta pelos seus muitos pecados. Disseram-lhe os pastores que quando precisasse de sustento que os avisasse em vez de furtivamente o roubar. Mas após algum tempo de suave conversa, parou e emudeceu e de seguida atirou-se ao primeiro pastor que estava junto de si, com tal furor que o matara com os punhos e os dentes se não o tivessem libertado. E gritava contra um tal Fernando que acusava de traidor e desleal. E logo depois apartou-se e emboscou-se por estevas e matagais não sendo possível segui-lo.:26
E concluiu o cabreiro que havia combinado mais quatro zagais de o procurar e de o levar à vila de Almodóvar para ser curado, se tivesse cura, e para saberem de quem se trata e se procurarem os seus parentes. Dom Quixote com mais vontade ficou de o encontrar, mas eis que o dito mancebo aparece ao longe maltrapilho e a dizer coisas que não se entendiam. Quando chega ao pé deles, Dom Quixote desmonta-se e vai abraçá-lo, ao "Roto da Má Figura", como se de há muito o conhecesse.:27

### Capítulo XXIV Onde se prossegue a aventura da Sierra Morena

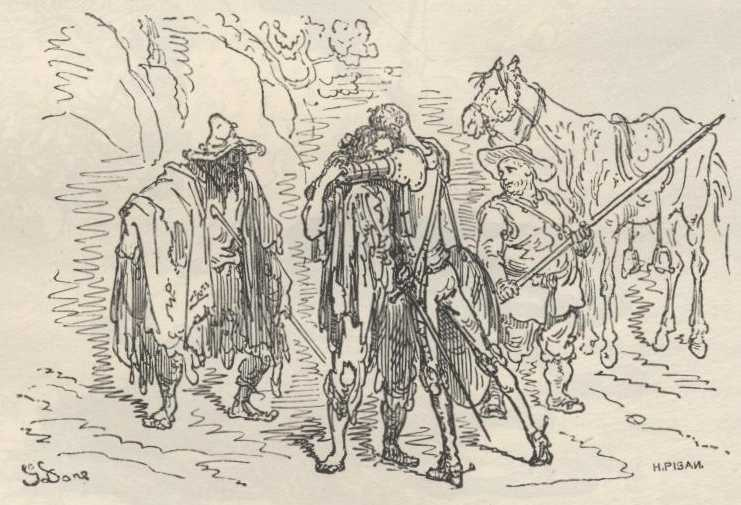
Dom Quixote abraça o Roto da Má Figura (1863), de Gustave Doré

Então o Cavaleiro da Serra pediu que lhe dessem qualquer coisa de comer e que depois contaria a sua história. Acabada a comida, o Cavaleiro do Bosque levou-os a um verde prado, estendeu-se no chão por cima da erva, no que foi imitado pelos outros, e então começou a sua história, avisando para não o interromperem de maneira alguma, caso contrário no mesmo instante findaria a narrativa.:31:32
E então contou que se chamava Cardénio sendo um nobre da Andaluzia e que desde muito novo estava enamorado de Lucinda, donzela não menos nobre e rica que vivia na mesma cidade, até que chegou o tempo de a pedir em casamento, mas ocorreu então que o Duque Ricardo exigiu que Cardénio fosse para a sua corte. Quando se despediram, Lucinda prometeu esperar pelo seu regresso.:32:34
Chegado ao paço do Duque, ganhou amizade com o filho segundo chamado Fernando, o qual queria muito a uma lavradora filha de gente muito rica, e tão formosa que levou Fernando a querê-la em casamento, porque de outra maneira fora impossível possuí-la. Cardénio tentou dissuadi-lo, mas vendo que não resultava, quis contar ao Duque. Fernando, astuto, disse que o melhor remédio para se esquecer da formosa lavradora era ausentar-se por algum tempo, e propôs que partissem ambos para casa do pai de Cardénio, justificando com a compra de cavalos muito bons que havia naquela terra, o que agradou imenso a Cardénio pois voltaria a ver Lucinda. :34:35

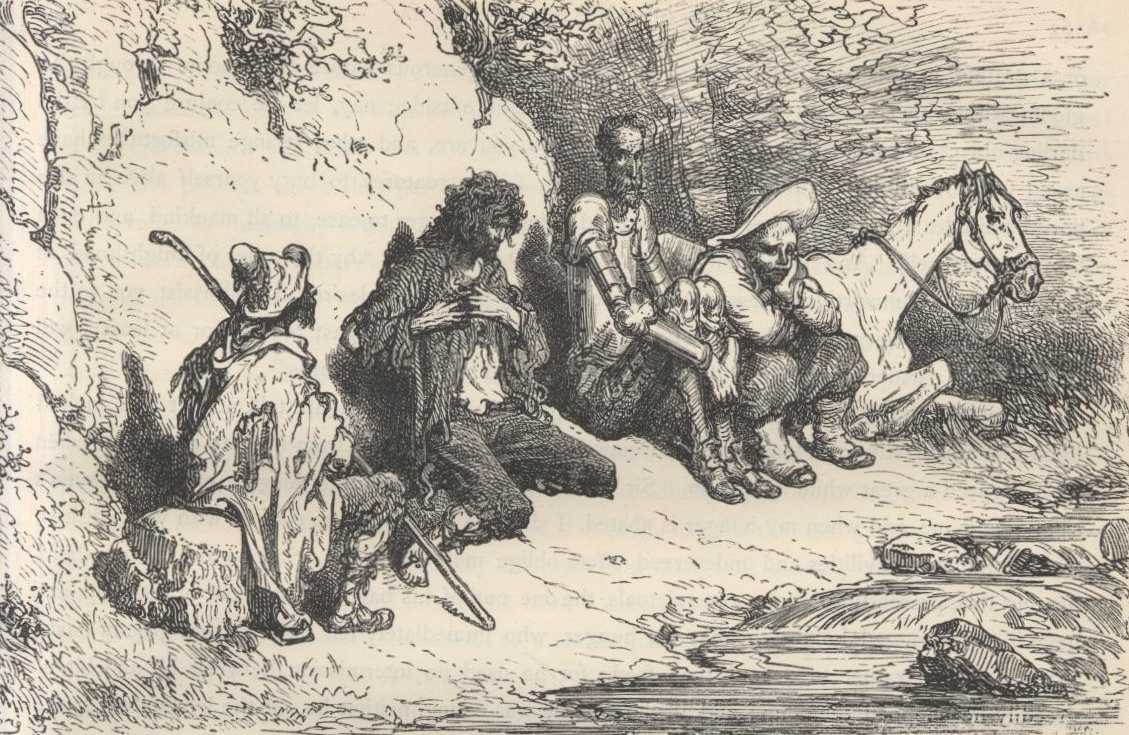
Dom Quixote ouve a história do Roto da Má Figura (1863), de Gustave Doré

Tendo o Duque concedido licença para a viagem, ambos se dirigiram para a cidade de Cardénio onde foram recebidos pelo pai deste. Mas em breve Fernando se enamorou de Lucinda e Cardénio começou a temer o pior e a desconfiar dele. Ora aconteceu que tendo Lucinda pedido a Cardénio um livro de cavalarias para ler, por ser muito afeiçoada a tal género de leitura, este lhe levou o "Amadis de Gaula"...:35:36
E assim que foi nomeado o livro de cavalaria, D. Quixote interrompeu-o dizendo que Lucinda deveria ser uma excelente senhora por gostar de tais livros. Assim que D. Quixote falou, Cardénio ficou imediatamente calado. D. Quixote pediu-lhe então que prosseguisse a sua história, mas sem sucesso. Passado um bom espaço, Cardénio levantou-se dizendo que não lhe saía do pensamento "aquele grande velhaco do mestre Elisabat que estava amancebado com a Rainha Madásima".:36:37

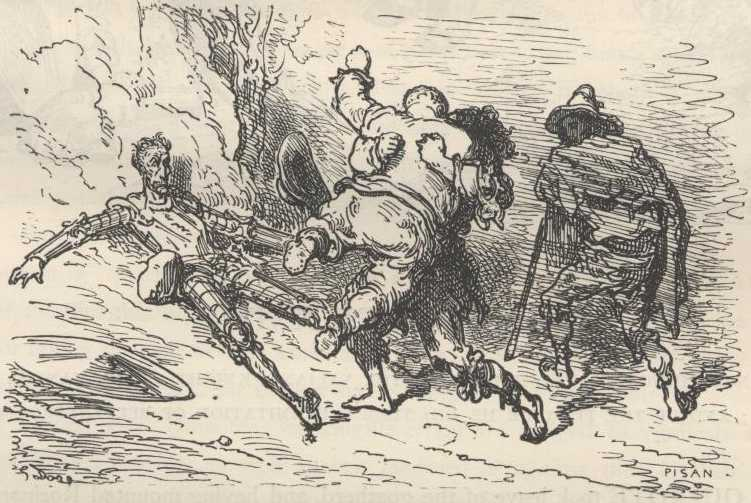
O Roto da Má Figura ataca Sancho Pança (1863), de Gustave Doré

No que foi interrompido com muita cólera por D. Quixote, pois a Rainha Madásima era dama por ele muito considerada e quem dissesse o contrário mentia como grande velhaco. Estando Cardénio já irado e ouvindo-se apelidar de embusteiro e de velhaco, ergueu um calhau e atirou-o ao peito de D. Quixote com tanta força que o fez cair de costas. Sancho Pança atacou o doido, mas o Roto conseguiu derruba-lo com a primeira punhada e saltou-lhe para cima amolgando-lhe as costelas. O cabreiro que o quis defender, foi também derrotado; e vendo os três estendidos e moídos, Cardénio deixou-os e embrenhou-se na montanha.:37:38
Levantou-se Sancho e com a raiva quis vingar-se no cabreiro, mas respondeu este que já os tinha avisado do mau ser do Roto. Replicou Sancho e chegaram a agarrar as barbas um do outro, até que D. Quixote os apartou e aquietou. D. Quixote tornou a perguntar ao rústico se seria possível encontrar Cardénio, porque estava com grande desejo de saber o fim da sua história. Disse-lhe o cabreiro que não sabia onde ele se escondia, mas se o procurassem muito bem por aqueles sítios, haveriam de encontrá-lo, com juízo ou sem ele.:38

### Capítulo XXV Que trata das estranhas coisas que na Sierra Morena sucederam ao valente Cavaleiro de La Mancha, e da imitação que fez da penitência de Beltenebros

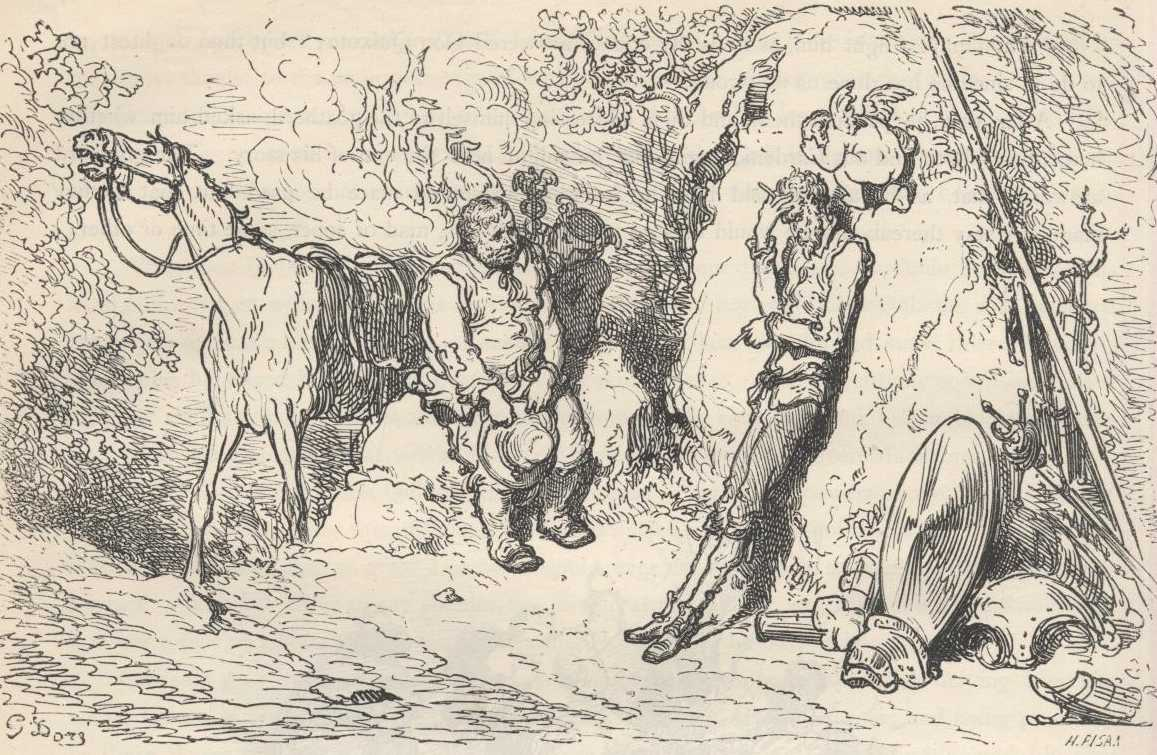
Dom Quixote sonha com Dulcineia e Sancho com burricos (1863), de Gustave Doré

Despediu-se D. Quixote do cabreiro, e, tornando a montar em Rocinante, mandou a Sancho o acompanhasse, o que ele fez a pé, de muito má vontade.:41 Mas enfim — disse Sancho — o que é que Vossa Mercê pretende fazer em tão remotas brenhas? — Não te disse já, Sancho — respondeu D. Quixote — que pretendo imitar a Amadis desempenhando-me aqui do papel de desesperado, de sandeu e de furioso, para imitar juntamente ao valoroso D. Roldão, quando topou numa fonte os sinais de ter Angélica, a bela, cometido vileza com Medoro, e de consternado se tornou louco, arrancou as árvores, enturvou as águas das claras fontes, matou pastores, destruiu gados, abrasou choças, derribou casas, arrastou éguas e fez outras cem mil insolências dignas de eterno renome e escritura?:44

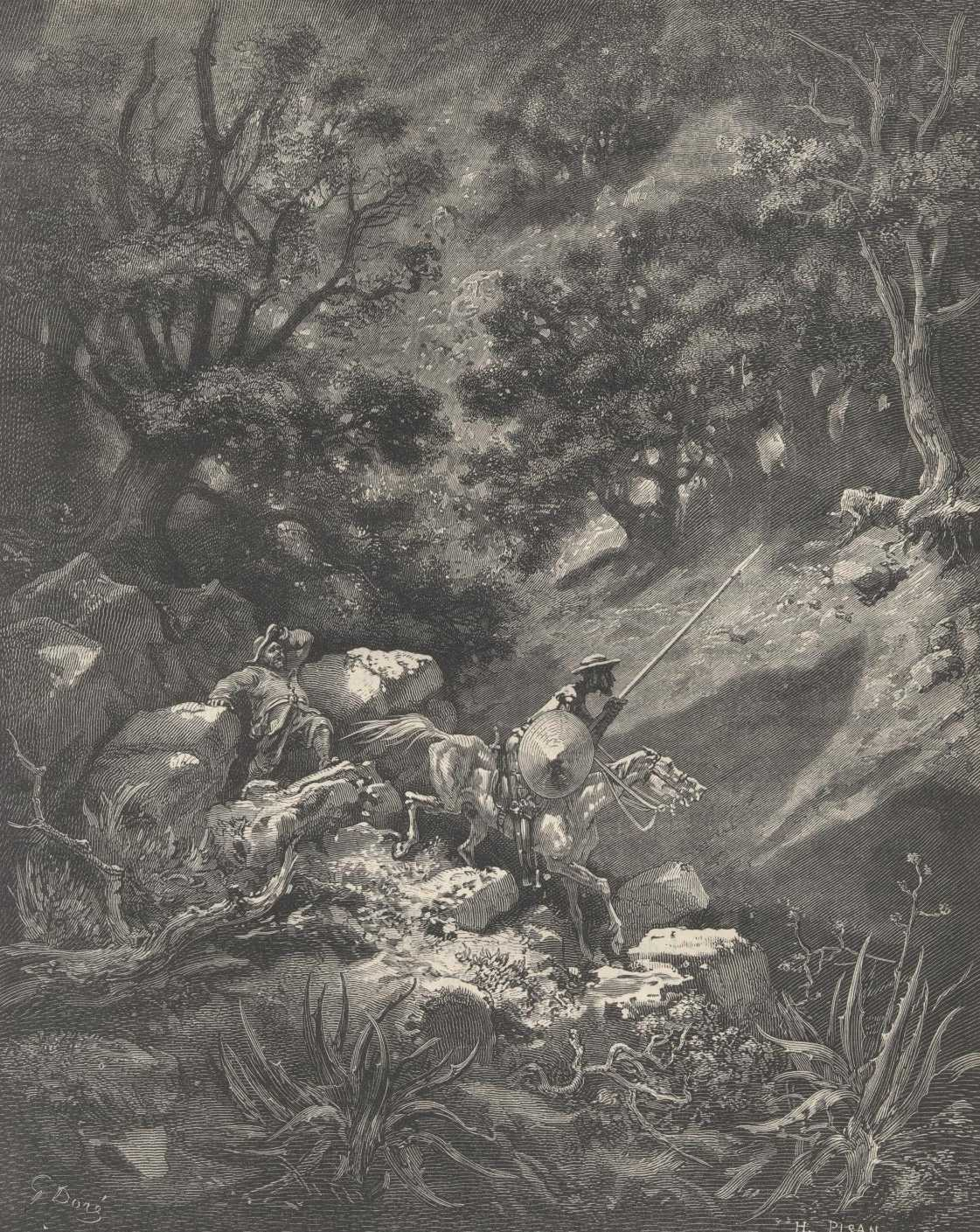
Chegaram ao pé de um alto monte (1863), de Gustave Doré

—  Louco sou, e louco hei-de ser até que voltes com a resposta da carta que por ti quero enviar à minha senhora Dulcineia; e se ela vier como merece a minha lealdade acabar-se-ão as minhas sandice e penitência; e se for ao contrário, confirmar-me-ei como verdadeiro louco, e assim não sentirei nada.:45
Com esta conversação chegaram ao pé de um alto monte. Corria-lhe pela falda um manso arroio, e por todas as partes à volta se lastrava um prado tão verde e viçoso que era alegria dos olhos. Foi este o sítio que elegeu o Cavaleiro da Triste Figura para a sua penitência. — Agora só me falta rasgar o fato, espalhar por aí as armas e dar cabriolas e cabeçadas por estas penhas, com outras coisas deste jaez que te hão-de admirar— disse D. Quixote.:46

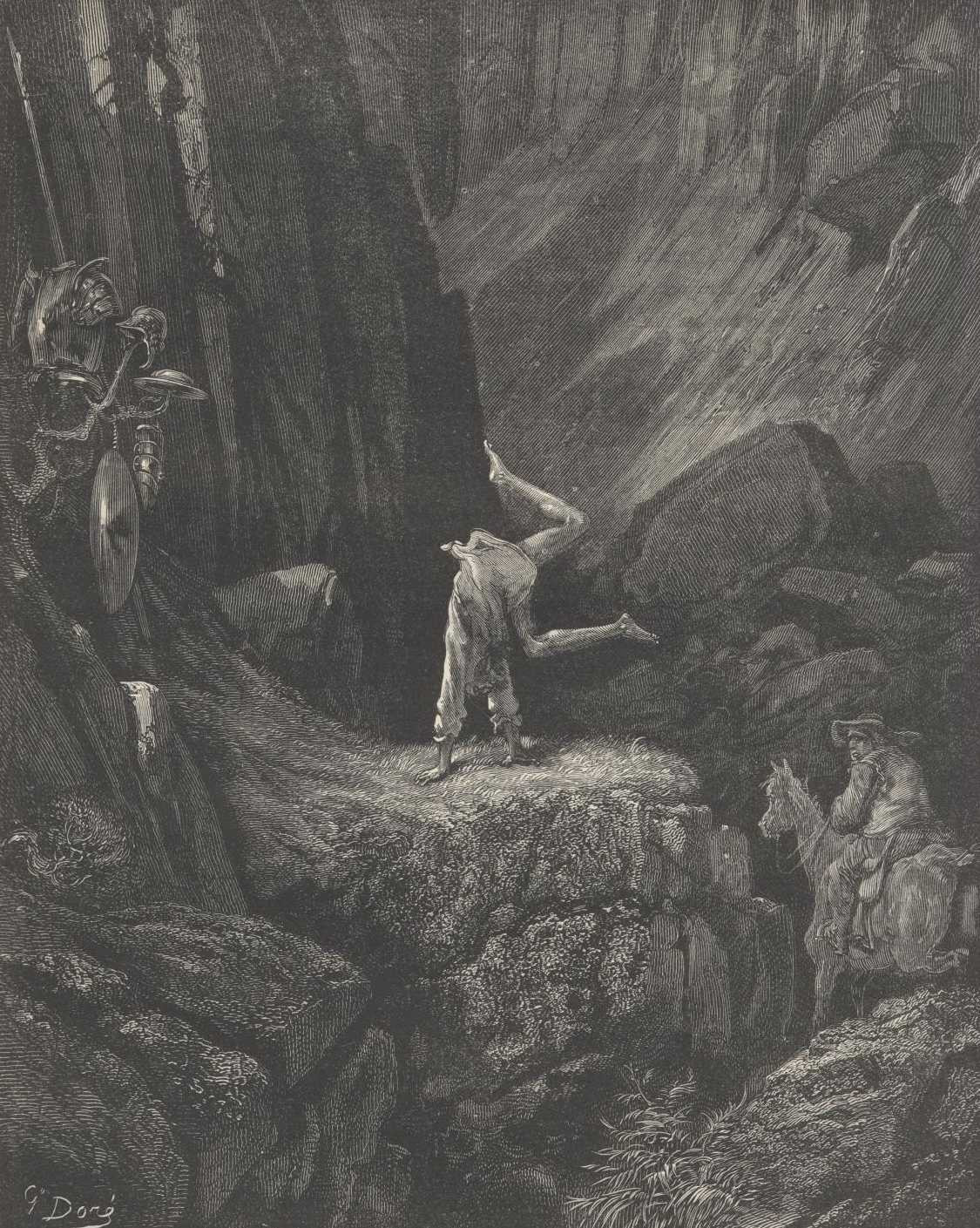
E, despindo com toda a pressa os calções (1863), de Gustave Doré

Como irei escrever a carta — disse o da Triste Figura? — A carta e mais a ordem para os três burrinhos — acrescentou Sancho.— Essa ordem também a assinarei, que a minha sobrinha nenhuma dúvida porá em a cumprir; e pelo que respeita à carta de amores, porás, em vez de assinatura: Vosso até à morte, o Cavaleiro da Triste Figura. E o ir a coisa escrita por mão de outrem pouco importa, porque, se bem me lembra, a Dulcineia não sabe escrever nem ler, nem em toda a sua vida viu nunca letra nem carta minha, porque os meus amores e os dela têm sido sempre platónicos, sem se atreverem a mais que a um olhar honesto, tamanho é o recato e encerro com que seu pai Lourenço Corchuelo e sua mãe Aldonça Nogales a criaram.:46:47
Pois a filha de Lourenço Corchuelo, chamada Aldonça Lourenço, é que é a senhora Dulcineia del Toboso — perguntou Sancho? Ela é essa — disse D. Quixote — a que merece ser senhora de todo o universo.— Bem a conheço — disse Sancho; — sei que atira tão longe uma barra como o mais forte pastor daquele povo. Viva Deus, que é um raparigão de truz, direita e desempenada, e de cabelinho na venta, e que pode tirar as barbas de vergonha a qualquer cavaleiro andante, ou por andar, que a tiver por sua dama.:49:50

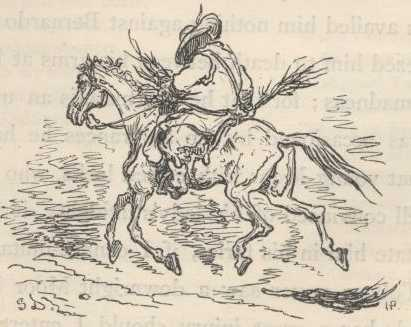
Deixemo-lo seguir o seu caminho, até à volta (1863), de Gustave Doré

— Ora pois — disse Sancho — ponha Vossa Mercê agora nessa outra página adiante a ordem dos três burricos, e assine com muita clareza, para a conhecerem logo que a virem.— Pelo menos quero, Sancho, — disse D. Quixote — que me vejas nu em pêlo, e fazer uma dúzia ou duas de disparates; não me levarão nem meia hora; tendo-os tu presenciado pelos teus olhos, já podes jurar sem carrego de consciência todos os outros que te parecer acrescentar. E, despindo com toda a pressa os calções, ficou em carnes, com poucas roupas menores, e logo, sem mais nem menos, deu duas cabriolas no ar, e dois tombos de cabeça a baixo, descobrindo coisas que, para não vê-las outra vez, voltou Sancho a rédea a Rocinante, e se deu por habilitadíssimo para poder jurar que o fidalgo ficava doido confirmado. Deixemo-lo seguir o seu caminho, até à volta, que pouco tardou.:52:54

### Capítulo XXVI Onde se prosseguem as finezas que de enamorado fez Dom Quixote na Sierra Morena

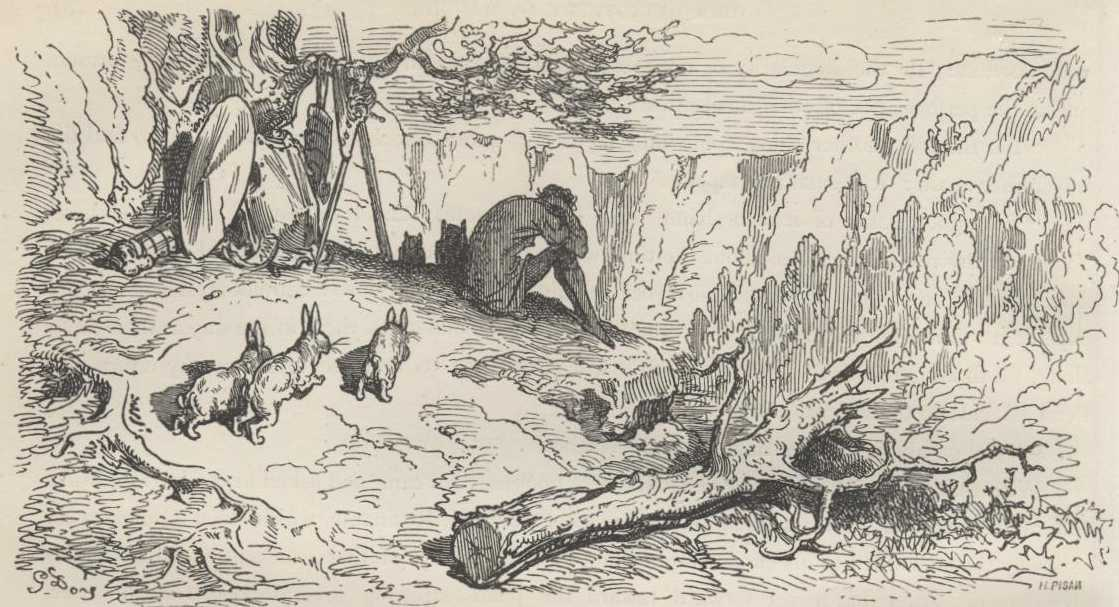
Subiu à ponta duma alta penha, e ali tornou a discorrer (1863), de Gustave Doré

Depois que se viu só, D. Quixote acabou de dar as cambalhotas nu da cinta para baixo, subiu à ponta duma alta penha, e ali tornou a discorrer sobre o que já outras muitas vezes havia cismado, o que seria melhor e mais cabido? se imitar a Roldão nas loucuras desaforadas, ou a Amadis nas melancólicas. Amadis de Gaula, sem perder o juízo, nem fazer loucuras, alcançou enorme fama de enamorado quando, ao ver-se desdenhado por Oriana, que lhe ordenara que não aparecesse enquanto não o chamasse, se retirou para a Penha Pobre na companhia dum ermitão, e ali se fartou de chorar, até que o céu lhe acudiu no meio da sua maior tristeza e desamparo. Ora se isto é verdade, pensava D. Quixote, para que vou eu despir-me de todo, ou fazer ofensa a estas árvores que nenhum mal me fizeram, ou enturvar a água clara destes arroios que me hão-de dar de beber quando tiver sede? E se eu não sou despedido nem desdenhado da minha Dulcineia, basta-me o estar ausente dela.:57:58
Já Sancho, tomando a estrada real, pôs-se à cata do caminho para Toboso. No dia seguinte chegou à venda em que lhe sucedera a desgraça da manta, indeciso se entraria ou não. Estando naquilo, saíram de lá dois indivíduos que logo o conheceram. Um deles, o cura, perguntou-lhe pelo amo. Sancho quis encobrir o lugar onde o amo ficara, e de que modo; Deixe-se disso — disse o outro, o barbeiro — se não diz onde ficou, cuidaremos que o matastes e roubastes; tanto mais, que vindes montado no seu cavalo; ou nos dizeis onde está o dono do rocim, ou com a justiça vos havereis. Respondeu Sancho que não era homem que roube ou mate a ninguém; e que o seu amo ficara a fazer penitência no meio daquela montanha por sua inteira vontade. E logo lhes contou como o deixara, as aventuras que lhe haviam sucedido, e como levava a carta à Senhora Dulcineia del Toboso de quem o amo estava enamorado.:59:60

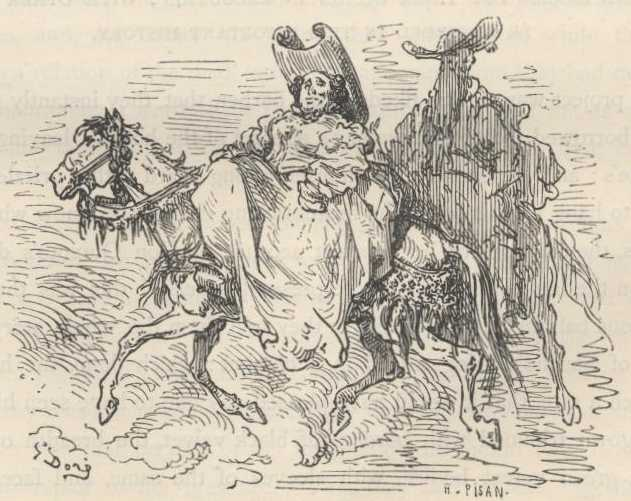
Em trajo de donzela andante e o barbeiro num hábito de seu escudeiro (1863), de Gustave Doré

Tamanha era a serenidade com que Sancho narrava tudo aquilo, e com tão pouco juízo, que os dois não cessavam de se admirar, considerando quão veemente fora o ataque de loucura de D. Quixote, pois tinha arrastado também consigo o juízo deste pobre homem. Mas não se quiseram cansar a tirá-lo do erro, pois não havendo nisso perigo, sendo divertido desfrutar das tontarias.:62
Mas o que se deve fazer, disseram eles, é diligenciar pôr D. Quixote fora daquela escusada penitência. Depois de pensarem no modo como haviam de o conseguir, acudiu ao cura uma via muito conforme ao gosto de D. Quixote. Sugeriu o cura que ele se vestiria em trajo de donzela andante e o barbeiro num hábito de seu escudeiro; e assim iriam aonde D. Quixote estava, fingindo ser ela uma donzela afligida e necessitada, e lhe pediria um dom que ele lhe não poderia recusar, como valoroso cavaleiro andante que era; e que o dom pretendido era que ele viesse com ela a reparar-lhe um agravo, que um descortês cavaleiro lhe havia feito; e igualmente lhe suplicava que lhe não mandasse tirar a máscara, nem lhe perguntasse nada dos seus particulares, antes de a ter vingado daquele mau cavaleiro; que sem dúvida D. Quixote estaria por tudo quanto nestes termos a donzela lhe pedisse, e deste modo o tirariam dali, e o levariam ao seu lugar, e lá se veria que remédio se poderia dar à sua estranha loucura.:62:63

### Capítulo XXVII De como alcançaram seu intento o Cura e o Barbeiro, com outras coisas dignas de serem contadas nesta grande história
Sairam da venda a caminho da serra conduzidos por Sancho Pança e no dia seguinte chegaram perto do local e Sancho foi adiante sózinho para dar primeiro a suposta resposta de Dulcineia a D. Quixote, o que deveria bastar para o tirar daquele ermo, sem terem o trabalho da mascarada. Ficando à espera, o cura e o barbeiro viram chegar um homem que era Cardénio. Este estava agora em perfeito juízo, e vendo os dois em trajos tão desacostumados admirou-se, e mais ainda quando demonstraram que conheciam parte do seu caso, e dispôs-se a contar o resto.:67:72

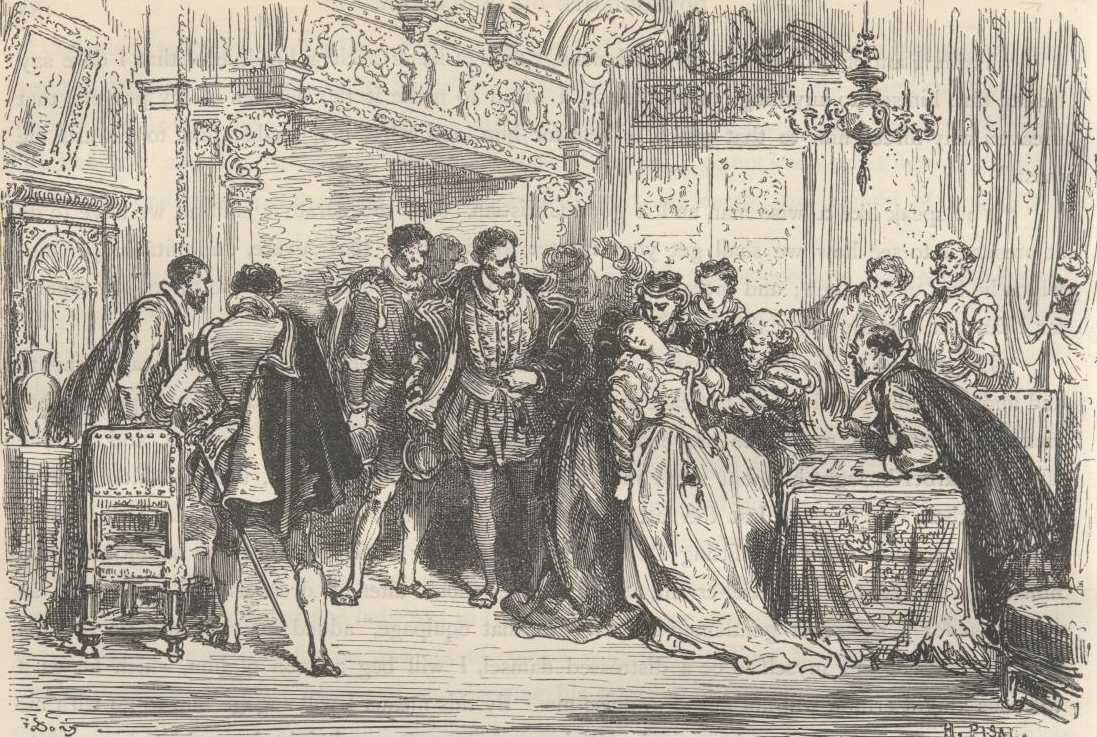
Pondo a mão sobre o coração, caiu desmaiada (1863), de Gustave Doré

Cardénio tinha decidido então pedir Lucinda por esposa, mas D. Fernando obrigou-o a visitar o irmão, com o pretexto de lhe pedir dinheiro para comprar seis cavalos. Cardénio despediu-se de Lucinda e partiu para junto do irmão de D. Fernando, de quem foi bem recebido, mas não despachado, porque recebeu ordem de esperar oito dias. Ao quarto dia chegou um homem com uma carta de Lucinda. Nela contava que D. Fernando a havia pedido por esposa, e o pai dela, seduzido pela vantagem, havia aceitado, e que em dois dias se haveria de celebrar o casamento, pedindo ajuda.:73:76
Cardénio pôs-se logo a caminho e ao chegar foi falar com Lucinda furtivamente junto às grades habituais dos seus encontros. Quando o viu, Lucinda disse-lhe que já estava vestida de noiva, e a esperavam na sala, mas que mais depressa haveria de morrer, que de casar. "Não te perturbes, querido, mas procura achar-te presente a este sacrifício; se eu o não puder impedir, uma adaga levo oculta e darei fim à minha vida." Respondeu-lhe Cardénio, confuso e à pressa, “Senhora, façam vossas obras confirmar essas palavras; se levas adaga, espada levo eu também para com ela te defender, ou para me arrancar a vida, se a sorte contra mim se declarar.”:76

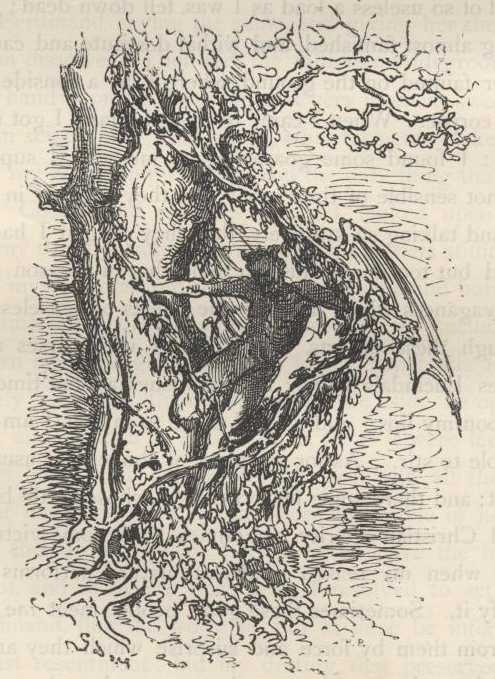
A sua morada mais conhecida é o oco dum sobreiro (1863), de Gustave Doré

Cardénio teve modo de se colocar atrás das cortinas duma janela da sala, podendo, sem ser visto, ver quanto se passasse. Dentro em pouco saiu duma câmara Lucinda, acompanhada da mãe e de duas donzelas. Estando todos na sala, entrou o cura da freguesia, e tomando aos dois pela mão, perguntou: “Quereis, senhora Lucinda, D. Fernando aqui presente, para vosso legítimo esposo?”. Lucinda, com voz desmaiada e fraca, respondeu: “Sim; quero.” O mesmo disse D. Fernando; e, dando-lhe o anel, ficaram ligados em laço indissolúvel. Chegou o desposado para abraçar a sua esposa, mas ela, pondo a mão sobre o coração, caiu desmaiada nos braços da mãe. 
:77:78
Ao ver desfeitas as suas esperanças, não cumpridas as promessas de Lucinda, e sem querer tomar vingança dos seus inimigos, Cardénio quis executar em si a pena que eles mereciam e saiu de casa, voltou onde tinha deixado a mula, e saiu da cidade sem ousar, como Loth, olhar para trás. Em lamentações e incertezas cavalgou o resto da noite, e acabou ao amanhecer nas abas desta serra, por onde andou mais três dias por descaminhos sempre até ao mais bravio dela. Assim tem permanecido com a ajuda cabreiros, que foram sem dúvida os que o têm remediado na sua miséria. De então para cá tem feito mil despropósitos e, quando torna a si, acha-se tão cansado e moído que mal se pode mover. A sua morada mais conhecida é o oco dum sobreiro, suficiente agasalho daquele corpo miserável.:78:81

### Capítulo XXVIII Que trata da nova e agradável aventura que ao Cura e ao Barbeiro sucedeu na mesma serra

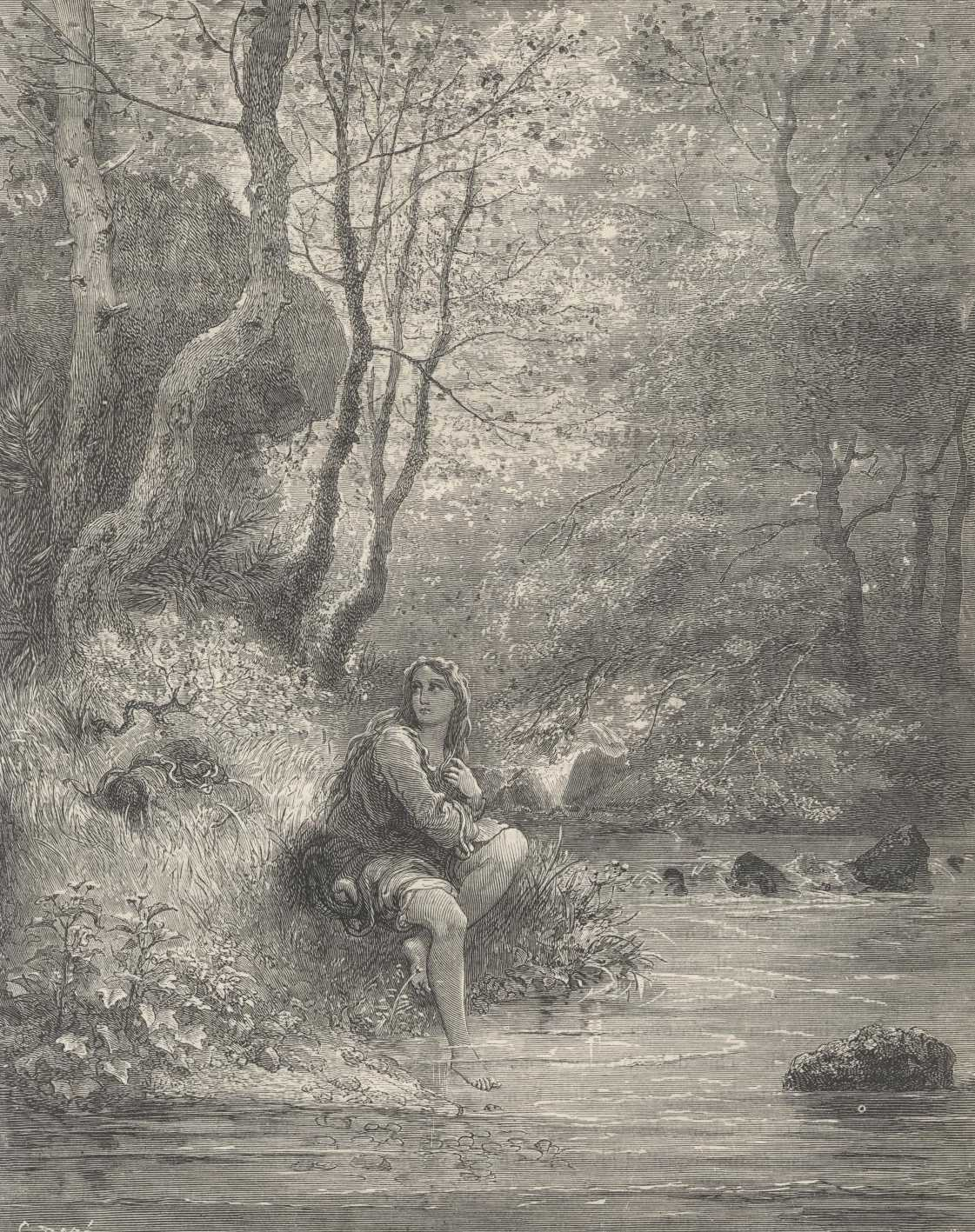
Viram sentado ao pé de um freixo um mancebo entrajado à lavradora (1863), de Gustave Doré

Quando o cura se preparava para consolar Cardénio, ouvem ao longe uma pessoa a lastimar-se e levantaram-se para ir ter com ela. Não tinham andado vinte passos, quando de trás de um penhasco viram sentado ao pé de um freixo um mancebo vestido à lavradora, ao qual, por estar com a cabeça baixa, não puderam imediatamente divisar o rosto. Aproximaram-se não pressentidos e maravilhou-os a alvura e lindeza da pessoa, não feita para seguir arados e bois, como inculcava o vestuário. Acabado de se lavar, o moço ergueu o rosto, tirou a gorra e, sacudindo a cabeça espalhou os cabelos, e viram então que o suposto rústico era uma mulher formosa. Os três juntaram-se em volta e, procurando reprimir lágrimas, ela contou a sua história.:83:86
"Há na Andaluzia um lugar onde vivo com os meus pais que são vassalos do Duque, humildes de geração, porém ricos de bens da fortuna. Apesar do recato em que vivia, descobriu-a D. Fernando, o filho mais novo do Duque." Ao ouvir o nome, mudou a cor do rosto de Cardénio que começou a suar, mas manteve-se quieto, sabendo já quem era a lavradora.:86:87

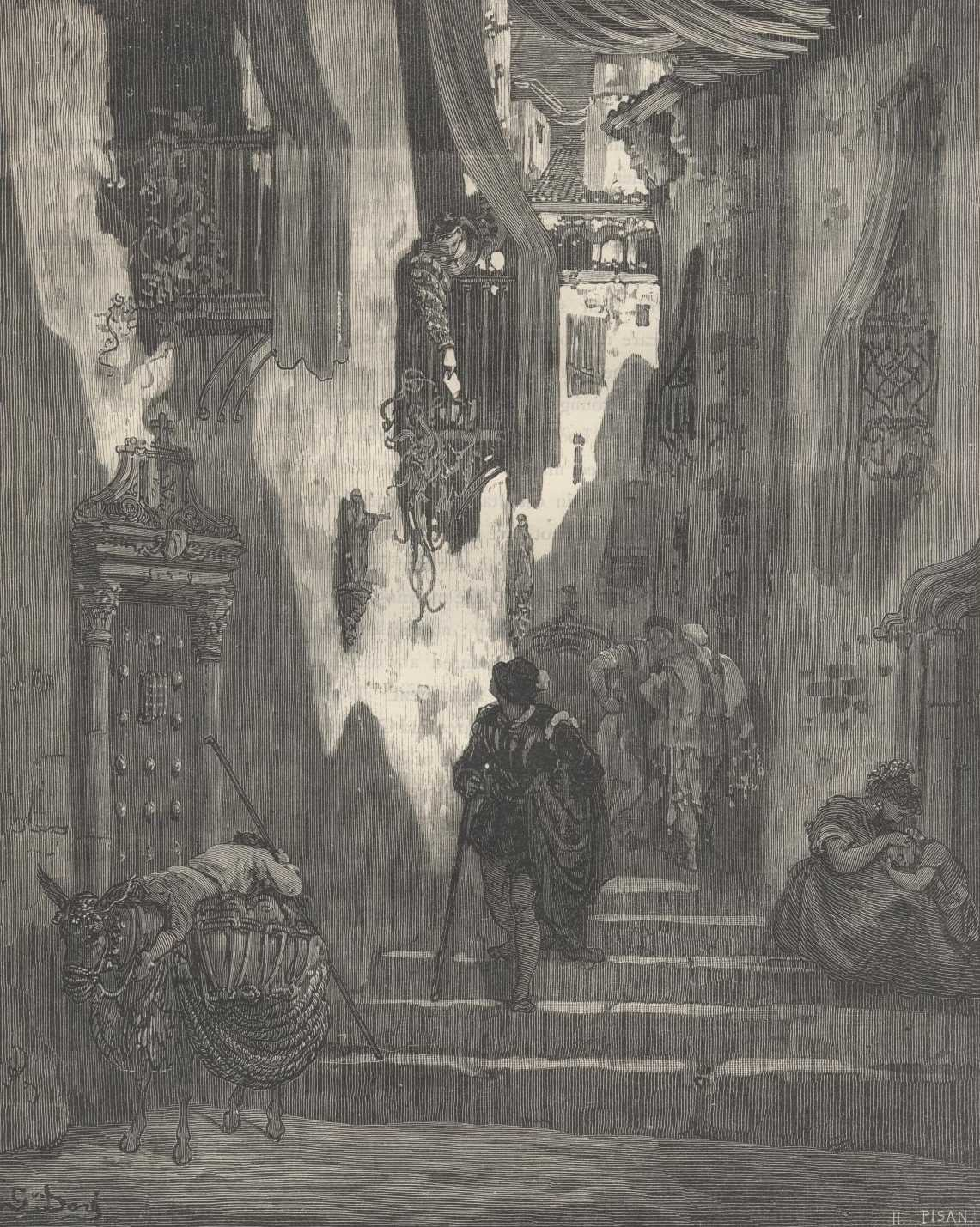
Os bilhetes que me vinham à mão, sem eu saber como, eram infinitos (1863), de Gustave Doré

"Apenas me viu, Fernando ficou possuído de amor irreprimível. Subornou toda a gente da minha casa para chegar até mim; todos os dias eram de festa e regozijo na minha rua; de noite ninguém podia pegar no sono, com as músicas; os bilhetes que me vinham à mão, sem eu saber como, eram infinitos, cheios de frases namoradas e oferecimentos, de promessas e juras. A tudo porém resistia a minha honestidade e os conselhos incessantes de meus pais; nunca jamais respondi a D. Fernando palavra, que lhe mostrasse esperança de me alcançar. Todos estes recatos meus, creio que ainda avivaram mais o seu apetite desonesto, que outra coisa não era o afeto que me ele encarecia.":87:88

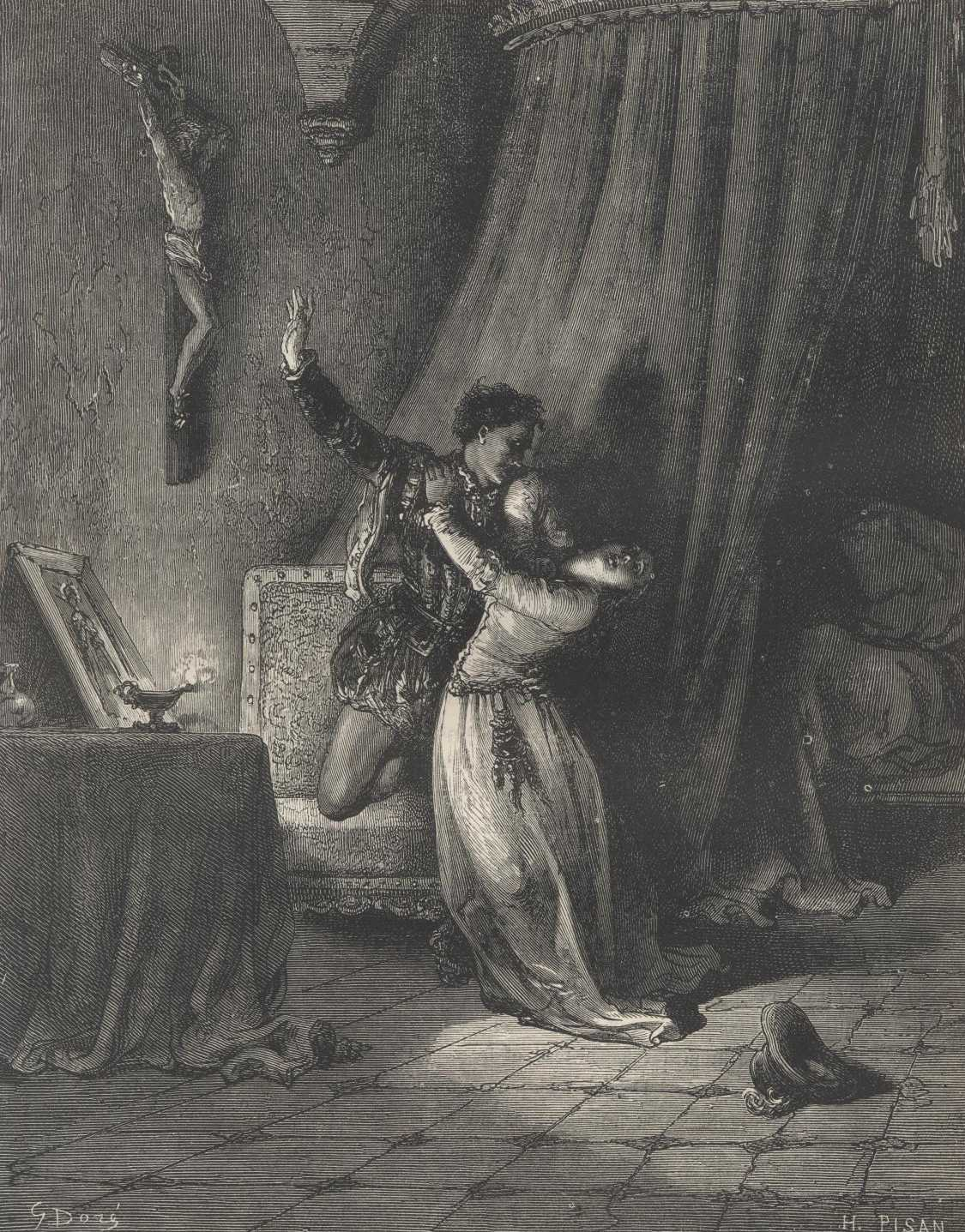
Tomando uma devota imagem, que no aposento se achava (1863), de Gustave Doré

"Uma noite, estando no meu aposento com a companhia de uma donzela, não sei como, vejo-o diante de mim. Tal foi a minha perturbação, que não pude gritar por socorro, nem ele mo consentiria. Chegou-se logo a mim, e, tomando-me entre os braços, começou a dizer-me coisas que não sei como é possível que se inventem. Eu, inexperiente, comecei a ter por sinceras aquelas falsidades. “Sou vossa vassala, mas não vossa escrava; a nobreza do vosso sangue não deve ter licença para desonrar a humildade do meu. Sou vilã e lavradora, mas não haverá de mim ninguém que não for meu legítimo esposo.” — “Se nisso está a tua dificuldade, belíssima Dorotéia”  — disse o desleal cavaleiro — “desde aqui te dou com esta mão a certeza de o ser teu; tomo por testemunhas os céus e esta imagem de Nossa Senhora que tens aqui.”":88:89

"Tomando uma devota imagem, que no aposento se achava, invocou-a como testemunha do nosso desposório, e com  extraordinários juramentos, me deu palavra de ser meu marido. Chamei pela minha criada, para ter também uma testemunha, além das figuras religiosas. Reiterou de novo D. Fernando os juramentos, imprecou sobre si mil castigos no caso de não cumprir o que prometia, apertou-me mais entre os braços, e saindo do aposento a minha donzela, deixei eu de o ser, e ele consumou o seu feito de traidor.":90:91

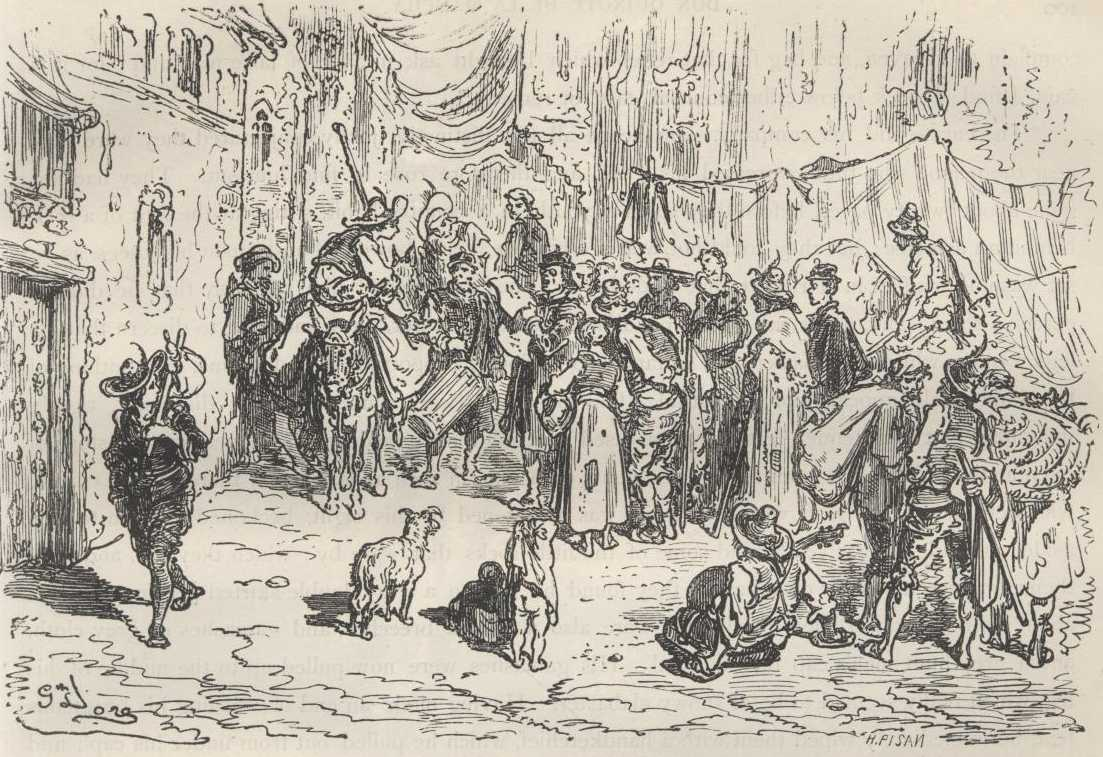
Um pregão público, prometendo um grande prémio a quem me achasse (1863), de Gustave Doré

"No dia seguinte à noite da minha desgraça D. Fernando apressou-se em se ir embora; e, auxiliado pela minha serva, que fora quem ali o introduzira, antes de amanhecer estava já na rua. Na despedida ainda me disse que tivesse fé nas suas promessas, mas já então com menos intimativa. Para mais confirmação da sua palavra, enfiou no meu dedo um rico anel. Voltou ainda na seguinte noite, mas foi então pela última vez que o tornei a avistar. Cresceram-me as dúvidas; principiei a descrer de D. Fernando. Perdeu-se-me a paciência e saíram a público os meus segredos. A minha resolução rebentou por se ter espalhado no lugar que numa cidade perto se havia casado D. Fernando com uma donzela formosíssima e de mui nobre ascendência, que se chamava Lucinda, e outras coisas que naquele casamento ocorreram, dignas de admiração.":91:92

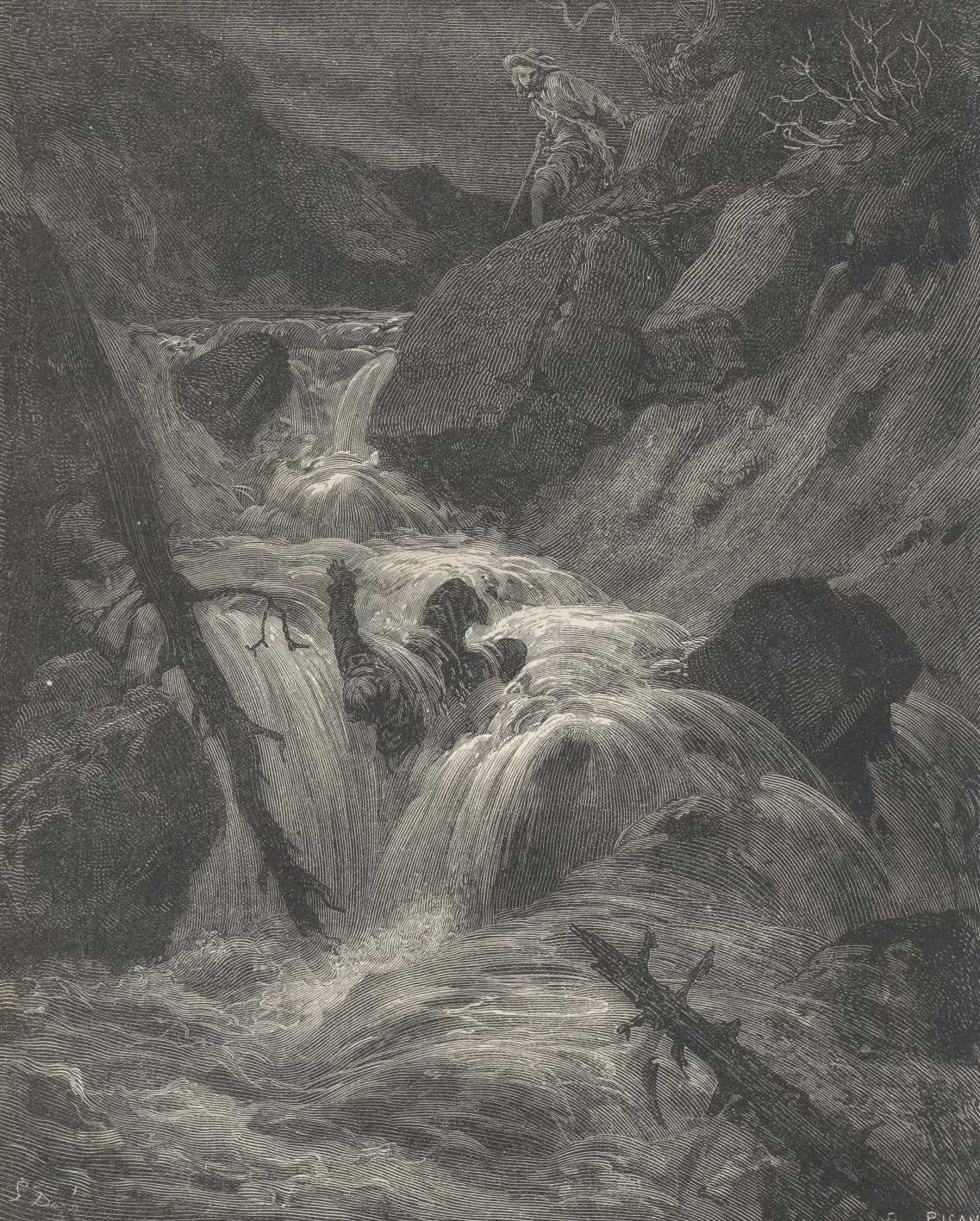
Dei com ele de um precipício abaixo (1863), de Gustave Doré

Ao nome de Lucinda, dos olhos de Cardénio correram lágrimas. Dorotéia prosseguiu: "Com esta notícia terrível, em lugar de me gelar o coração, tamanha foi a raiva, nessa noite fui entrajar-me neste hábito que me deu um pastor de meu pai, e roguei-lhe que me acompanhasse até à cidade para encontrar o meu inimigo, o que ele se prontificou. Atei numa trouxa de pano de linho um vestido de mulher, e algumas jóias e dinheiros, para o que pudesse suceder, e pela calada da noite, sem nada dizer a ninguém, saí de casa acompanhada do criado".:92
"Em dois dias e meio cheguei à cidade e perguntei pela rua dos pais de Lucinda, e soube que na noite do casamento, depois de Lucinda ter proferido o sim, lhe tinha dado um rijo desmaio, e que lhe acharam um papel em que declarava que não podia ser esposa de Fernando porque já o era de Cardénio e que se havia dado o sim a Fernando fora por sujeição a seus pais, tendo achado uma adaga oculta no seu vestido. Fernando, por entender que o havia burlado e escarnecido, arremeteu com a adaga sobre Lucinda ainda desmaiada, mas foi impedido, tendo desaparecido dali, e Lucinda só tornara a si no outro dia, e então contara a seus pais que era verdadeira esposa de Cardénio.":92:93

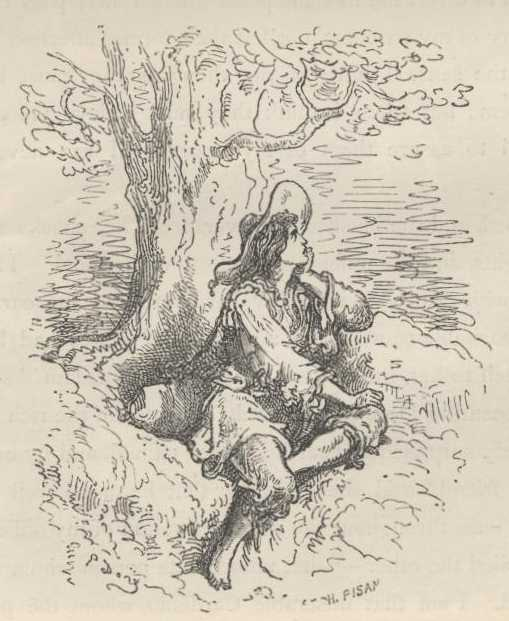
Aqui me embosquei há meses (1863), de Gustave Doré

"Então soube-se que Lucinda tinha desaparecido de casa e da povoação, e conservando-me eu ainda na cidade chegou aos meus ouvidos um pregão público, prometendo um grande prémio a quem me achasse, dando os sinais da minha idade e do meu trajar. Logo que ouvi o pregão fugi da cidade com o meu servo, e nessa mesma noite entramos pela espessura deste monte para não sermos achados. Mas o meu criado, até então fiel e seguro, assim que me viu naquela solidão, quis aproveitar a oportunidade e sem resguardo de vergonha, nem temor de Deus, nem respeito à minha pessoa, requestou-me e passou a empregar a força. O céu, porém, olhou por mim, de modo que sem grande trabalho dei com ele de um precipício abaixo, onde o deixei não sei se morto, se vivo; e me entranhei por estes sítios, para esconder-me de meus pais e dos que me andavam rastreando. Aqui me embosquei há meses, e então achei um maioral que me levou como criado a um lugar destes montes. Veio o amo a saber que eu não era varão, e entrou na mesma danada tentação do meu servo; e, como nem sempre a fortuna se repete, e não achei precipício onde despenhar o amo, tive que fugir e esconder-me de novo entre estas asperezas.":93:94

### Capítulo XXIX Que trata da discrição da formosa Doroteia, com outras coisas de muito gosto e passatempo

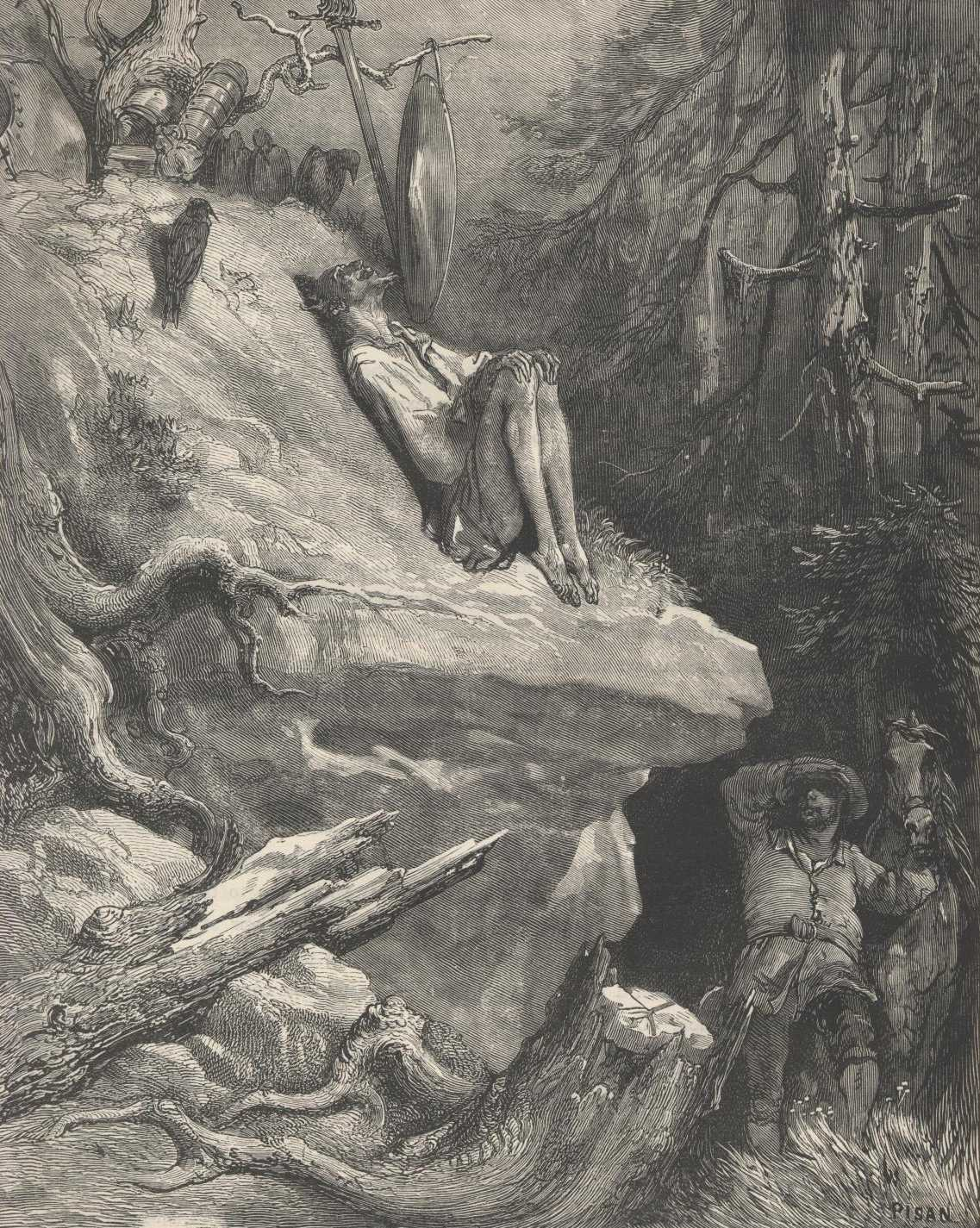
Em fralda de camisa, fraco, amarelo, morto de fome e suspirando pela sua senhora Dulcineia (1863), de Gustave Doré

Após ter contado a sua história, Doroteia ficou admirada de Cardénio a conhecer (maltrapilho como ele andava) e então Cardénio respondeu-lhe que era o noivo de Lucinda e que descorçoado com o acontecido tinha vindo para aqueles ermos determinado em acabar neles a existência. E boa ventura foi ter dado com ela, a sua sorte iria mudar, porquanto não podendo Lucinda casar com Fernando, nem Fernando com ela por ser esposo de Doroteia, bem podiam esperar que a Providência restituisse o que lhes pertencia. Com o que ouviu, ficou Doroteia maravilhada.:97:98

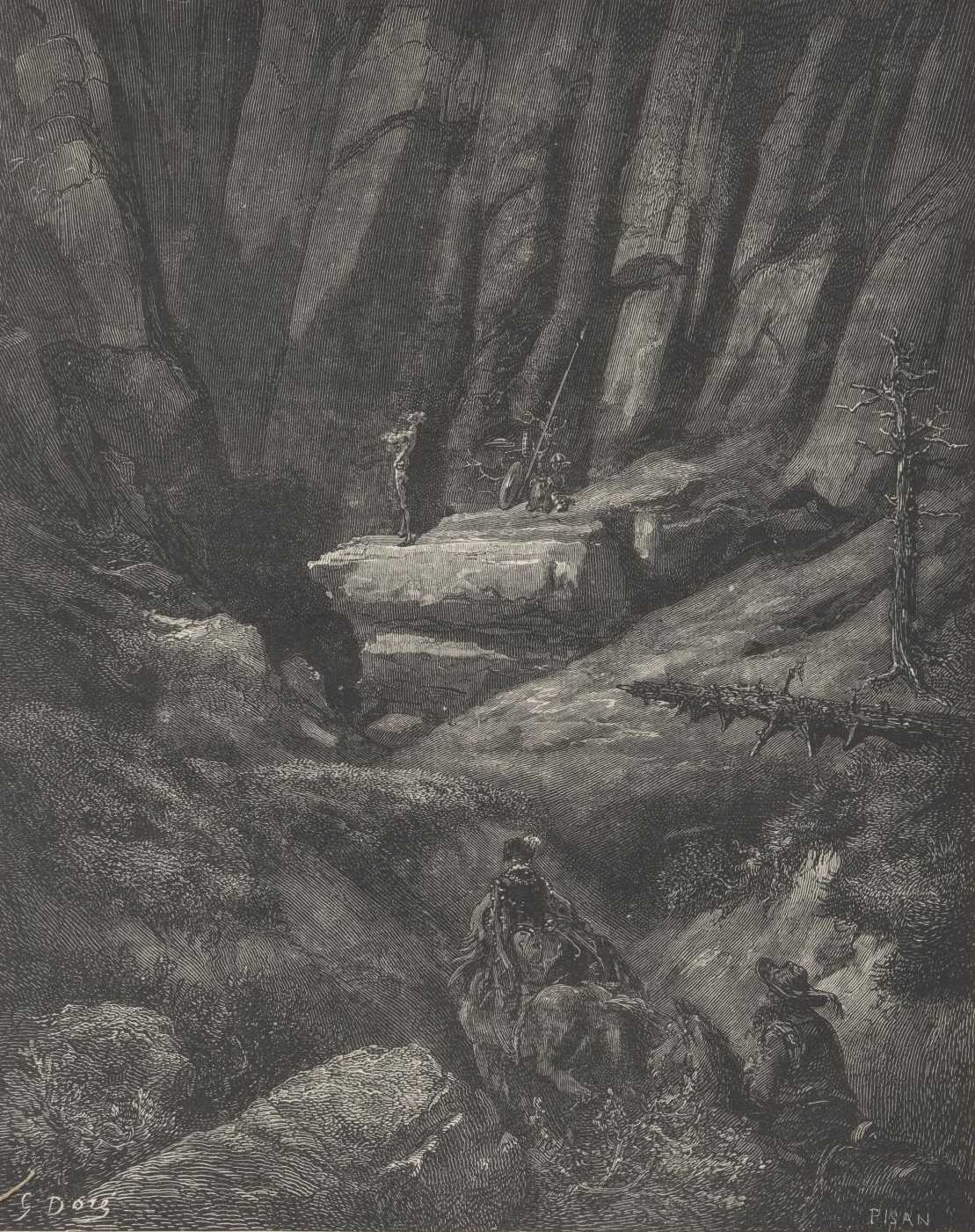
Descobriram a D. Quixote entre umas intrincadas penhas (1863), de Gustave Doré

O Cura então aconselhou Cardénio e Doroteia a irem com ele à sua aldeia, onde se poderiam recompor, e depois se procuraria D. Fernando, ou levar Doroteia a seus pais, tendo ambos agradecido e aceitado a sugestão. O barbeiro então contou o que ali os trouxera, e a estranha loucura de D. Quixote, acrescentando que estavam esperando pelo seu escudeiro. Nisto, ouviram uma voz a chamar e viram Sancho Pança que lhes disse como  encontrara D. Quixote em fralda de camisa, fraco, amarelo, morto de fome e suspirando pela sua senhora Dulcineia; e, apesar de lhe ter dito que ela mandava que regressasse a Toboso onde o esperava, a resposta foi que não apareceria perante a sua senhora sem primeiro ter feito façanhas que o tornassem merecedor da sua graça.:98:99
Respondeu o Cura que eles o fariam sair dali e contou a Cardénio e a Doroteia o que haviam ideado para remédio de D. Quixote e o restituírem a sua casa. Doroteia prontificou-se então a representar a donzela necessitada melhor que o barbeiro e tirou da trouxa vestes e adornos de modo que parecia uma grande e opulenta dama.:99

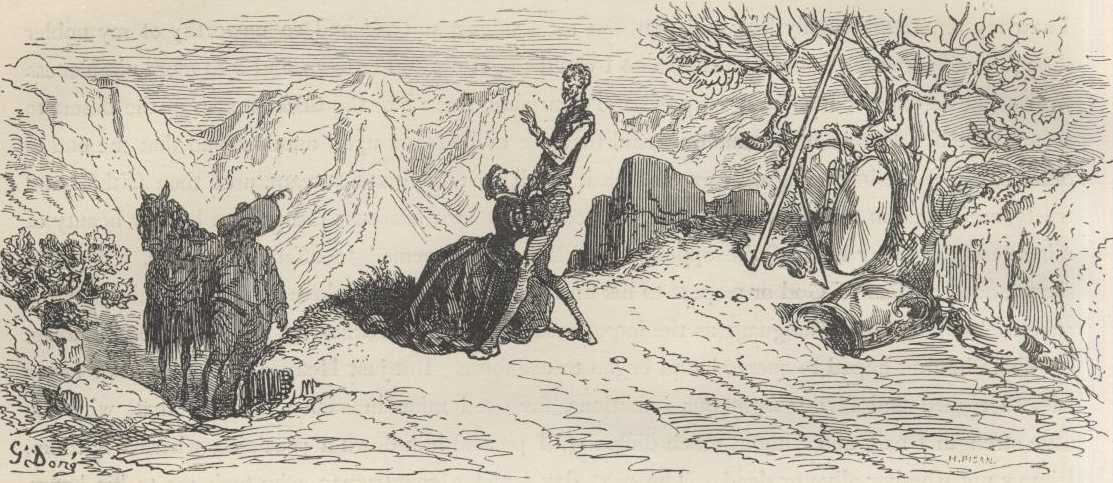
Se foi lançar de joelhos perante D. Quixote (1863), de Gustave Doré

Doroteia montada na mula do Cura e o barbeiro como escudeiro seguiram Sancho para onde o seu amo estava, recomendando-lhe que não contasse a D. Quixote sobre o Cura e o barbeiro que dele eram conhecidos. O Cura e Cardénio não acompanharam os outros três. Estes em breve encontraram D. Quixote entre umas intrincadas penhas, já vestido, mas ainda não armado. Ao chegarem junto dele o improvisado escudeiro foi ajudar Doroteia a qual de imediato se foi lançar de joelhos perante D. Quixote, procurando este erguê-la.:101

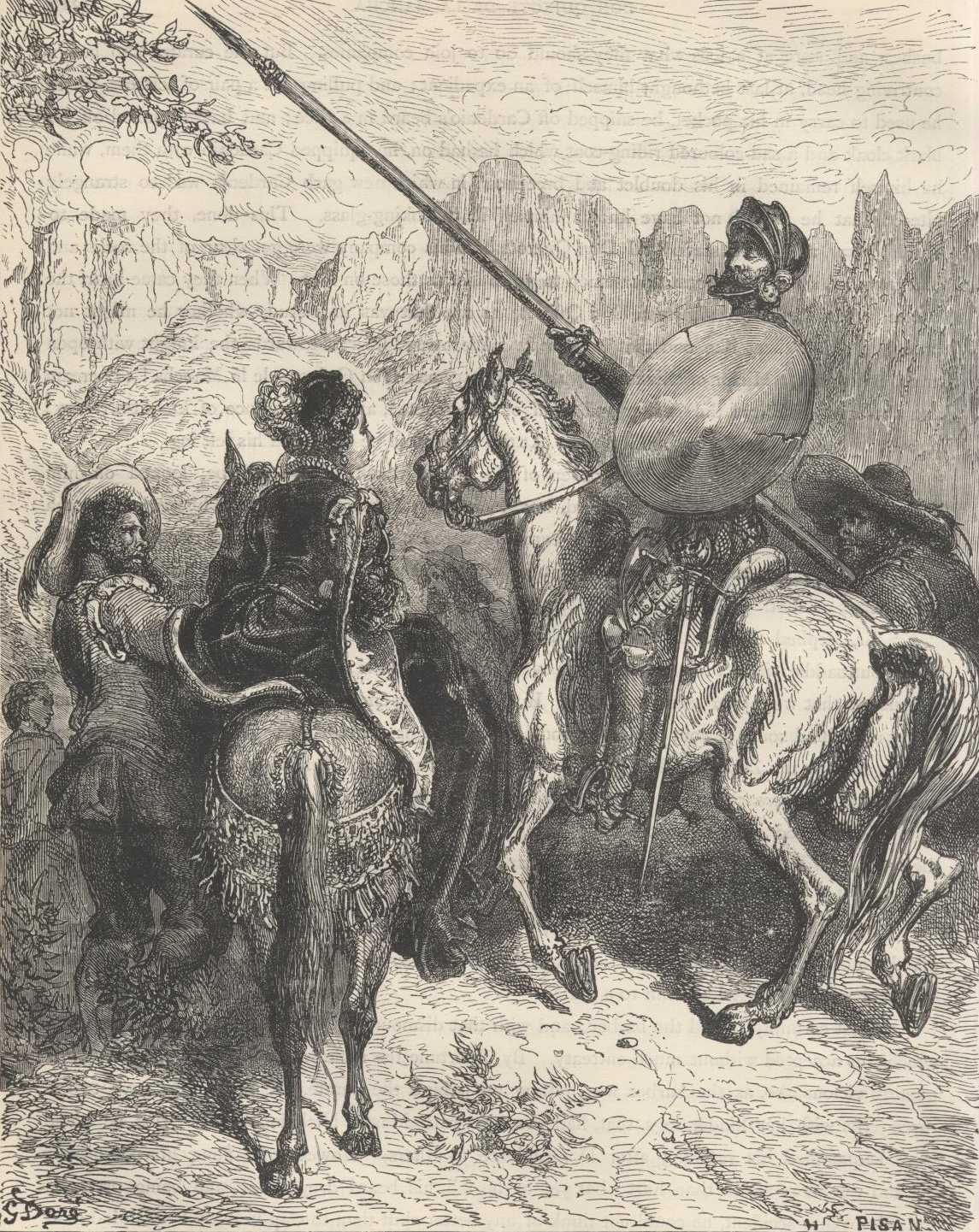
Vamo-nos daqui em nome de Deus a favorecer esta grande senhora (1863), de Gustave Doré

— Não me levantarei daqui, ó valoroso cavaleiro, até que a vossa cortesia me tenha outorgado um dom, que redundará em crédito de vossa pessoa, e em proveito da mais desconsolada donzela que o sol já viu. — Eu vo-lo outorgo e concedo — respondeu D. Quixote — contanto que se não seja em detrimento e ofensa do meu Rei, da minha pátria, e daquela que do meu coração e liberdade tem as chaves. Nisto, chegou-se Sancho ao ouvido de seu amo, e lhe disse em voz sumida: — Bem pode Vossa Mercê conceder-lhe o favor que ela pede, que é uma coisita de nada; é só matar um gigante que lhe tirou o reino, sendo ela uma grande princeza de reino da Etiópia. — Seja quem for — respondeu D. Quixote — cumprirei o que sou obrigado e o que me dita a consciência, segundo o que professado tenho. E ordenou a Sancho que aparelhasse Rocinante, e o armasse logo num repente, e quando se viu pronto, disse: — Vamo-nos daqui em nome de Deus a favorecer esta grande senhora.:101:102

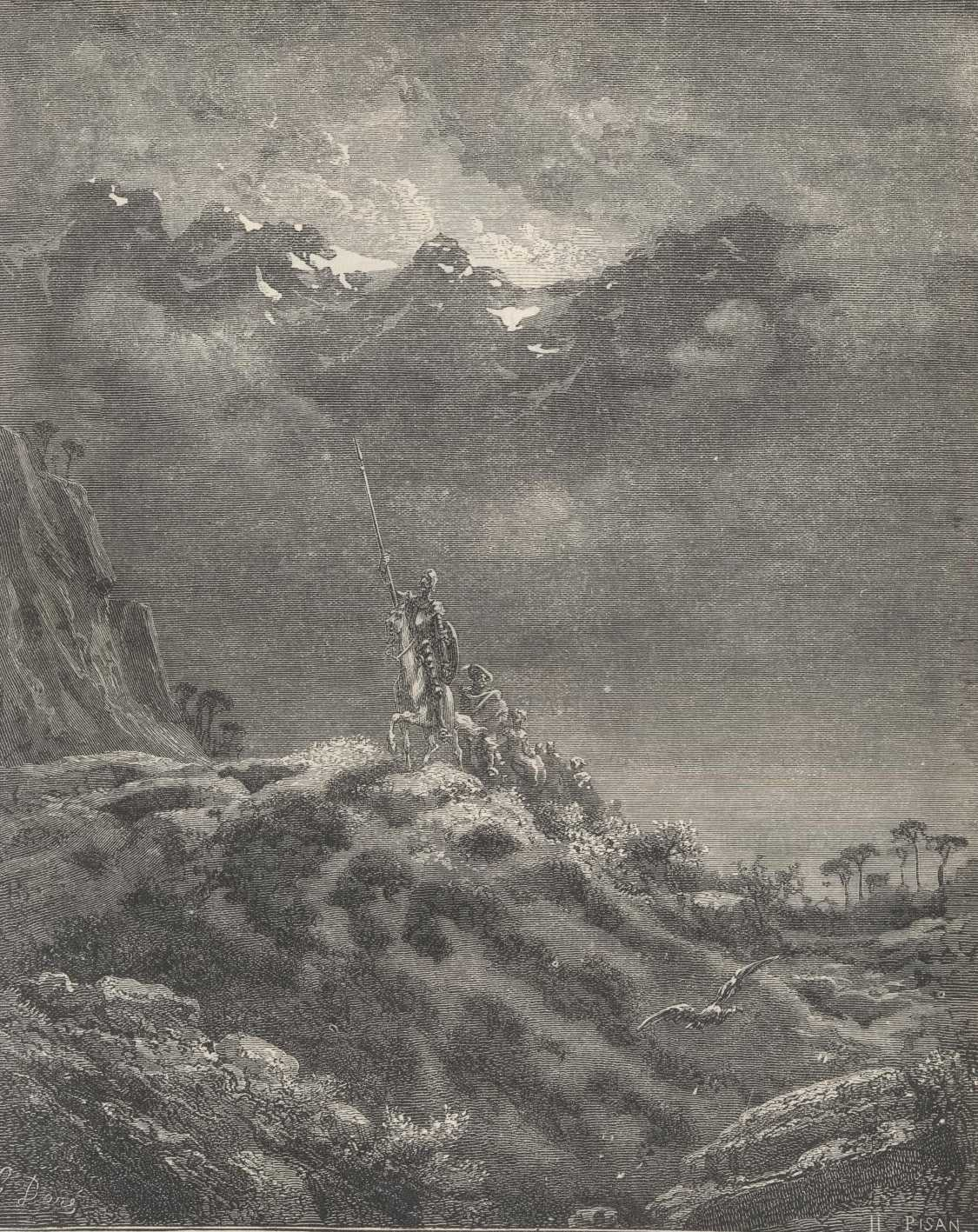
Três a cavalo, a saber D. Quixote, a Princesa e o Cura (1863), de Gustave Doré

Tudo aquilo observavam entre umas moitas Cardénio e o Cura, que com facilidade saíram primeiro que os outros à estrada real, e ao sair da serra D. Quixote e os seus companheiros, o Cura dirigiu-se a D. Quixote: — Bem aparecido seja o espelho da cavalaria, a flor e a nata da gentileza, o amparo e remédio dos necessitados, a quinta essência dos cavaleiros andantes! D. Quixote, espantado do que via, encarou-o com atenção, conheceu-o enfim, e ficou maravilhado do encontro. Postos três a cavalo, a saber D. Quixote, a Princesa e o Cura, e seguindo os outros três a pé, Cardénio, o barbeiro, e Sancho Pança, pediu D. Quixote para a donzela que os encaminhasse por onde mais lhe apetecer, a qual respondeu: — Sim, senhor, para o meu reino é o caminho. — Mas primeiro — disse o Cura — temos de passar pelo meu povo, e dali tomará Vossa Mercê a rota de Cartagena, onde poderá embarcar para o vosso reino.:103:105
Então D. Quixote perguntou ao Cura o que o obrigou a vir aquelas terras, tão só e tanto à ligeira, o que lhe causava admiração? Respondeu o Cura que ele acompanhado do barbeiro Nicolau ía a Sevilha para receceber um certo dinheiro enviado por um parente das Índias e que passando por ali foram assaltados por quatro salteadores que os roubaram; o bonito é que os tais ladrões eram uns forçados das galés que foram libertados por um homem tão valente, que a despeito do comissário e dos guardas os soltou a todos. Não há dúvida que era doido, ou então tão patife como eles indo contra a justiça do Rei. Sancho tinha contado ao Cura e ao barbeiro a aventura dos galeotes; e a D. Quixote, a cada palavra, se mudavam as cores, sem se atrever a dizer que fora ele próprio o libertador daquela gente.:106

### Capítulo XXX Que trata do gracioso artifício e ordem havidos em tirar nosso enamorado cavaleiro da aspérrima penitência em que se pusera

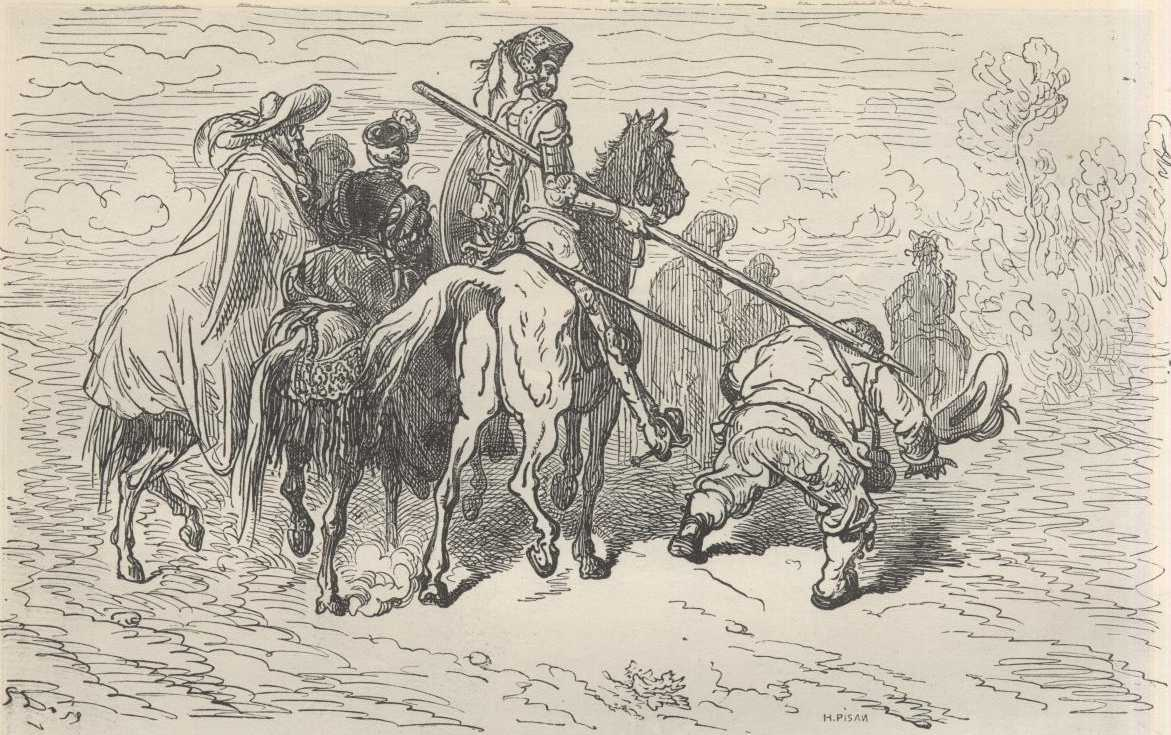
Assentou duas bordoadas em Sancho, que pregou com ele em terra (1863), de Gustave Doré

Mal tinha o cura acabado, Sancho disse que o fazedor daquela façanha fora o seu amo, e não porque ele não o tenha avisado. — Ó idiota — exclamou aqui D. Quixote — aos cavaleiros andantes não pertence averiguar se os acorrentados e opressos vão daquela maneira por suas culpas ou por serem desgraçados; só lhes toca ajudá-los como necessitados que são. Então D. Quixote pediu que Doroteia contasse a história das suas desventuras, o que ela fez inventando a história de como o gigante a havia desapossado do seu reino. D. Quixote reafirmou a intenção de matar o gigante, mas quanto a casar, se não fora com Dulcineia, nem com a ave fénix seria.:109:113

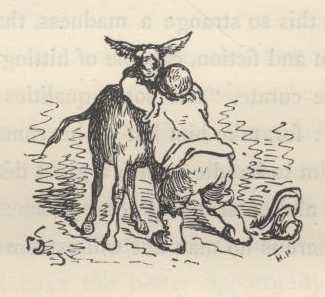
Como tens passado, meu bem, menina dos meus olhos (1863), de Gustave Doré

Neste ponto, quanto a não querer casar com a princesa Doroteia, Sancho disse que D. Quixote não estava no seu perfeito juízo e que — Case, case logo, ou que o leve o diabo, e aceite esse reino que se lhe está metendo nas mãos; e, em sendo Rei, faça-me a mim Marquês ou Adiantado. D. Quixote, que tais blasfémias ouviu contra a sua senhora Dulcineia, levantando a chuça sem avisar, assentou duas bordoadas em Sancho, que pregou com ele em terra; e não fora Dorotéia começar a gritar que lhe não desse mais, sem dúvida lhe acabaria ali a vida.:109:114
Nisto iam, quando viram pelo seu caminho vir um homem num jumento com ares de cigano. Sancho Pança reconheceu ser Ginez de Passamonte e o seu ruço que ele havia roubado. Passamonte num momento desapareceu tendo Sancho saltado aos abraços ao animal, dizendo: — Como tens passado, meu bem, menina dos meus olhos, meu ruço, meu companheiro fiel? E prosseguiram viagem.:116:117

### Capítulo XXXI Das saborosas razões que se trataram entre Dom Quixote e Sancho Pança, seu escudeiro, com outros sucessos

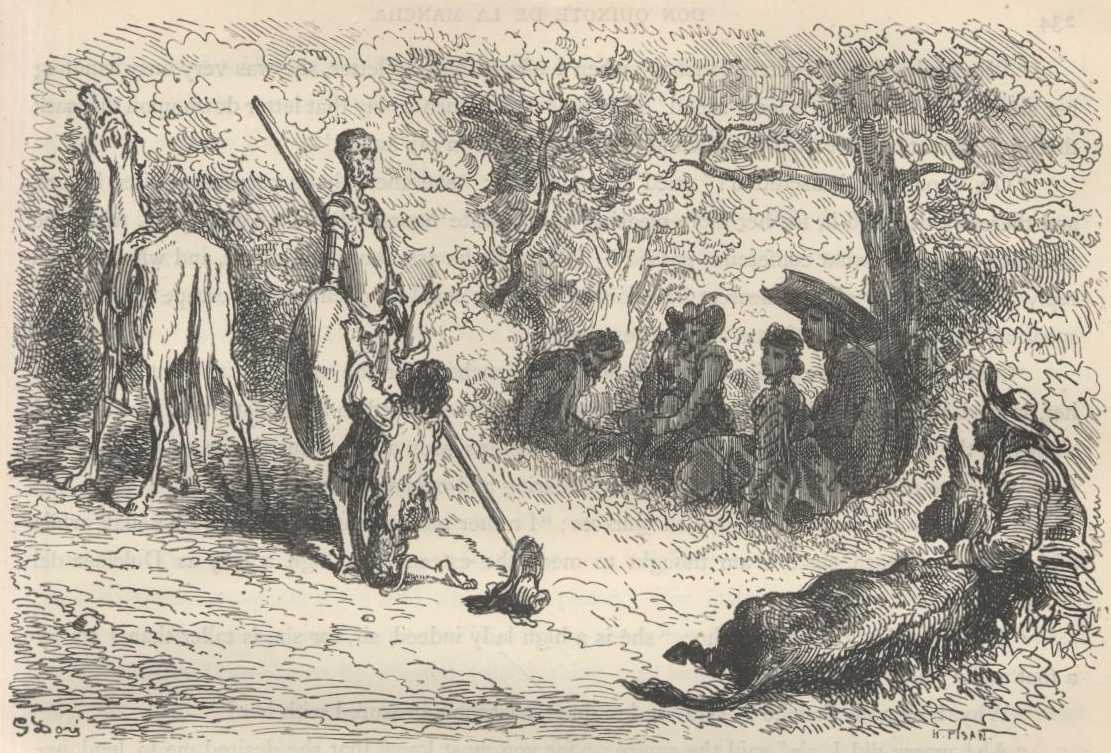
Repare bem: sou o André (1863), de Gustave Doré

Nisto detiveram-se um pouco a beber numa fontainha com grande satisfação de Sancho que já estava cansado de enfiar mentiras, e tinha medo de que o amo o apanhasse em algum lapso, porque tudo o que ele sabia de Dulcineia era ser ela uma lavradora de Toboso, mas nunca em dias de vida lhe pusera os olhos. Apearam-se ao pé da fonte e com o que o cura trouxera da venda por cautela satisfizeram em parte a gana que todos traziam. Enquanto manducavam, passou por ali um rapaz que pondo-se a olhar com muita atenção para todos, assim que reconheceu D. Quixote, foi para ele, e, abraçando-o pelas pernas, começou a fingir que chorava, dizendo: — Ah, meu senhor! já me não conhece? Repare bem: sou o André, que Vossa Mercê soltou da azinheira a que estava preso.:124
Reconheceu-o D. Quixote, e, tomando-o pela mão, disse para os outros: — Para que vejam que importante coisa é haver cavaleiros andantes no mundo que desfaçam as injustiças e agravos que nele fazem os insolentes e maus homens, saibam que há uns dias encontrei este rapaz atado a um tronco despido da cinta para cima e o seu amo a açoitá-lo. Fiz que o soltasse e que lhe pagasse muito bem tudo o devido.:124

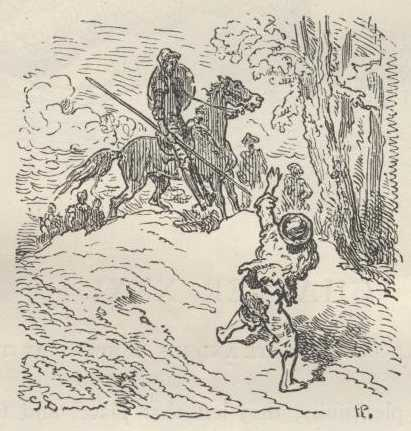
Deixe-me com a minha desgraça (1863), de Gustave Doré

— Tudo o que Vossa Mercê disse é muita verdade — respondeu o rapaz — mas o fim do negócio saiu às avessas do que Vossa Mercê cuida. Não só o meu amo não me pagou como assim que Vossa Mercê saiu do bosque tornou a amarrar-me na azinheira e surrou-me outra vez com tantas correadas que fiquei um S. Bartolomeu esfolado.:125
Então tirou Sancho de seu fardel um toco de pão e um pedaço de queijo e deu-o ao rapaz dizendo que a desgraça dele tocava-os a todos. André agarrou no pão e queijo e vendo que ninguém lhe dava mais nada, abaixou a cabeça e ao partir disse a D. Quixote:— Se me tornar a encontrar, senhor cavaleiro andante, ainda que me estejam fazendo em pedaços, por amor de Deus não me acuda, deixe-me com a minha desgraça, que nunca ela será tanta, como a que poderá acarretar o socorro de Vossa Mercê, a quem Nosso Senhor maldiga e a todos quantos cavaleiros andantes tiverem nascido neste mundo. Ia D. Quixote para lhe dar ensino, mas ele desatou a correr, de modo que ninguém se animou a segui-lo. Com os ditos de André ficou D. Quixote amofinado e, para não ficar ainda mais, necessário foi que os outros tivessem sumo tento em se não rir.:126

### Capítulo XXXII Que trata do que sudedeu na estalagem a toda a quadrilha de Dom Quixote

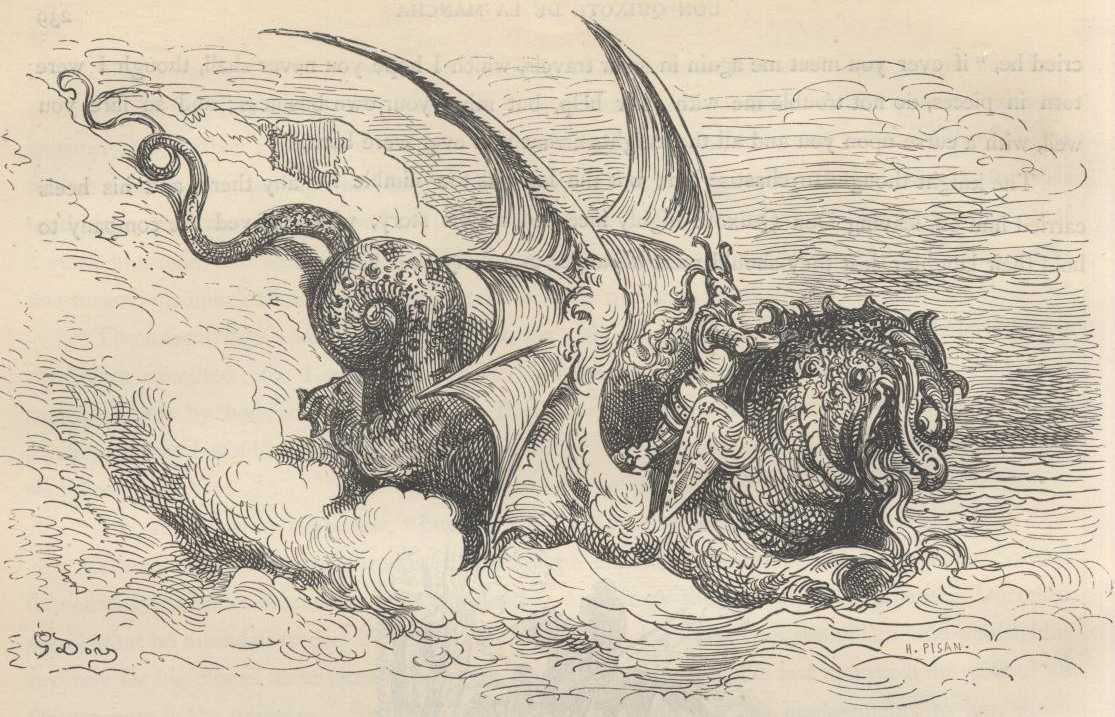
Se lhe encavalgou nas escamas do lombo (1863), de Gustave Doré

No dia seguinte chegaram à estalagem que era o enguiço de Sancho Pança. O casal de estalajadeiros e a filha  Maritornes receberam-nos com muita alegria. Deitou-se logo D. Quixote porque vinha muito moído e morto de sono. Devolveu o barbeiro o rabo de boi e os mais atavios que a estalajadeira lhes havia emprestado para o auto da libertação de D. Quixote. Levantada a mesa, falaram da esquisita loucura de D. Quixote dizendo o cura que foram os livros de cavalaria que haviam transtornado o juízo a D. Quixote. Respondeu o estalajadeiro que tinha dois ou três livros desses com outros papéis que lhe têm regalado a vida. Quando é pelas ceifas vêm ali muitos segadores e havendo algum que saiba ler agarra-se a um destes livros, estando à roda dele mais de trinta, e ouvem-no com tamanho gosto.:7:8

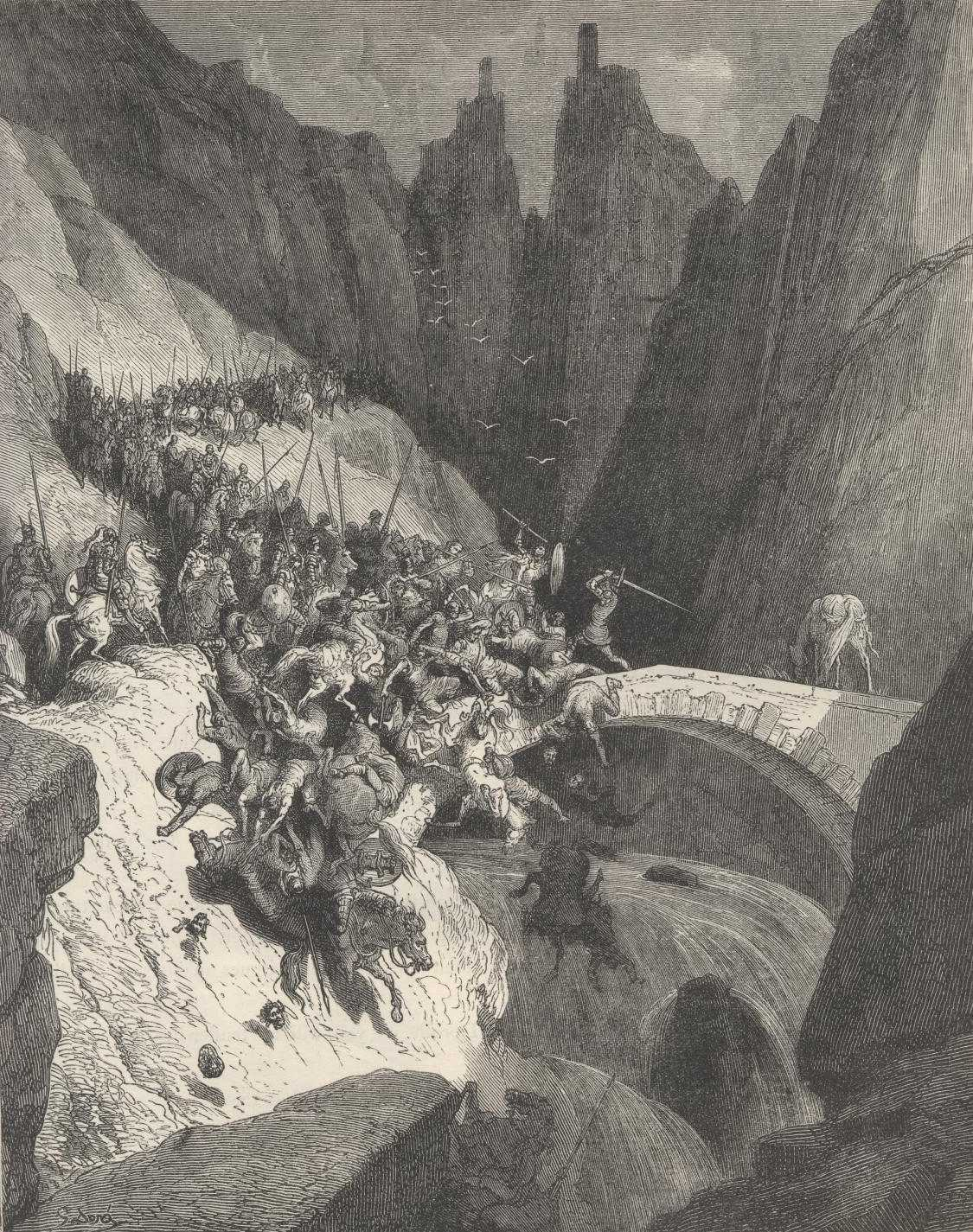
Posto com um montante na entrada duma ponte (1863), de Gustave Doré

Tendo o cura pedido para trazer os livros, ele entrou no seu quarto e trouxe de lá quatro livros grandes e uns papéis manuscritos. O primeiro livro era D. Cirongílio da Trácia, o outro Félix-Marte de Hircânia, o outro a História do Grã-Capitão Gonçalo Fernandes de Córdova, e ainda o da vida de Diego Garcia de Paredes. — Então Vossa Mercê quer-me queimar os meus livros? perguntou o estalajadeiro. — Só estes dois — disse o cura — o de  Cirongílio e de Félix-Marte, porque são mentirosos e estão cheios de disparates e delírios; não este de Gonçalo Fernandes de Córdova, chamado o Grã-Capitão, e este de Diego Garcia de Paredes, que foi um principal cavaleiro natural da cidade de Trujilo, na Estremadura, que tinha tanta força que detinha só com um dedo uma roda de moinho no meio da sua fúria; e posto com um montante na entrada duma ponte impediu a passagem a todo um exército inumerável, e fez outras coisas tais que se, em vez de ser ele com a modéstia de auto-cronista as escrevera outro, livre e desapaixonado, escureceriam as dos Heitores, Aquiles e Roldões.:9:10

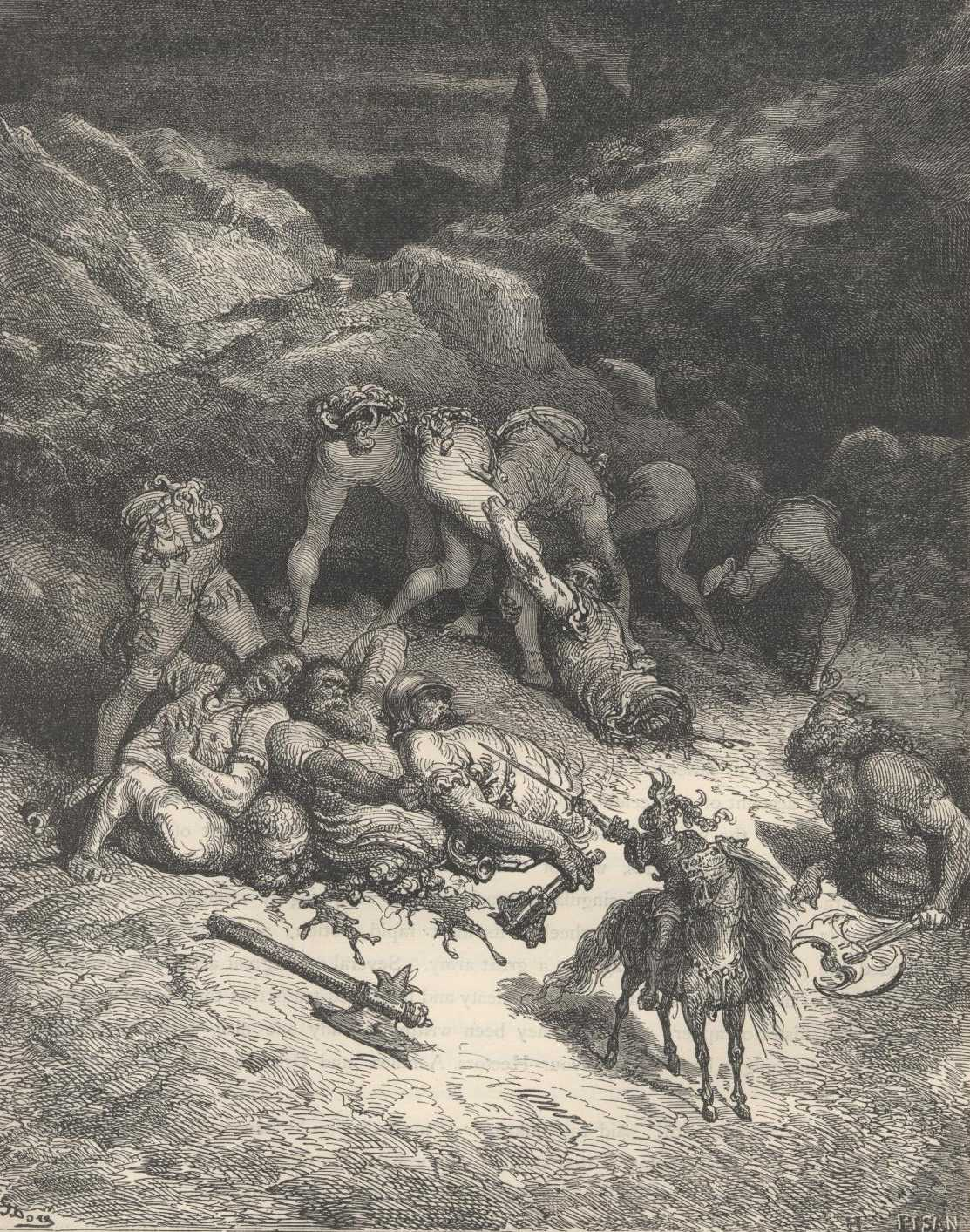
Partiu a cinco gigantes pela cintura, como se foram bonecos de favas (1863), de Gustave Doré

— Que grandes espantos esses! Havia Vossa Mercê de ler o de Félix-Marte de Hircânia, que de uma vez só partiu a cinco gigantes pela cintura, como se foram bonecos de favas das crianças, e outra vez arremeteu com um grandíssimo e poderosíssimo exército rechaçando diante de si mais dum milhão e seiscentos mil soldados e os desbaratou como se foram manadas de ovelhas. E D. Cirongílio de Trácia que foi tão valente e animoso que navegando por um rio e lhe saiu do meio da água uma serpente de fogo, assim que a viu, se arrojou sobre ela e se lhe encavalgou nas escamas do lombo, e lhe apertou com ambas as mãos a garganta tão rijamente que a serpente não teve outro remédio senão deixar-se ir para o fundo do rio, levando consigo ao cavaleiro, que nunca a soltou; e, quando chegaram lá abaixo, se achou ele nuns palácios e jardins tão lindos que era maravilha.:10

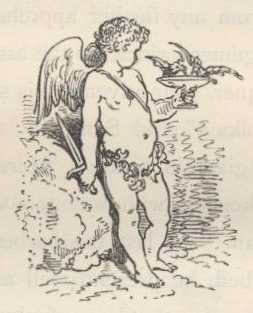
Novela do Curioso Impertinente (1863), de Gustave Doré

Ouvindo isto, Doroteia disse em voz baixa para Cardénio: — Pouco falta ao nosso hospedeiro para fazer a segunda parte de D. Quixote. — Também acho — respondeu Cardénio — porque, segundo mostra, o homem tem por certo que tudo o que estes livros contam sucedeu sem tirar nem pôr e nem todos os frades descalços o convenceriam do contrário. — Irmão caríssimo — tornou a dizer o cura — tomai os vossos livros e que bom proveito vos faça, e permita Deus que não venhais a coxear do mesmo que o vosso hóspede D. Quixote claudica. — Lá disso não tenho medo — respondeu o estalajadeiro; — não hei-de ser tão doido, que me faça cavaleiro andante; sei muito bem que já hoje em dia se não usa o que se fazia naquele tempo, em que se diz que andavam pelo mundo estes famosos cavaleiros.:10:11
A meio desta conversa estava presente Sancho que ficou muito confuso e pensativo de ouvir dizer que já se não usavam cavaleiros andantes e que todos os livros de cavalarias eram tolices e falsidades; ia o estalajadeiro levando já a bolsa com os livros, mas o cura quis ver os manuscritos. Eram uns oito cadernos manuscritos tendo no princípio um título grande que dizia: Novela do Curioso Impertinente. A novela começa desta maneira::11:12

### Capítulo XXXIII Onde se conta a novela do "Curioso Impertinente"
Sem ilustrações de Gustave Doré.

### Capítulo XXXIV Onde se dá continuação à novela do "Curioso Impertinente"
Sem ilustrações de Gustave Doré.

### Capítulo XXXV Que trata da brava e descomunal batalha que Dom Quixote teve com uns odres de vinho tinto e onde se acaba a novela do "Curioso Impertinente"
Pouco faltava para concluir a leitura da novela quando do quarto onde ficara D. Quixote saiu Sancho Pança a gritar: — Acudam, ajudem o meu amo, que anda numa renhida batalha e pregou já uma cutilada no gigante inimigo da princesa Micomicona, que lhe cortou a cabeça pelo meio como se fora um nabo. E nisto soavam pelas paredes grandes cutiladas. — Diabos me levem — exclamou o estalajadeiro — se não é D. Quixote, ou D. Diabo, a dar cutiladas nos odres do vinho tinto que estavam cheios à sua cabeceira. Assim dizendo, entrou no aposento com todos atrás de si, e acharam D. Quixote num extravagante vestuário e na mão direita com uma espada atirando cutiladas para todas as bandas, gritando como se realmente estivesse a pelejar com algum gigante. E o bonito era que estava com os olhos fechados, porque realmente dormia sonhando andar em batalha com o gigante no reino de Micomicão; e tantas cutiladas tinha assentado nos odres, supondo descarregá-las no gigante, que todo o quarto era um lagar de vinho.:53:54

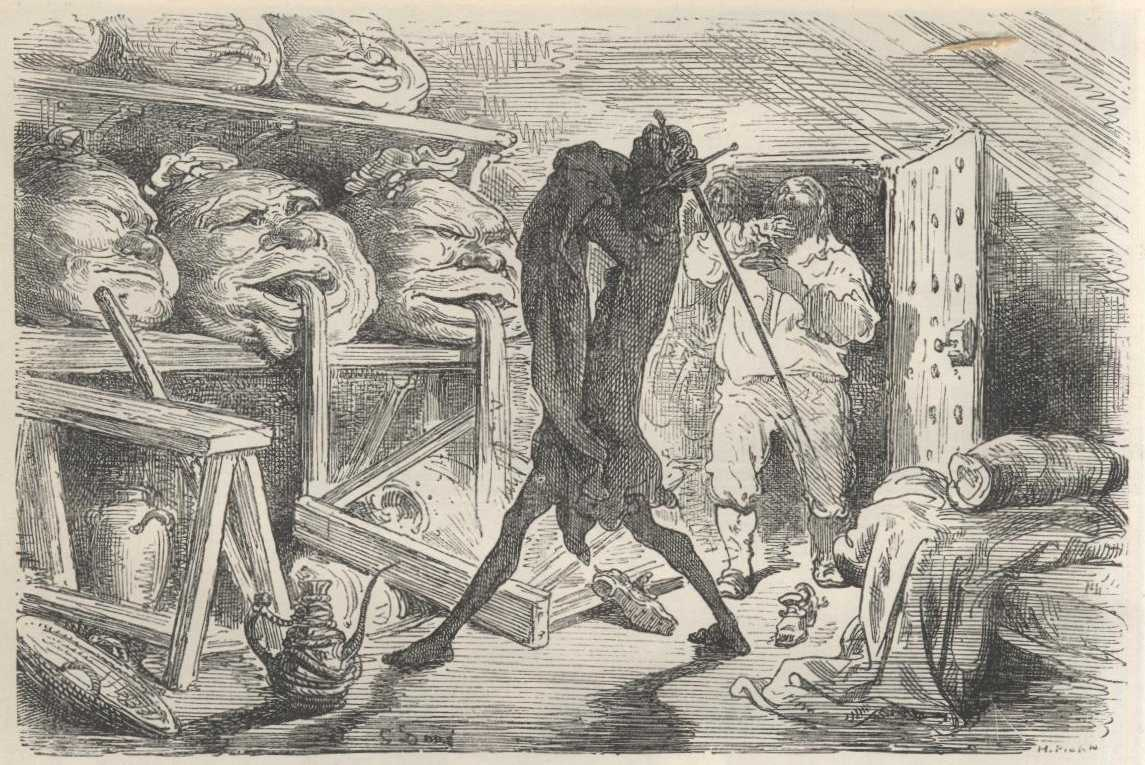
Assim dizendo, entrou no aposento com todos atrás de si (1863), de Gustave Doré

O barbeiro trouxe uma caldeira de água fria que atirou para cima do fidalgo que despertou. Sancho andava em busca da cabeça do gigante por toda a casa, dizendo que se não a achasse perdia o pretendido condado. Segurou o cura as mãos a D. Quixote, o qual, supondo ter já finalizado a batalha e estar perante a Princesa Micomicona, se lançou de joelhos aos pés do eclesiástico, exclamando: — Já pode a Vossa Grandeza, alta e poderosa senhora, viver desde hoje mais segura, porque já lhe não pode causar prejuízo esta mal nascida criatura; e eu também de hoje em diante me dou por quite da palavra que vos obriguei, pois, com a ajuda do alto Deus, e com o favor daquela por quem vivo, tão inteiramente para convosco me desempenhei.:54:55
Sossegaram D. Quixote na cama que ficou a dormir com mostras de grande cansaço e saíram todos. O cura prometeu satisfazer as perdas do estalajadeiro pelos odres de vinho derramado e Doroteia consolou a Sancho Pança dizendo-lhe que, se viesse a verificar-se o fim do gigante, prometia dar-lhe o melhor condado que tivesse. Sossegados todos, quis o cura acabar a leitura da novela.:55:56

### Capítulo XXXVI Que trata de outros raros sucessos que na estalagem sucederam

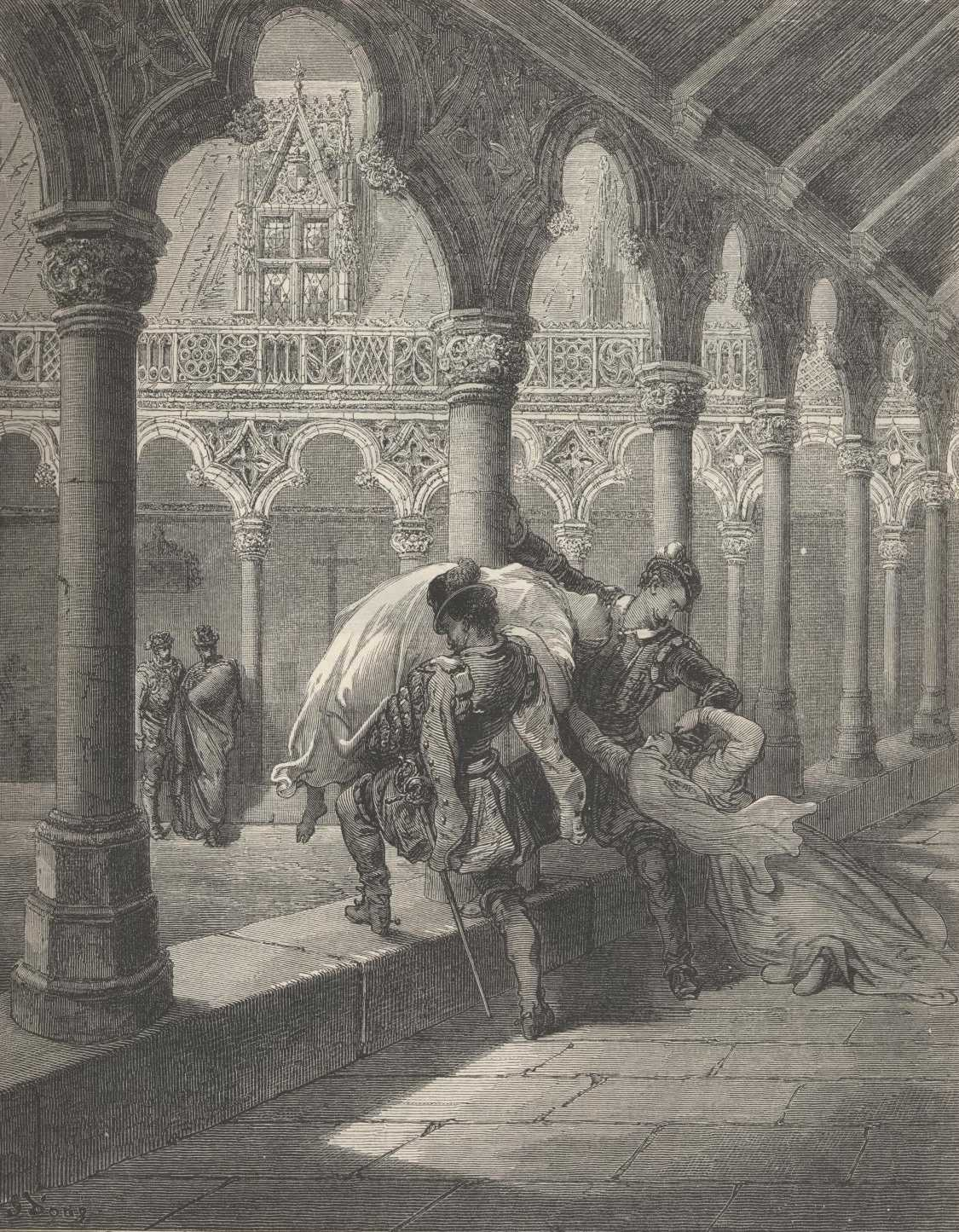
A sustentou em seus braços (1863), de Gustave Doré

Entretanto chega à estalajem um grupo de quatro homens a cavalo com lanças e mascarados de negro, uma mulher vestida de branco igualmente mascarada, e dois criados a pé. Doroteia lança um véu sobre o rosto e Cardénio recolhe-se ao aposento de D. Quixote; um dos quatro cavaleiros ajuda a mulher a apear-se e, tomando-a nos braços, levou-a para uma cadeira junto do aposento de Cardénio.:63
Nenhum dos chegados pronunciou palavra, somente a mulher, ao sentar-se, deu um profundo suspiro, e deixou cair os braços. Ao ouvir os suspiros da mulher mascarada, Doroteia chegou-se a ela e ofereceu-lhe os seus préstimos. Nada respondeu a aflita senhora, mas o cavaleiro a que os outros obedeciam, disse a Doroteia: — Não vos canseis, senhora, em oferecer coisa alguma a essa mulher, porque o seu costume é não agradecer jamais qualquer obséquio; nem queirais que vos responda, se não quereis que vos diga alguma mentira. — Nunca a disse — exclamou de imediato a acusada — antes, por ser tão verdadeira e nunca usar de enredos mentirosos, me vejo agora em tamanha desventura.:63:65

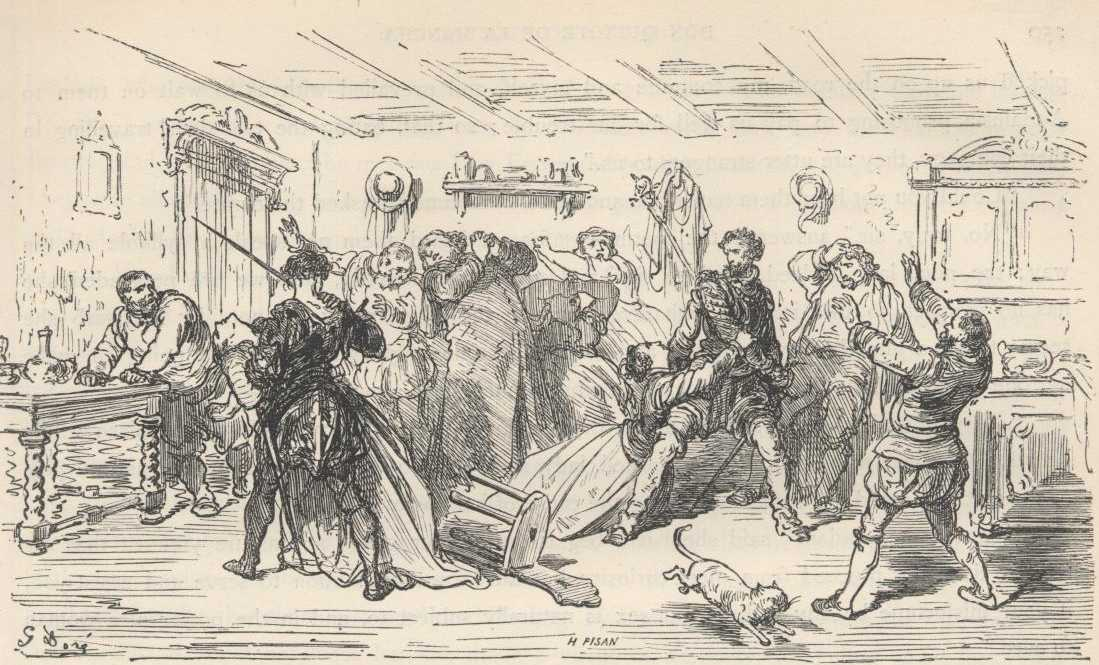
Lhe viu levar a mão ao punho da espada (1863), de Gustave Doré

Cardénio ouviu claramente as palavras da senhora e assim que as ouviu, alteando a voz, disse: — Deus me valha, que voz é esta que acabo de ouvir? A este brado, a senhora muito sobressaltada levantou-se e procurou entrar no aposento, mas o cavaleiro deteve-a sem a deixar dar um passo. Quando se levantou da cadeira caiu à senhora o véu que encobria o rosto. O cavaleiro por estar a prendê-la, não pôde segurar a sua máscara que também lhe caiu e Doroteia conheceu que era o seu esposo D. Fernando. Apenas o conheceu, depois de dar um longo e tristíssimo gemido, ia a cair desmaiada, mas naquele instante junto a ela estava o barbeiro que a sustentou nos braços salvando-a de uma perigosa queda.:65:
Acudiu o cura que tirou a Doroteia o véu do rosto e deu-lhe água para a reanimar; e logo a reconheceu D. Fernando, que ficou como morto, mas nem por isso deixou de ter segura a Lucinda, que forçava por soltar-se, para ir em busca de Cardénio a quem reconhecera a voz, e pelo qual igualmente havia sido reconhecida. Cardénio saiu do aposento aterrado e fitou D. Fernando que tinha Lucinda presa nos braços. D. Fernando também viu Cardénio e todos se calavam e olhavam uns para os outros; a primeira que rompeu o silêncio foi Lucinda que pediu a D. Fernando que a largasse para que pudesse juntar-se a seu esposo Cardénio.:66

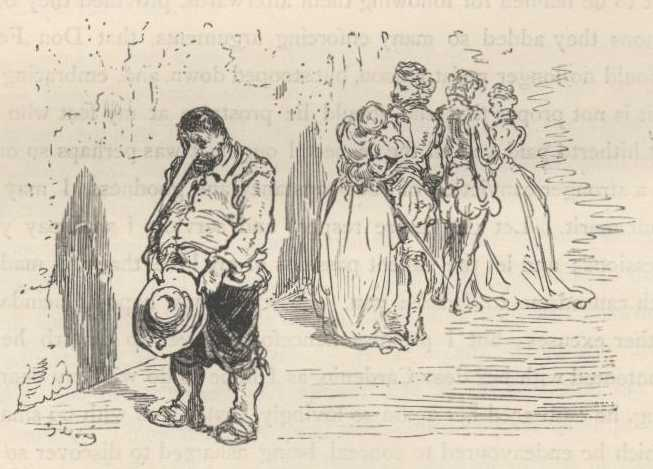
Até Sancho Pança chorava (1863), de Gustave Doré

Neste tempo Doroteia voltava a si, e vendo que D. Fernando continuava a não largar Lucinda, lançando-se de joelhos aos pés dele, banhada em lágrimas, lhe disse: -Não podes tu ser da bela Lucinda, porque és meu, nem ela pode ser tua, porque é de Cardénio. D. Fernando depois de passado um tempo, no qual esteve olhando para Doroteia, alargou os braços e, deixando Lucinda livre, disse: — Venceste, formosa Doroteia, venceste, porque não é possível haver ânimo para negar tantas verdades juntas.:66:68
Lucinda, assim que D. Fernando deixou de sustê-la, ia a cair no chão, porém Cardénio a sustentou nos braços tendo Lucinda dito: — Vós sim, senhor meu, sois o verdadeiro dono desta vossa cativa. A este tempo Doroteia entreviu que D. Fernando dava ares de querer vingar-se de Cardénio, porque lhe viu levar a mão ao punho da espada, e com presteza se lhe abraçou aos joelhos beijando-lhos, e tão fortemente que não o deixava movê-los, e com muitas lágrimas lhe dizia: — Que pensas tu fazer, tu que és o meu único refúgio, neste tão inesperado transe? Tens a teus pés a tua esposa, e aquela que querias que o fosse está nos braços de seu marido.:68
Cardénio, sem deixar de sustentar em seus braços a Lucinda, não perdia D. Fernando de vista para se defender. Neste momento rodearam todos D. Fernando, pedindo-lhe que atendesse às lágrimas de Doroteia e ajuntaram tais e tantas razões que D. Fernando se abrandou e se deixou vencer pela verdade, e abaixando-se abraçou Doroteia, dizendo: — Levantai-vos, senhora minha, pois não é justo estar a meus pés ajoelhada aquela que eu tenho posta dentro da minha alma; e viva Lucinda segura e satisfeita por anos dilatados e venturosos com o seu Cardénio.:69:70
Nisto quase todos os que se achavam presentes começaram a chorar, uns da própria satisfação, e os outros por causa da alheia, até Sancho Pança chorava por então saber que Doroteia não era a rainha de Micomicão como ele pensava, e sobretudo por conhecer que as grandes mercês que esperava receber dela não passavam de um verdadeiro sonho.:70

### Capítulo XXXVII Onde se prossegue a história da famosa infanta Micomicona com outras graciosas aventuras

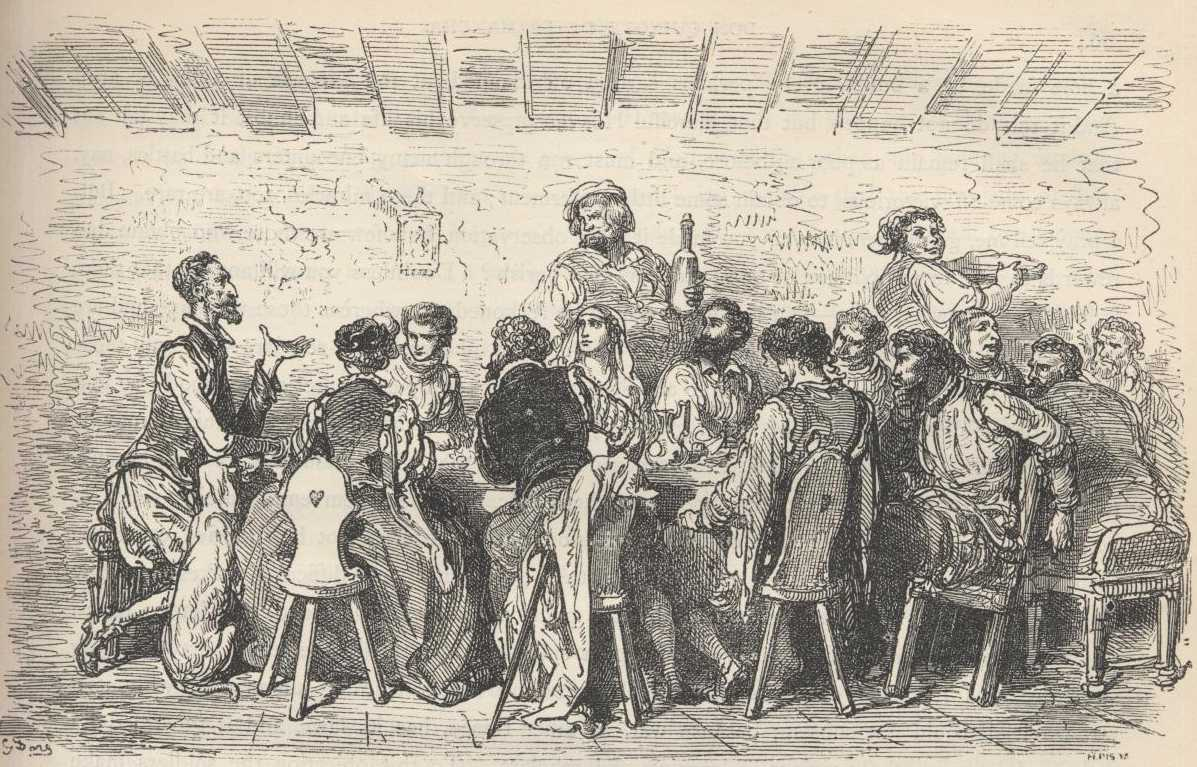
Assentaram-se todos a uma mesa muito comprida (1863), de Gustave Doré

Falavam D. Quixote e D. Fernando quando chegou um viajante, que pelo vestuário mostrava ser cristão chegado de terra de mouros. Logo atrás dele entrou uma mulher vestida à mourisca, a qual viera num jumento, e trazia um barretinho de brocado e uma almalafa que a cobria da cabeça até aos pés. Perguntou Dorotéia se a senhora era cristã ou moura. — Moura é no trajo e no corpo, porém na alma é já uma verdadeira cristã, porque tem ardentes desejos de o ser, respondeu o viajante; e tendo D. Fernando perguntado como ela se chamava, ele respondeu que se chamava Lela Zoraida; ao que ela respondeu de imediato com uma espécie de pesar:— Não, não Zoraida, Maria, Maria. Abraçou-a Lucinda com muito amor, dizendo-lhe: — Sim, sim, Maria, Maria.:79:81

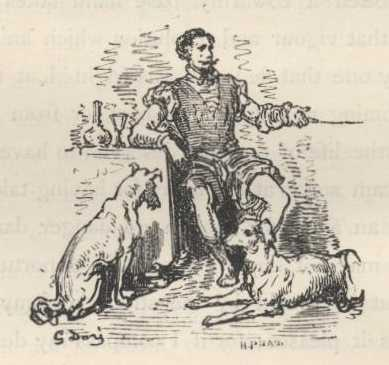
Com estes bons termos prosseguia D. Quixote na sua prática (1863), de Gustave Doré

Logo que foram horas próprias, assentaram-se todos a uma mesa muito comprida e estreita, e deram a cabeceira a D. Quixote o qual quis que ao seu lado se sentasse a senhora de Micomicão, porque ele era o seu cavaleiro e defensor. Em seguida assentaram-se Lucinda e Zoraida, e fronteiros a estas D. Fernando e Cardénio, e logo os outros cavaleiros, e do lado das senhoras e ao pé delas o cura e o barbeiro: e deste modo cearam com grande satisfação, a qual subiu de ponto quando viram a D. Quixote deixar de comer e principiar o discurso seguinte::81
— Verdadeiramente, meus senhores, são muitas vezes extraordinários e inauditos os acontecimentos presenciados pelos que professam a ordem da cavalaria andante: senão, dizei-me; quem entrando pela porta deste castelo, e vendo-nos, pensaria que esta senhora, aqui ao meu lado sentada, é a grande rainha que todos nós sabemos, e que eu sou aquele cavaleiro da Triste Figura, cujo nome a boca da fama por aí tem espalhado? Já se não pode duvidar que este ofício excede a todos aqueles que os homens inventaram, e tanto mais deve ser estimado, quanto a maiores perigos está sujeito.:81
E não ousem contradizer-me os que pretendem sustentar que as letras levam vantagem às armas, pois se fundam em que os trabalhos do espírito excedem muito os do corpo, e que as armas somente ao corpo pertencem; como se as armas não precisassem de muita inteligência: como se o guerreiro, que tem o comando dum exército, não tivesse necessidade do espírito; se sem este seria possível penetrar as intenções do inimigo, seus projetos e estratagemas, e prevenir as dificuldades e os danos que ele pode suscitar e opor.:81:82

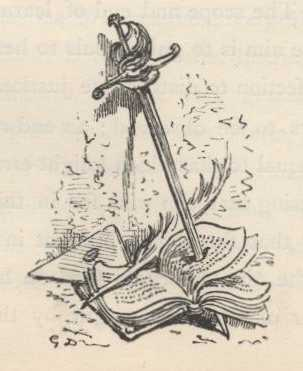
As armas requerem tanta força de espírito como as letras (1863), de Gustave Doré

Verificado pois que as armas requerem tanta força de espírito como as letras, qual dos dois espíritos, o do letrado ou o do guerreiro, é mais valioso? O fim a que as letras se dirigem (e não falo agora das divinas, a que nenhum outro se lhe pode igualar), é estabelecer com clareza a justiça distributiva, dar a cada um o que é seu, e procurar e fazer que as boas leis se guardem e se cumpram: fim digno de grande louvor; porém não tanto como aquele a que às armas se dedica, o qual consiste em assegurar a paz, que é o maior bem que os homens podem nesta vida desejar: observe-se que as boas novas anunciadas pelos anjos na noite que foi luminosíssimo dia, quando nos ares cantaram: "Glória a Deus nas alturas, e paz na terra aos homens de boa vontade"; e a saudação que o melhor mestre da terra e do céu ensinou quando entrassem em alguma casa: "Paz seja nesta casa"; e muitas outras vezes lhes disse: "Dou-vos a minha paz, a minha paz vos deixo, a paz seja convosco": esta paz é o verdadeiro fim das armas. Aceite pois esta verdade, que o final da guerra é a paz, e que nisto levam as armas vantagem às letras, veremos agora qual dos trabalhos, o do letrado ou o das armas, é maior.:82
Por esta maneira e com estes bons termos prosseguia D. Quixote na sua prática, de modo que nenhum dos que o escutavam podia persuadir-se de que na realidade ele estava louco.:82